# ヘーマー
ヘーマー (ドイツ語: Hemer, ドイツ語発音: [ˈheːmɐ])は、ドイツ連邦共和国ノルトライン＝ヴェストファーレン州アルンスベルク行政管区のメルキッシャー郡に属す中規模郡所属市である。この街はザウアーラント北部に位置している。
この街は1072年に Hademare として初めて文献に記録されている。アムト・ヘーマーの開設により、この地域の市町村は1841年に政治的に統合された。自治体としてのヘーマーは、オーバーヘーマーとニーダーヘーマーが合併して1910年4月1日に合併して成立し、1936年に都市権を得た。ヘーマーは、1975年の自治体再編以降、それまで独立した町村であったベッケ、ダイリングホーフェン、フレンスベルク、イーメルトを併合し現在の形となった。これと同時にアムトは廃止された。
ヘーマーは、ユニークなジオトープ「フェルゼンメーア」で全国的に知られており、そのため「フェルゼンメーアシュタット」のニックネームを持つ。市の経済は工業が中心で、特に金属加工業と製紙業が歴史的に発展した。2010年に旧ブリュヒャー兵舎の跡地でノルトライン＝ヴェストファーレン州庭園博が開催され、100万人以上が訪れた。

## 概要

### 位置
ヘーマーは、ザウアーラント北西部の、広大な森によって形成された中低山地の地形にあり、この中低山地の入り口の北に位置する。市は、北のルールタール、南のレネタール、東のイーザーローンの間に位置する。市域はライン＝ルール大都市圏の南東端を形成しており、北西のドルトムント、北のハム、西のハーゲンといった大都市の近隣にあたる。この他の大きな都市として、東にアルンスベルク、南にリューデンシャイトがある。ヘーマーはメルキッシャー・ザウアーラントの一部である。市内の最高地点は、市域の南部、バルヴェとの市境（バルヴェの森）にある最高地点 546 m のイーザーローナー高地である。この他市内にある山は、北部にベムベルク（海抜 334 m）とアーゼンベルク（海抜 272 m）、内市街にユーベルク（海抜 304 m）、南にイーザーローナー高地に連なるホーホギーベル（海抜 482 m）とローベルク（海抜 473 m）が特筆すべきものである。
ヘーマーの居住地の中心は、市の全域を流れ内市街ではヘーマー＝バッハと呼ばれているエーゼ川の谷である。エーゼ川は南に位置する隣町ノイエンラーデで「ゲルメック川」として湧出し、シュテファノペーラー・タール、ズントヴィヒ、ヘーマー、ベッケと流れ下り、メンデン (ザウアーラント) でヘネ川に注いでいる。また、イーメルター・バッハは市の南西部を流れ、オーバーヘーマーでエーゼ川に合流する。
アババッハ川はタンネコプフの西から湧出し、ルール川に注いでいる。

### 地質学
ヘーマーは、ライン・シーファー山地の北端に位置している。地質学上は、デボン紀の粘板岩と石灰岩で形成されている。表土に近い石灰岩は、ベッケの採石場で採掘されている。
地質学上重要なのは、特にズントヴィヒとダイリングホーフェンとの間の地域である。第三紀に形成された、ブナの森で覆われたフェルゼンメーアの地形は、表面に多くの割れ目を有している。フェルゼンメーアは自然保護の対象となっている。一千年紀にはすでに、ヴェストファーレン最古のこの鉱山地域では含鉄砂岩が採掘されていた。NRW 地質学サービスはドイツで類例のないこのジオトープに、重要地質学文化財の称号を贈った。
フェルゼンメーアのすぐ隣に位置するペリック洞窟群には、無数の洞窟や昔の鉱山作業で造られた竪穴が存在している。最大の洞窟は、15世紀にはすでに発見されていたため、「アルテ・ヘーレ」（直訳: 古い洞窟）という名前である。この洞窟は何世紀もの間に、たとえばハイキングの目的地や防空壕など、様々な用途に利用された。この洞窟は、今日ではかなり大きな損傷を負っている。1952年にこの洞窟への立ち入りが禁止された。鍾乳洞のハインリヒス洞窟は18世紀になって発見され、1904年5月22日から観光洞窟となっている。

### 市域の広がり
市域の南北の最大幅は約 11.3 km、東西のそれは 8.1 km である。北部はガックベルク（海抜 250 m）を中心に森の豊かな高地であるメンデナー丘陵が広がっている。この丘陵地は、エーゼ川の谷とイーザーローンの石灰盆地により、高度 160 m まで急激に落ち込んでいる。ヘーマーの最低地点はエーデルブルクの近くである。この地域は人口密度が高く、比較的森が乏しい。一方、イーメルト川とシュテファノペール川の2つの谷を除く南部全域は人がまばらな森林地域である。山頂は高度約 550 m に達し、大部分がイーザーローナー・ヘーエの一部としてザウアーラント＝ロタール山地自然公園およびメルキッシャー郡景観保護区に属す。
2015年12月31日現在、市域の 55.5 % が森林、21.6 % が農業用地である。住宅・交通用地は 21.5 % である。

### 隣接する市
ヘーマーは、西はイーザーローン、北はメンデン (ザウアーラント)、東はバルヴェ、南はノイエンラーデおよびアルテナと境を接している。これらの市はいずれもメルキッシャー郡に属す。ヘーマーは、イーザーローン、メンデン、バルヴェと、経済的・政治的共同作業を改善するための都市ネットワークを形成している。これら4都市は、ノルトクライス経済イニシアティブに参加している。

### 市の構成
公的には、ヘーマーは Ortsteil（行政上の地区）で構成されているわけではない。しかし、旧町村や小さな集落も独自のアイデンティティを有している:

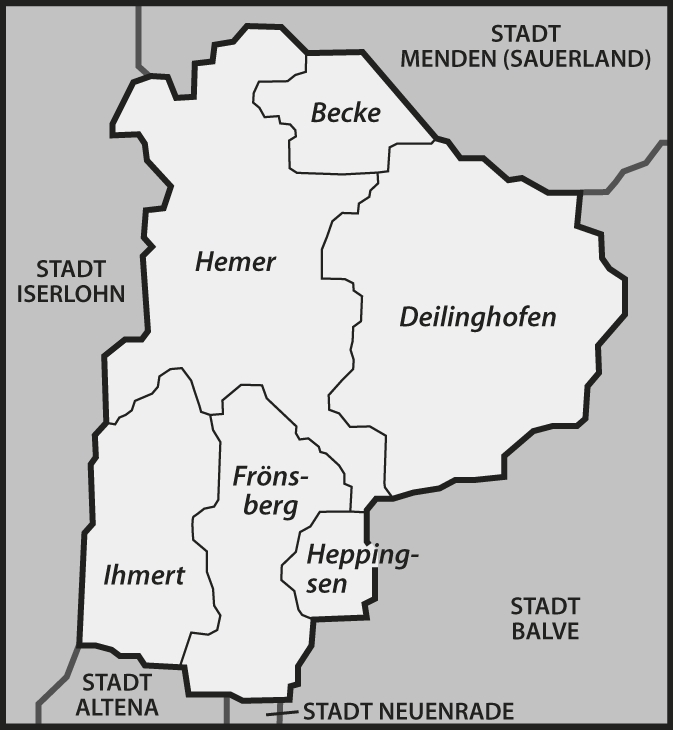
ヘーマーの市区図

- ベッケ: ブレーレン、エーデルブルク、ヘックリングゼン、メスターシャイト、エーゼ、ウアベッケ
- ダイリングホーフェン: ダイリングホーフェン、ハービヒトザイル、ヘムベッケ、ホーエンシュタイン、ランゲンブルーフ、ニーリングゼン
  - 旧ブロックハウゼン町に含まれていた小地区: アプリッケ、バイングゼン、ブロックハウゼン、ヘネタール、クルーゼンシュタイン、リームケ
- フレンスベルク: ベックマーハーゲン、エプベルク、フレンスベルク、ハッピングゼン、ハッピングザーバッハ、ヒュルタースハーゲン、イスパイ、ローラント、シュテファノペール、ヴァハメッケ、ヴィンターホーフ
- ヘーマー: 以下の旧町村を含む
  - ラントハウゼン: ラントハウゼンおよびシュトューベッケン
  - ニーダーヘーマー: ハウス・ヘーマー、ヘーマーハルト、ニーダーヘーマー
  - オーバーヘーマー
  - ズントヴィヒ: ディーケン、グリューンタール、ズントヴィヒ、ズントヴィガーバッハ、ヴェンハーゲン
  - ヴェスティヒ: ヴェスティヒ、ヴェスティガーバッハ、ヴィーハーゲン
- イーメルト: ブレーデンブルーフ、ディークグラーベン、エルフェンフォーレン、イム・ハスベルク、ホルメッケ、イーメルト、イーメルターバッハ、ヨハニスタール、ロトメッケ、ｚフテンメスジーペン、ジュールベルク、テューテベレ、ヴェステンドルフ
- さらに、旧エーフィングゼン（現在はアルテナ）に属していた小地区: ハイデ、ハイダーミューレ、ヒュイングゼン、シュヴァルツパウル、シュトット

ヘッピングゼンの東側の森は、1975年まではアムト・バルヴェのガルベックの一部であり、これ以後はヘーマー市の一部となっている。

### 気候
本市は温帯に位置している。高原性の気候は大西洋が形成している。7月が平均気温 18.3 ℃で最も暖かく、平均気温 2.8 ℃の1月が最も寒い。年間の平均気温は 10.2 ℃である。平均年間降水量は 1099 mm である。7月の平均降水量が 108.7 mm と最も多い。
2006年夏は観測記録が始まって以来の極端な天候であった。初夏に気温の記録が更新された後、7月に約250年来最悪の洪水が起こった。比較的平らな石灰盆地に位置するベッケ地区は特に甚大な被害を受けた。ニーダーヘーマーは、1980年代まで頻繁に洪水に襲われていたが、そのために洪水対策がエーゼ川に施されていた。2007年1月には、暴風雨キリルによってヘーマーは大きな被害を受けた。市域内で延べ約40万立方メートルにおよぶ木材が損傷し、いくつかの集落は何時間もの間外界から孤立した。
| ヘーマーの気候                                      | ヘーマーの気候 | ヘーマーの気候 | ヘーマーの気候 | ヘーマーの気候 | ヘーマーの気候 | ヘーマーの気候 | ヘーマーの気候 | ヘーマーの気候 | ヘーマーの気候 | ヘーマーの気候 | ヘーマーの気候 | ヘーマーの気候 | ヘーマーの気候   |
| 月                                                  | 1月            | 2月            | 3月            | 4月            | 5月            | 6月            | 7月            | 8月            | 9月            | 10月           | 11月           | 12月           | 年               |
| --------------------------------------------------- | -------------- | -------------- | -------------- | -------------- | -------------- | -------------- | -------------- | -------------- | -------------- | -------------- | -------------- | -------------- | ---------------- |
| 平均最高気温 °C （°F）                              | 5.7 (42.3)     | 7.7 (45.9)     | 10.3 (50.5)    | 15.4 (59.7)    | 19.1 (66.4)    | 22.8 (73)      | 24.5 (76.1)    | 23.9 (75)      | 19.9 (67.8)    | 15.0 (59)      | 9.8 (49.6)     | 8.2 (46.8)     | 15.19 (59.34)    |
| 日平均気温 °C （°F）                                | 2.8 (37)       | 3.6 (38.5)     | 5.6 (42.1)     | 9.2 (48.6)     | 12.9 (55.2)    | 16.8 (62.2)    | 18.3 (64.9)    | 17.7 (63.9)    | 13.8 (56.8)    | 10.3 (50.5)    | 6.2 (43.2)     | 5.4 (41.7)     | 10.22 (50.38)    |
| 平均最低気温 °C （°F）                              | −0.5 (31.1)    | −0.9 (30.4)    | 0.4 (32.7)     | 1.7 (35.1)     | 5.3 (41.5)     | 9.8 (49.6)     | 11.4 (52.5)    | 10.5 (50.9)    | 7.8 (46)       | 5.6 (42.1)     | 2.2 (36)       | 1.9 (35.4)     | 4.6 (40.28)      |
| 降水量 mm （inch）                                  | 99.2 (3.906)   | 74.7 (2.941)   | 93.1 (3.665)   | 84.3 (3.319)   | 85.9 (3.382)   | 106.4 (4.189)  | 108.7 (4.28)   | 86.7 (3.413)   | 78.2 (3.079)   | 78.6 (3.094)   | 95.6 (3.764)   | 107.1 (4.217)  | 1,098.5 (43.249) |
| 平均降水日数 （≥0.2 mm）                            | 19             | 15             | 17             | 11             | 13             | 14             | 15             | 14             | 14             | 16             | 18             | 20             | 186              |
| 出典1：降水量: ドイツ気象庁（1961年 - 1990年）      |                |                |                |                |                |                |                |                |                |                |                |                |                  |
| 出典2：その他: Klima Hemer（2015年6月 - 2020年5月） |                |                |                |                |                |                |                |                |                |                |                |                |                  |

## 歴史

### 古代
ヘネタールからは、特にフォルクリングハウザー洞窟やバルヴァー洞窟では7万年前にまで遡る旧石器時代の出土品が見つかっているが、ヘーマーの町域では青銅器時代に最初のヒトの痕跡が証明されている。
1980年にアウトバーン A46号線沿いの緊急発掘で発見された環状に配置された石で囲まれた焼けた骨は青銅器時代のものであった。現在のニーダーヘーマーの墳丘墓に、紀元前1250年頃に羊飼いと農民がこの地域に住んでいたことを示している。鉄器時代になると、ヘーマー＝ダイリングホーフェンで針が作られていた。クルーゼンシュタイン城の麓にあるブルク洞窟から発見された青銅製の二重針は、もう一つの同種の針と一緒に発見された。ここからは、カモの青銅像も発見されている。ヘネタールをはじめとする洞窟から発見された琥珀の装飾品は、バルト海沿岸地方との交易が行われていたことを示している。
遅くとも4世紀にフランク人の一部に取り込まれた部族がこの地域に定住する以前、紀元前600年から紀元前100年までの間、この地域はケルト人の影響下にあった。1951年に現在の市の中心部で発見された墓は650年頃に建設された。この集落は当時すでにおそらく Hademare という名称であり、後にヘーマーに発展した。700年にザクセン人がこの地域を征服した。777年からカール1世に率いられたフランク人がこれを征服し、ザクセン人は805年までに屈服し、強制的に改名させられた。
ヴェルダン条約（843年）をはじめとする帝国分割により、この領域は初め東フランク王国に属した。この王国から後に神聖ローマ帝国が成立した。

### 最初の記録から三十年戦争まで
ヘーマーの最初の文献記録は1072年になされている。これはケルン大司教がグラーフシャフト修道院に対して、現在のヘーマーの市域にある3つの農場について言及したものである。農場の1つはニーダーヘーマーにあり、聖ヴィトゥスに献堂された私立教会があることで、特別重要なものであった。このヴィトゥス教会は、おそらくエクベルティナー家によって創建され、その後ケルン大司教が獲得した。これによりヘーマーはメンデン教区に編入された。この教区は1124年に解消された。同じく Hademare と称する2つめの農場はオーバーヘーマーにあった。現在この土地は、ハウス・ヘーマーまたはヘトホーフと呼ばれている。ブレデノーレ農場またはプレティンホーロ農場は現在のブレーレンにあった。建造物は遺構が確認できるだけであるが、壁のいくつかの部分は16世紀にエーデルブルク城館の建設に用いられた。3つの農場はいずれも、いくつかの小農場を有していた。11世紀にラントハウゼン（当時の表記は、Lantensele）、1140年にズントヴィヒが文献に記録されており、ヴェスティヒが1200年にこれに続いた。
この集落は14世紀に Hedemer と呼ばれ、1438年に初めて Hemer という表記が見られる。ヘーマーは1350年からマルク伯領となり、防備を固めたイーザーローンを護るために用いられた。現存するヘネタールのクルーゼンシュタイン城をはじめとする騎士の城が、ヴェストファーレン公領との境界を護っていた。ヘーマーの中核部は、歴史的に発展したニーダーヘーマーとオーバーヘーマーの中心部が互いに結合し、1970年代に初めて建設された。

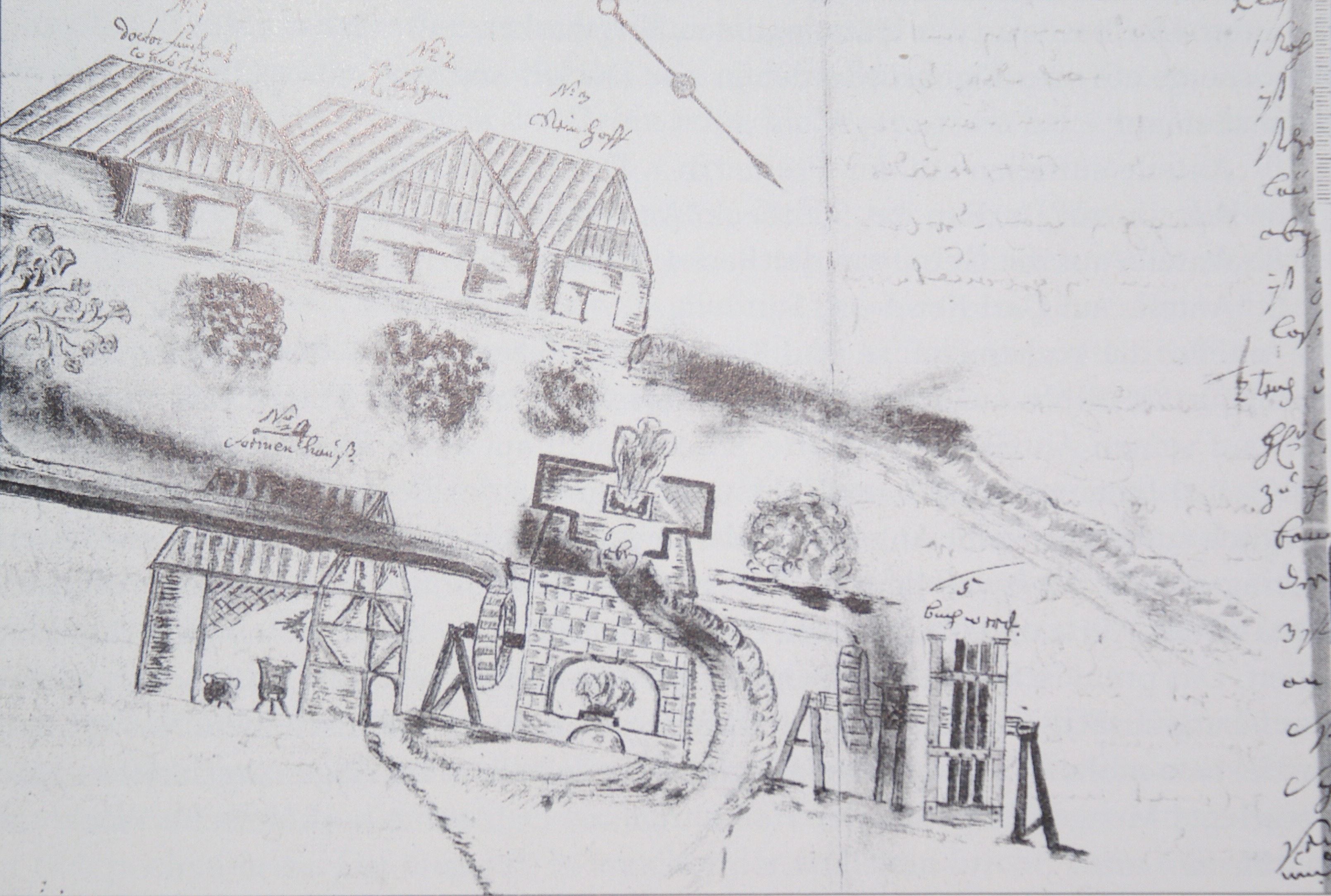
1742年に描かれたヘーマー、ズントヴィヒ製鉄所

15世紀にこの地域は比較的人口密度の高い地域であったが、引き続き農業が主体であった。しかしフェルゼンメーアからの出土品は、950年頃にはすでに（あるいはもっと早くから）、ヘーマーで鉱業が営まれていたことを示している。鉄含量が 60 % と比較的高い鉄鉱石が、13世紀から鉄生産のための溶鉱炉で利用されていた。針金製造をはじめとする金属加工業は16世紀に成立し、初めは水力を利用していた。ヘーマーのヴェストファーレン製紙水車は1567年に初めて稼働した。同じ頃、現在のヘーマー北西部でスミソナイトの採掘が始まった。
ヘーマーは1447年にゾーストのフェーデの戦場となった。これによりオーバーヘーマーのヘトホーフは特に甚大な損害を負った。1448年の文書では、イーザーローンおよびヘーマー周辺の地域で、これよりも被害総額が大きい集落はなかった。1486年のマルク伯の土地台帳によれば、当時ヘーマーは Ampt van Loyn（イーザーローン）の一部であった。現在の市域では、イーメルトに17軒、ラントハウゼンに3軒、ヘーマーに4軒、メスターシャイトに43軒の納税義務のある農家があった。メスターシャイトには、エーデルブルク、ヘックリングゼン、ヴェスティヒ、ズントヴィヒが含まれる。農村ダイリングホーフェンには、後にダイリングホーフェン町となる居住地に接して多くの農場が属していた。後にフレンスベルクとなるグート・フロメスベルトは、1485年にマルク伯兼クレーフェ公ヨハン2世からヨハン・フォン・ヴレーデに移譲された。ヨハン3世は、建物を拡張した後、1517年にこの土地の所有権を宣言した。ヴレーデ家の息子たちは、公爵に対する自家の功績を主張し、最終的にこの所領を保持した。
宗教改革では、1567年に教区のほぼ全域がプロテスタントの信仰に転向した。1614年、この町は相続によりホーエンツォレルン家の所有となり、プロイセンに編入された。これ以後、ナポレオンによる統治時代を除き1945年まで（形式上は1947年に廃止されるまで）プロイセンに属した。
三十年戦争の少し前の1616年にペストが流行し、1620年、1623年、1626年にも流行が繰り返された。1623年から1624年までヘーマー周辺地域はスペイン軍の勢力下に置かれた。戦闘によりさらなる発展と鉱業生産は数年間中断したが、地域の被害は、帝国内の他の地域に比べ軽度であった。

### ゲリヒトからアムト・ヘーマーへ
1614年からプロイセンに属すこととなったこの町には、協定と1647年4月28日付のレーエン状により領主裁判所（パトロモニアルゲリヒト）が設けられた。その裁判権が及ぶ範囲は、ニーダーヘーマー、オーバーヘーマー、ラントハウゼン、ヴェスティヒ、ズントヴィヒ、ベッケを含むキルヒシュピール・ヘーマーと、ハウス・ヘーマー、エーデルブルク、フレンスペルト、ブレーレンの貴族領および騎士領であった。これによりヘーマーはゲリヒト・イーザーローンから分離され、新設されたアムト・イーザーローンの一部となった。裁判領主はヴァハテンドゥンク男爵アルノルトの後継者で、なくなるまでハウス・ヘーマーに住んだ。1660年にブラベック家が裁判領主権を引き継いだ。これにより、裁判領主は、独自の法律を公布し、行政運営を行った。

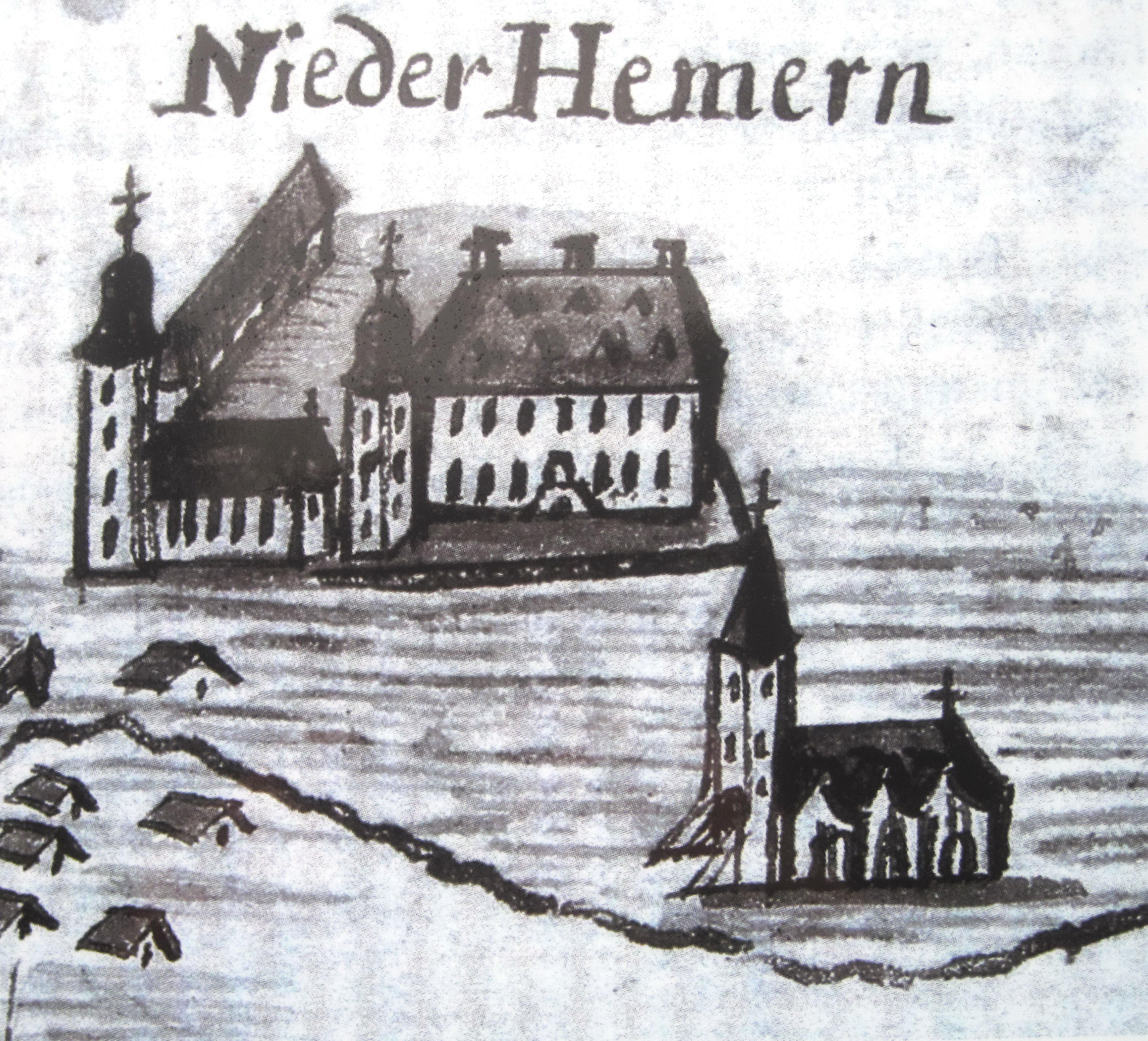
1767年頃のヘーマー絵図。手前の教会が聖ヴィトゥス教会、奥が聖ペーターおよびパウル教会

17世紀後半にヘーマーは仏蘭戦争の戦場となった。ニーダーヘーマーは、1668年の大火の後、1779年にも再度焼失した。ブラベック家は、教会町のヘーマーにとって特別重要であった。ヒルデスハイムの司教領主ヨプスト・エドムント・フォン・ブラーベックが1700年にヴィトゥス教会の隣にカトリックの聖ペーターおよびパウル教区教会を創建した。1818年にヴィトゥス教会は取り壊され、エプベルクに新たな福音主義教会が建設された。
ヘーマーは1701年からプロイセン王国に属した。行政当局の影響が大きくなるにつれ、国が多くの権限を引き取ったため、裁判所の重要性は低下した。罰金は地区管理者によって定められる場合が多くなり、裁判領主によって決められなくなった。ヘーマー裁判所は、おそらく1809年に最後の判決を言い渡した。当時ここには合わせて9人の判事がいた。
ヘーマーは、経済的には、1800年頃に14軒の製紙水車があり、プロイセンにおける製紙産業の中心地の1つであった。ベッケ家は1698年からヘーマーに作業場を有していた。同家は1712年にプロイセン王から指貫の製造特権を与えられる、工場を設立した。これは19世紀初めまでヨーロッパ最大の指貫工場であった。
18世紀の終わり頃、地方の工業は第一次対仏大同盟戦争で損害を被った。ベルク公とフランスは、当時プロイセンの最も重要な経済分野の1つであったヘーマーの金属加工製品の主要な顧客であった。戦争の進行に伴い、フランスでは輸入禁止が発せられ、生産の大部分が失われた。
ヘーマーは1806年、他のベルク大公国のマルク伯部分全域と同様にナポレオンの支配下に置かれた。ヘーマーはルール県の一部であるカントン・イーザーローン内で独自の町 (Mairie) となっていた。多くのヘーマー住民がフランスの支配者よりもプロイセン王により強いつながりを感じていたため、住民たちは引き続き苦しい経済状況で戦っていた。ライプツィヒの戦いの間、この町はまだフランスの統治下にあったにもかかわらず、たとえばニーダーヘーマーでは町役所のフランスの鷲の紋章が焼き払われた。1815年のウィーン会議でヘーマーにおけるフランス支配は終了し、Mairie はプロイセン、ヴェストファーレン州の Bürgermeisterei となった。この Bürgermeisterei は、3つの徴税区域（ヘーマー、ダイリングホーフェン、エーフィングゼン）に分けられていた。
1841年にアムト・ヘーマーが形成された。これには、ベッケ、ブロックハウゼン、カレ、ダイリングホーフェン、エーフィングゼン、フレンスベルク、イーメルト、ケスベルン、ラントハウゼン、レッセル、ニーダーヘーマー、オーバーヘーマー、ズントヴィヒ、ヴェスティヒを含んでいたが含まれた。1867年に共同アムト貯蓄銀行とアムト病院が開業した。3月革命の際、自警団が組織された。
工業は、1882年の鉄道メンデン - ウナ線で結ばれたことで利益を受けた。この路線は3年後にイーザーローンを経てレトマーテまで延長された。

### 市への昇格まで

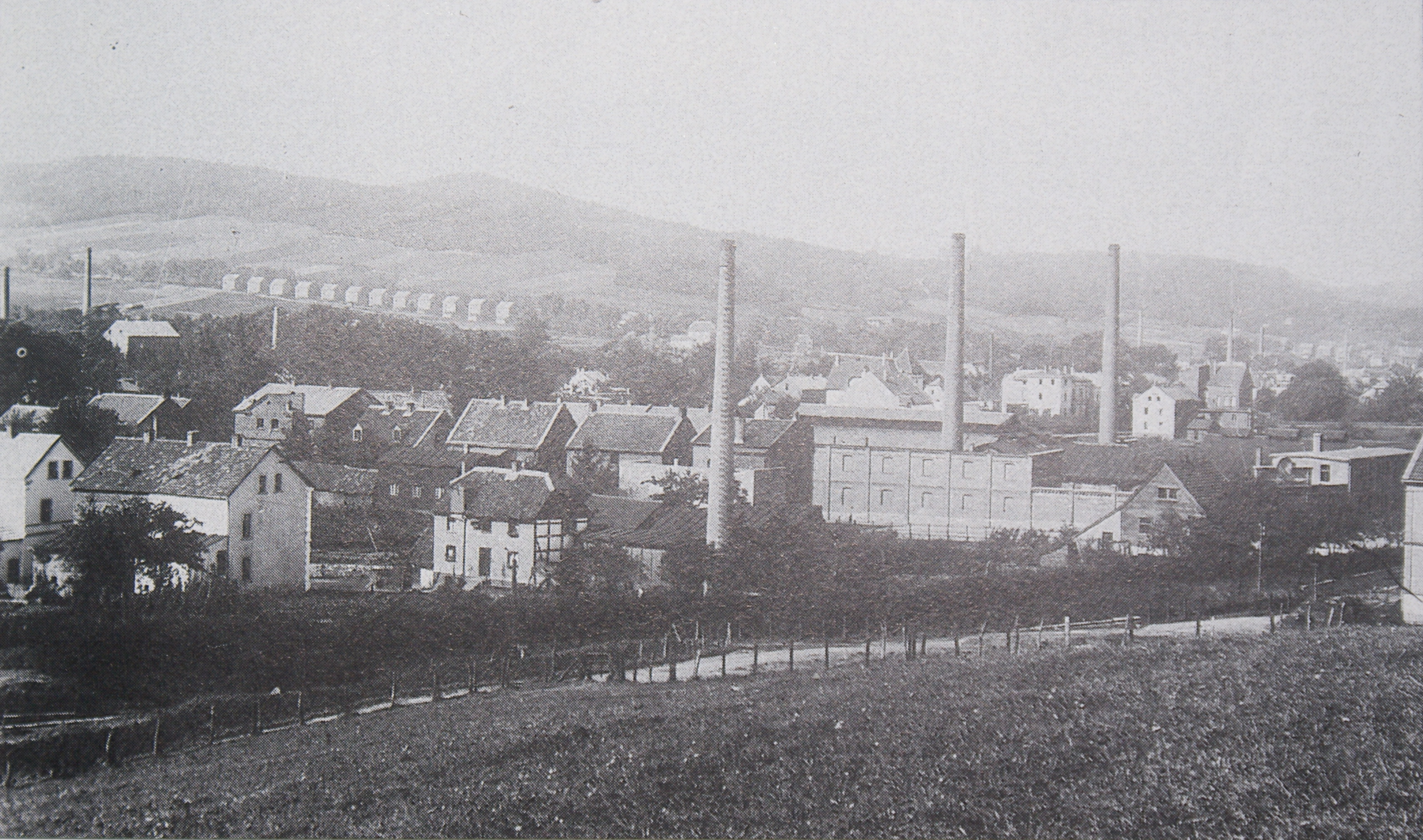
1903年のオーバーヘーマーおよびヘーマーハルト。背景に最初の社会福祉住宅「ツヴェルフ・アポステル（十二使徒）」が見える

1910年4月1日にニーダーヘーマーとオーバーヘーマーは「ヘーマー」として統合された。新しい町作りの計画は、1908年末から開始されていた。オーバーヘーマーには近隣町村よりも多くの工場があり、これに伴う多額の税収をインフラ整備に投資することができた。統合によりニーダーヘーマーも地元工業の恩恵を受けた。これと時期を同じくして、ズントヴィヒ、ヴェスティヒ、ラントハウゼンもヘーマーへの合併を検討し始めた。第一次世界大戦開戦によりその実行は遅れた。
第一次世界大戦勃発後、ドイツ全土がそうであったように、ヘーマーの広い範囲で高揚感が興り、早くも開戦1週目に約150人のヘーマー住民が軍役に志願した。興奮はその後数ヶ月で、特に戦死者の報に接したことで、鎮静化した。1915年末までに、招集された2,877人のヘーマー住民のうち約200人が死亡した。地元の工業系企業は軍備品の生産に転換し、戦前に比べ高い利益を得た。一方、一般住民たちは供給不足と疫病に苦しんでいた。ヘーマーでは1917年から1918年にかけての冬に100人以上がインフルエンザで死亡した。
戦後ヘーマーとそのアムトに属す町村では労農レーテが発足したが、それは革命行動を起こすのではなく、コントロールされた団体として形成された。政党もゆっくりと再結成された。ヘーマーの工業の重要な顧客がルール地方にあったため、ルール占領の間、ヘーマーは難民の流入先となり、工場労働者は労働時間短縮に苦しんだ。数多くのストライキが1920年頃の労働活動を特徴付けた。インフレーションの翌年には、アムト貯蓄銀行の他、ズントヴィヒの旅館の主人も（広告目的で）ノートゲルトを発行したが、すぐに禁止された。
1929年8月1日、ラントハウゼン、ズントヴィヒ、ヴェスティヒ、およびカレからイーザーローンに編入されなかった部分が、プロイセンの地域再編に伴ってヘーマーに合併した。これらの町は、第一次世界大戦開戦前にはすでに経済的に、あるいは一部では都市建設上も一体化がなされていた。カレの残りの部分はイーザーローンの地区となった。イーザーローンはヴェスティヒの併合にも関心を表明していた。同じ年にブロックハウゼンがダイリングホーフェンと合併した。これは主に、人口588人の田舎町であったブロックハウゼンでは独立した行政運営が立ちゆかなくなったためであった。
工場主らは1927年頃から経済危機の兆候を感じ始めていた。いくつかの企業が生産を縮小または完全に中止した。1929年には金属加工業の多くの熟練工が解雇された。危機のピークは1931年から1932年で、多くの工業系企業が閉鎖せざるを得なくなった。1931年ヘーマーの工業系企業は2,800人の従業員を雇用していたが、その3年前の雇用者数は4,200人であった。同時に失業者数は、アムト・ヘーマーで2,100人にまで増加し、中でもヘーマーが最も多かった。
ラントハウゼン、ズントヴィヒ、ヴェスティヒの併合後、多くの建設プロジェクトが実施された。ベッケ、ブレーデンブルーフ、ヴェスティヒのカトリック教会やヴェスティの福音主義集会場とともに何百戸もの住宅が建設された。さらに、病院の拡張工事も行われた。建設工事は都市の発展を促進したが、一方では家計に負担を掛けた。1930年の国会議員選挙で NSDAP が KPD を 1 % 上回り、最大の政治勢力となった。アムト・ヘーマーの NSDAP はエーフィングゼンを牙城としていた。エーフィングゼンでは1924年の選挙ですでに最大政党となっていた。権力掌握後、かつて KPD の牙城であったズントヴィヒとヴェストヴィヒでは抵抗運動が最大化した。
1935年4月19日に発令され9月6日に改訂された新しいドイツ市町村法に基づきヘーマーは市への昇格を申請した。1936年1月30日にこの町に都市圏が与えられ、1936年4月25日に県知事ルートヴィヒ・ルンテから文書が交付された。アムト・ヘーマーとヘーマー市は紋章を獲得した。

### 収容所、兵舎、強制労働者

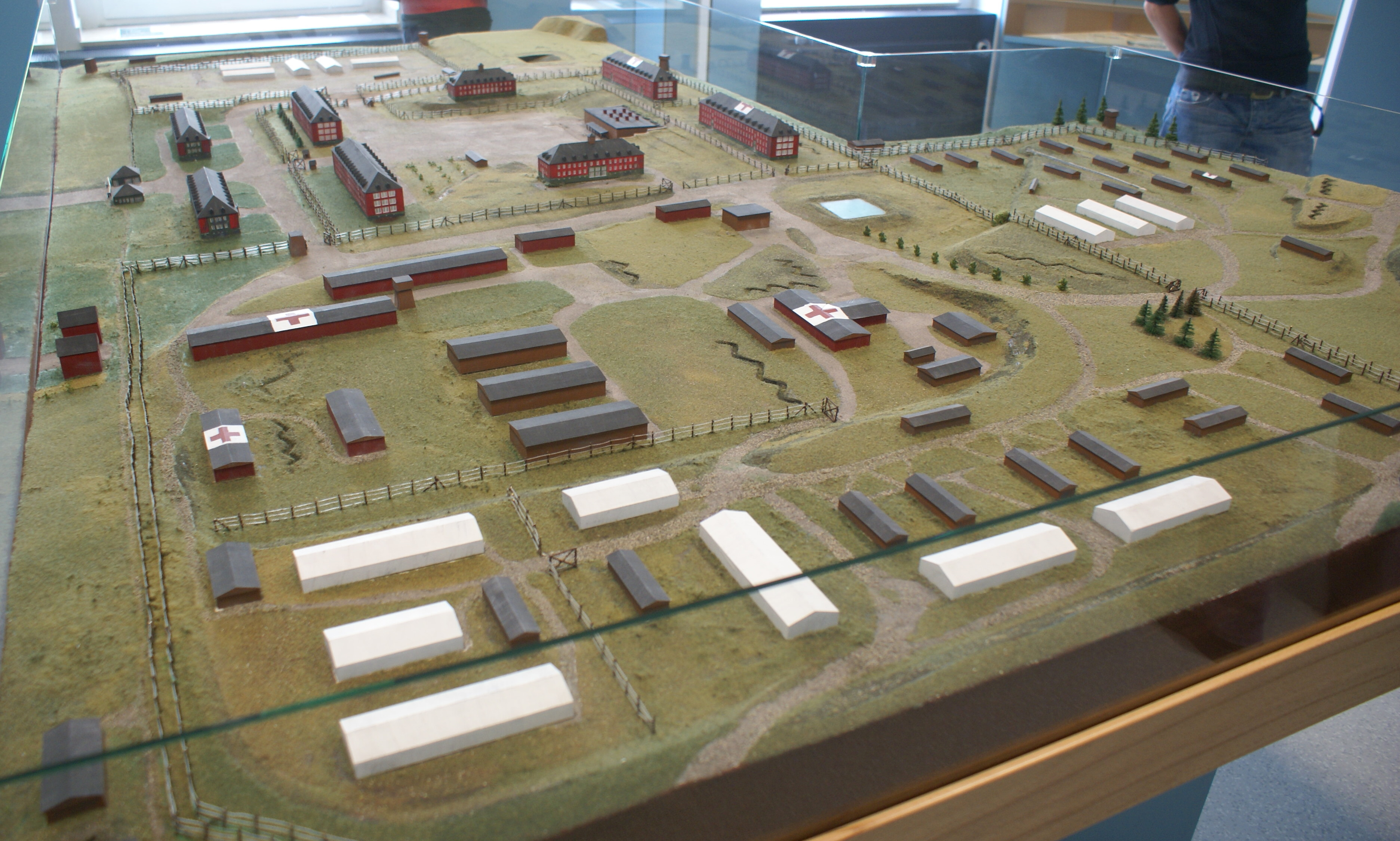
捕虜収容所 VI A のパノラマ模型

ヘーマーは、1934年3月1日に兵舎の所在地となった。その後アムトの病院は野戦病院となり、ダイリングホーフェン近郊の場所に軍事訓練場が造られた。兵舎の建物は内市街の東に建てられたにもかかわらず、射撃場は内市街の西側のドゥーローに設けられた。1939年の開戦では、第一次世界大戦時と異なり熱狂は起こらず、第一次世界大戦の経験から不安と心配が前面に表れた。ユーベルクの兵舎敷地は第二次世界大戦中、戦争捕虜収容所 (Stalag) VI A に転用されたが、粗造りの建物であった。
多くのヘーマーの企業が戦争初期から軍需製品の生産を停止したが、住民の間では食糧不足が蔓延した。1941年にはすべての肉とラード、嗜好品が不足した。Stalag VI A の収容者は、ヘーマーおよびその周辺地域で強制労働に就かされた。アムト・ヘーマーでは、約1,500人の兵士が市本体やイーメルト、エーフィングゼンで労働を強いられた。収容者の大半は、ソヴィエト連邦軍の兵士であった。彼らは西欧人とは異なり。酷い扱いを受け、より過酷な労働に割り当てられた。戦争の初期には特にフランス人や東欧人が収監され、1943年からソヴィエト人が増えた。ヘーマー住民は戦争捕虜にほとんど関心を持たなかったが、ときおりパンを収容所に密かに持ち込もうと試みた。
ヘーマーは、1945年4月にルール・ポケットに封じ込められ、4月12日に東部分が分割された。翌日にはアメリカ軍がダイリングホーフェンに向かって進軍した。ヘーマーのドイツ軍司令官は、アメリカ軍司令官との会見に応じ、収容所と市は1945年4月14日、アメリカ合衆国軍第9軍団部隊によって平和裏に占領された。Stalag にはこの時点で約 23,000人の収容者がいたが、このうち 9,000人は病気であった。この街は病院都市とされ、戦時中ほとんど爆撃を受けなかった。2つの戦争捕虜墓地には約 23,500人の犠牲者が葬られている。20,470人が埋葬されたドゥーローの戦争墓地は大きく、ヘックリングザー・ヴェークには約 3,000人が葬られている。州庭園博の会場には、追悼の場が設けられ、展示が行われた。
ヘーマー解放の数日後イギリス軍がアメリカ軍を引き継いだ。イギリス兵は、最初の職務として、約180戸の住宅を何年にもわたって接収した。ほとんど破壊されなかったこの街であったが、住宅不足は常に深刻であった。疎開民や旧ドイツ東部領土からの逃亡者のために間に合わせの宿舎が建設された。1970年代までに8,000人以上がヘーマーに流入した。工業は戦後初期から散発的に操業を再開した。いくつかの針金工場は、たとえばふるいを供給するための製造許可を得たりした。これに対して食品産業と無縁の企業は、1945年11月まで閉鎖されていた。

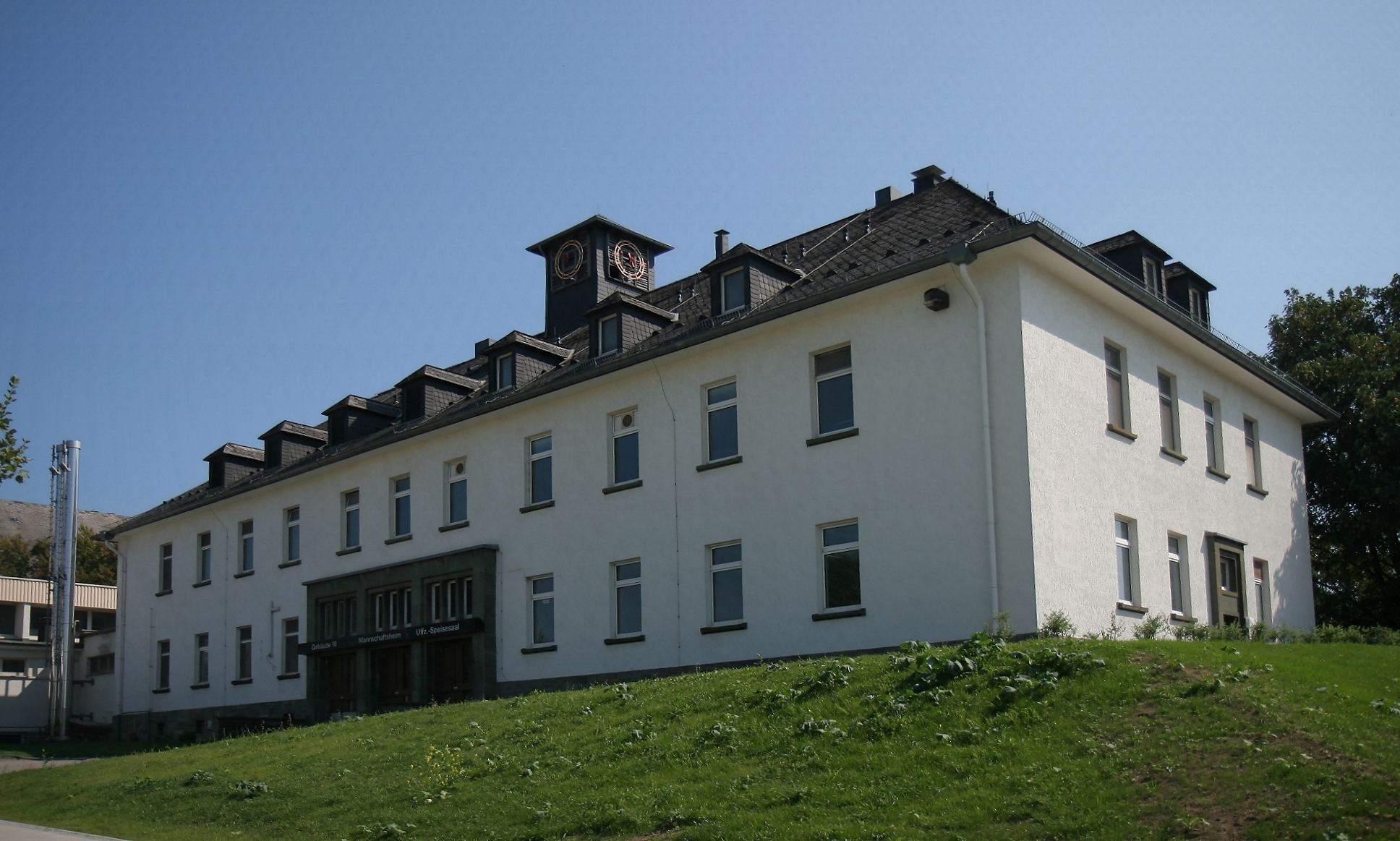
ブリュヒャー兵舎

Stalag は1945年に、かつてのナチ行政官のための収容所「キャンプ・ルーズベルト」として利用された。その後、ベルギー軍がここに「アルデンヌ兵舎」を設けた。ベルギー軍はヘーマーの街の中心部に、司令官用の多世帯用共同住宅を建設し、これによって住宅不足は、少なくともその一部は緩和された。さらに内市街に、映画館、カフェ、カジノ、ベルギーの商店や学校を備えた兵士用住宅地「ヴェルファーレ」を建設した。この軍隊は1955年に他の場所に移転した。その1年後に最後のベルギー人家族がヘーマーを離れた。1956年4月24日、ヘーマーにおけるドイツ連邦軍の歴史が始まった。最初の司令部が建設され、いくつかの師団が移転するための整備が行われた。これによりヘーマーは、ノルトライン＝ヴェストファーレン州全域を担当する国防区域 III の最初の軍事都市となった。1957年1月12日に第13装甲擲弾兵大隊がこの兵舎に配備された。この兵舎は1964年5月20日以降「ブリュヒャー兵舎」と呼ばれた。
ダイリングホーフェンでは、1953年にカナダ軍が兵舎を建設した。住民たちはこの建設工事について、カナダのルイ・サン＝ローラン首相、イギリスのウィンストン・チャーチル首相、ドイツのテオドール・ホイス大統領、ノルトライン＝ヴェストファーレン州のカール・アルノルト首相に対して抗議した。その後駐留は敢行され、カナダ人たちはヘーマーとダイリングホーフェンの都市生活に十年以上にわたって根を下ろすこととなった。たとえば、彼らが建設したスケートリンクは、1958年に設立されたアイスホッケークラブ・ダイリングホーフェン (ECD)、現在のイーザーローン・ルースターズが利用していた。ズントヴィヒとヴェスティヒとの間にカナダ人家族のための住宅地が造成され、地元の人々は「クライン＝カナダ」（小カナダ）と呼んだ。カナダ人は1970年にダイリングホーフェンから去り、イギリスのロイヤル・アイリッシュ・ランガースがこの建物に入居した。彼らも街に影響を与えた。イギリスの映画館やスーパーマーケットが設けられた。ロイヤル・アイリッシュ・ランガースがこの町から撤退する際、ヘーマー市の「フリーダム・オブ・ザ・シティー」の称号を贈られた。これに替わって他のいくつかのイギリス部隊がダイリングホーフェンに配備された。

### 新秩序後の発展
ヘーマー市は1975年1月1日に現在の姿になった。1960年代末からすでに、ノルトライン＝ヴェストファーレン州のアムトや市町村の再編が始まっていた。1969年1月1日にアルテナ郡が廃止され、新設されたリューデンシャイト郡に編入された。同時に新たな市町村が成立し、アムト・ヘーマーのエーフィングゼンが新しいアルテナ市に併合された。少し遅れてイーザーローン郡やそれまで郡独立市であったイーザーローン市も再編成が行われることになっていた。州内務大臣ヴィリー・ヴァイヤーはこの改革を1975年まで先送りした。ヘーマーのイーザーローンへの編入に関する議論が、改革の早期実現を妨げていたのであった。ヴァイヤーと幾人かのヘーマーおよび州の政治家たちは最終的にヘーマーの独立を保持することに決した。1975年1月1日、ベッケ、ダイリングホーフェン、フレンスベルク、イーメルトがヘーマーに合併した。1920年にすでにアムト・エストリヒに移管されていたレッセルは1956年からレトマーテに属しており、1975年にケスベルンとともにイーザーローンに併合された。これによりアムト・ヘーマーは1974年末に廃止された。この構造改革に伴って都市改造が行われ、ザウアーラント/パーダーボルン法の発効に伴い新しい市庁舎と屋内プールを有する都市中心部が建設された。
1990年代初めに、連邦軍駐屯地廃止に関する噂が流れ始めた。実際ブリュヒャー兵舎では組織改革が行われた。兵士住宅は1993年に閉鎖された。1992年3月には、1970年からダイリングホーフェンに駐留していたイギリス部隊がこの街から去った。1,600人の兵士を擁するこの部隊も「フリーダム・オブ・ザ・シティー」の称号を贈られ、式典でこの街から去って行った。2007年1月23日に最後のドイツ兵がヘーマーから離れた。2010年の州庭園博でこの敷地の転用が行われた。庭園博に伴い、新しい文化・スポーツ施設が建設され、内市街の道路の景観は変化した。ダイリングホーフェンのかつての兵舎は、産業パークに様変わりした。
この街は経済的には、工業が主体となった。大きな産業地区がベッケ、ヴェスティヒ、ダイリングホーフェン、ズントヴィヒにある。針金産業は、イーメルトおよびシュテファノペラー・タールの重要な経済ファクターとなっている。

## 住民

### 人口推移

ヘーマーの人口推移

1910年4月1日にニーダーヘーマー（1895年の人口: 1,696人）とオーバーヘーマー（1895年の人口: 1,982人）が合併し、ヘーマーが成立した。1975年1月1日に周辺の多くの町を統合し、この街の人口は10,787人から34,041人にまで増加した。ノルトライン＝ヴェストファーレン州データ管理・統計担当部局の研究によれば、2017年12月31日の公的な人口は 34,016人であった。
ヘーマーは、メルキッシャー郡で唯一人口が増加している街である。ノルトライン＝ヴェストファーレン州情報・技術局は、2030年までに人口は 9.3 % 増加し、41,090人に達すると述べている。
| 時期             | 人口（人） |
| ---------------- | ---------- |
| 1910年12月1日 *  | 06,334     |
| 1925年6月16日 *  | 07,100     |
| 1933年6月16日 *  | 13,701     |
| 1939年5月17日 *  | 14,799     |
| 1946年10月29日 * | 16,638     |
| 1950年9月13日 *  | 18,881     |
| 1956年9月25日 *  | 21,753     |
| 1961年6月6日 *   | 22,866     |
| 1965年12月31日   | 25,086     |
| 1970年5月27日 *  | 24,202     |
| 1974年6月30日 *  | 24,207     |

| 時期            | 人口（人） |
| --------------- | ---------- |
| 1975年12月31日  | 33,496     |
| 1980年12月31日  | 32,745     |
| 1985年12月31日  | 31,446     |
| 1987年5月25日 * | 32,914     |
| 1990年12月31日  | 34,412     |
| 1995年12月31日  | 35,934     |
| 2000年12月31日  | 37,156     |
| 2005年12月31日  | 37,932     |
| 2010年12月31日  | 37,735     |
| 2015年12月31日  | 33,535     |
| 2018年12月31日  | 34,080     |

* 人口調査結果

### 宗教
2009年5月末時点で、ヘーマーには15,310人の福音主義信者と11,524人のカトリック信者がいる。その他の宗教の信者および無宗教者は10,792人である。

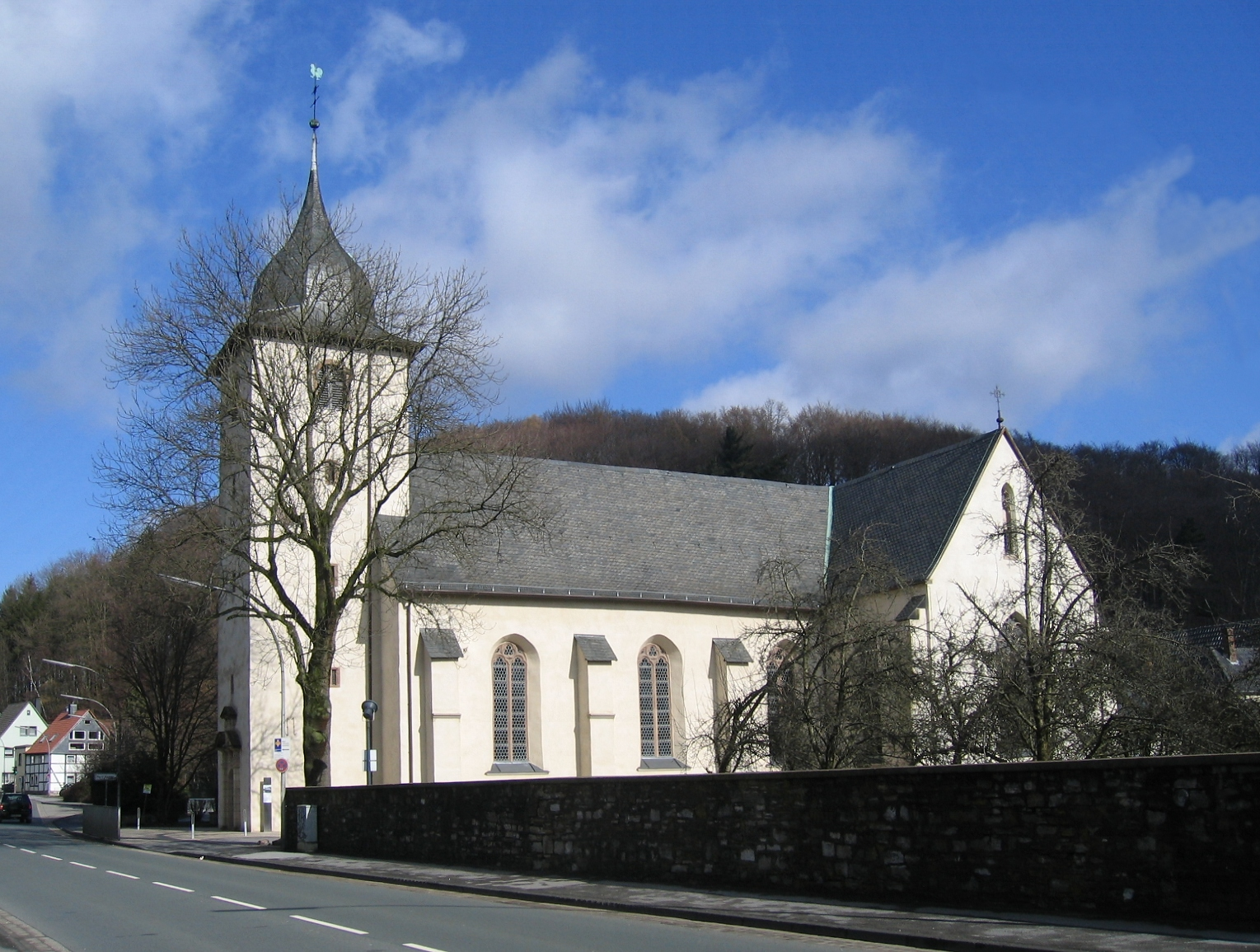
ヘーマーのカトリック聖ペーターおよびパウル教区教会

#### キリスト教
ヘーマーの教会の歴史は、集落の最初の文献記録1072年より以前に始まっていた。ハウス・ヘーマーには一千年紀の終わり頃からヴィトゥス教会があった。この教会はケルン司教区に属し、メンデン教区の下位に置かれていた。ヘーマーの領主たちは、独立した教会にしようと尽力し、1122年に司教はヴィトゥス教会の新築に伴い、教区教会への昇格を実施した。その後数世紀の間にこの教会は何度も拡張され、200人を収容するまでになった。この教会は当時アッテンドルン首席司祭区に属していた。教会の守護聖人ヴィトゥスの日は特に荘厳に祝われた。ヴィトゥス教会祭は、20世紀前半まで定期的に開催されていた。
宗教改革は1555年に初めてヘーマーでの課題となった。クレーフェ＝マルク公がある演説の中でルター派の教義に対する拒絶を言明したのである。近隣都市ではその後宗教改革が成功した。ダイリングホーフェンは1565年に福音主義に転向し、ヘーマーも2年後にこれに続いた。両集落はわずかな例外を除いて全体が転向し、論争はどうやら起こらなかった。
その後数十年の間に、カトリックを信仰するヘーマー住民は新しい教会堂を建設した。信者らは、1664年にハウス・ヘーマーを獲得したブラーベック家と共同で、1698年から1700年までの間に聖ペーター教区教会を建設した。ハウス・ヘーマーは（したがってそのカトリック教会も）、1812年に福音主義を信仰するレベック家のものとなったが、この集落の生活には何の影響もなかった。カトリック教会組織は19世紀半ばまで約1,500人の信者を管轄していた。
工業化の時代の発展に伴い、1872年にズントヴィヒの礼拝堂が完成し、1897年に教区の権利が与えられた。1905年にここに新しい聖ボニファティウス教会が献堂された。ヴェスティヒの聖ペトルス・カニジウス教区教会は1930/31年に成立し、1948年に集落の中心となった。1966年には街の中心にクリストケーニヒ教区教会が建設された。ヘーマー中心部の教区に属さないダイリングホーフェンとブレーデンブルーフ/イーメルトの教会組織も、パーダーボルン大司教区メルキッシェス・ザウアーラント首席司祭区のヘーマー司牧連合の一部となっている。
福音主義教会は、当初、ヴィトゥス教会を引き続き利用していた。この教会堂は、19世紀初めには老朽化したため、1818年に取り壊され、2年後に献堂されたエプベルク教会に交替した。その間カトリック教会がペーターおよびパウル教会を提供していた。街の雰囲気は、少なくも17世紀までは協調的でなく、教会内で殴り合いが起こったと言い伝えられている。1902年に福音主義教会内に CVJM が組織され、現在まで青少年活動を担っている。
現在福音主義教会は、ヘーマー（ベッケ、ニーダーヘーマー/ラントハウゼン/シュトューベッケン、ヴェスティヒ/ズントヴィヒを含むジュート、ヘーマー＝ミッテ教区を含む）、イーメルト、ダイリングホーフェンの教団がある。これらの教団はヴェストファーレン福音主義教会のイーザーローン教会クライスに属す。
1890年から新使徒教会もヘーマーにある。その最初の礼拝はシュテファノペラー・タールの私邸内で行われた。この組織は1953年にズントヴィヒに独自の教会を設立した。

#### その他の宗教
19世紀前半に最初のユダヤ人がヘーマーに定住し、1846年からメンデンのシナゴーグ組織に加盟していた。彼らは多くが貧しい環境で暮らしていた。ヘーマーのユダヤ人コミュニティは、1880年には65人、1905年には 43人と成長していった。ヒトラーの権力掌握までにこのコミュニティは30人にまで縮小した。ヘーマーのユダヤ人はわずかな例外を除きいずれも商売を営んでおり、反ユダヤ主義の脅迫や侵害にさらされることは希であった。1930年代になると、ヘーマーでも制約や禁止事項が増え始め、多くのユダヤ人実業家が小売店を閉鎖した。1938年11月の排斥運動（水晶の夜）の後、さらには戦争勃発後、多くのユダヤ人家族がよその土地へ移住した。残った人々は、テレージエンシュタット強制収容所やその後絶滅収容所へ移送され、約40人のヘーマー住民あるいは元住民がホロコーストで殺害された。18世紀末以降ヘーマーにはユダヤ人墓地がある。この墓地では1955年に最後の埋葬が行われた。
ヘーマーのムスリムのグループは、特に20世紀後半にトルコからドイツに流入した「ガストアルバイター」と呼ばれる出稼ぎ移住者によって拡大した。モスク組織としては、トルコ＝イスラム宗教施設連合に加盟するトルコ＝イスラム協会がある。この組織は旧アムト貯蓄銀行の建物内に礼拝所を有している。

## 行政

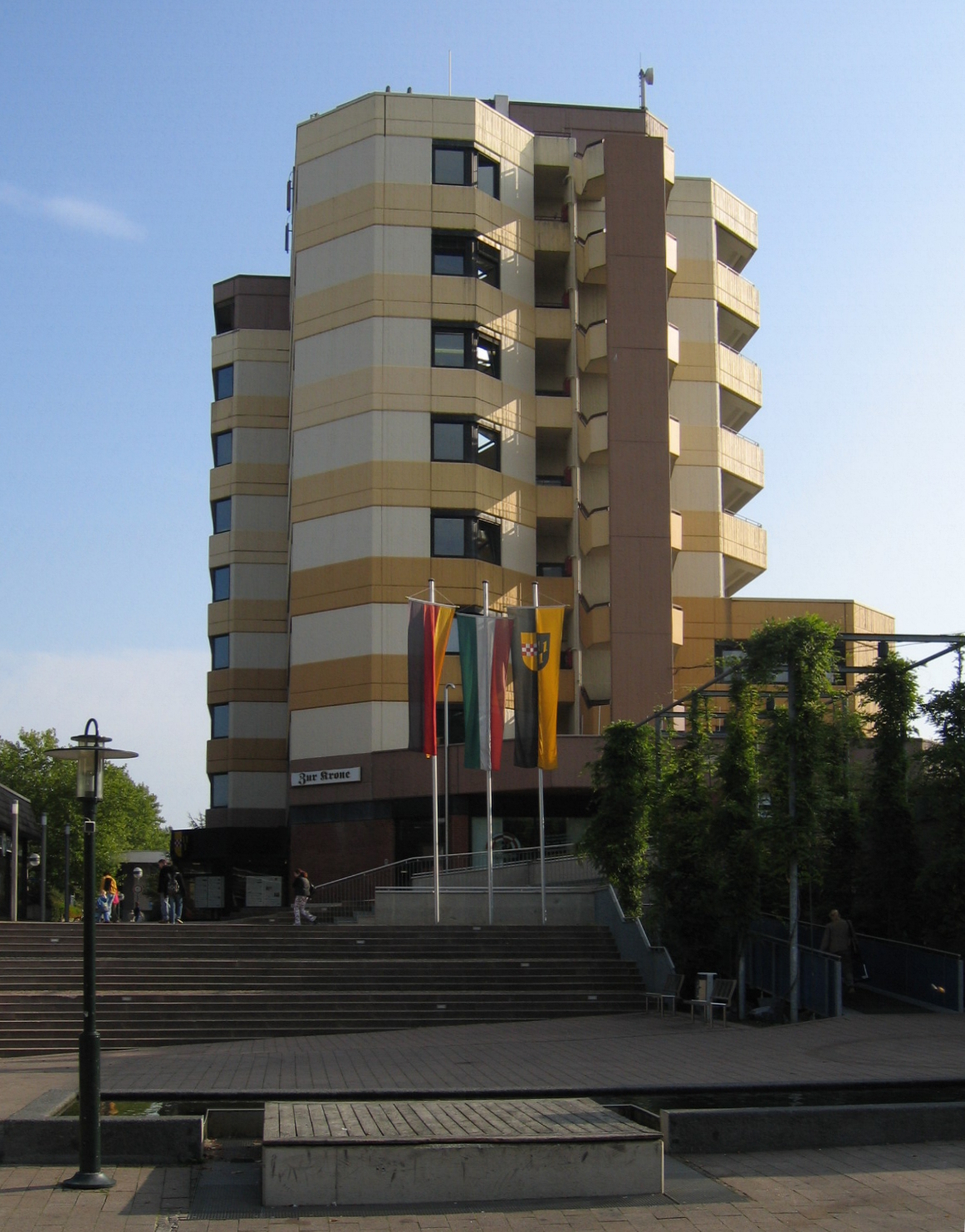
ヘーマー市庁舎

### 議会
一般に「市議会」と呼ばれている組織の公的な名称は「ラート・デア・シュタット・ヘーマー」（ヘーマー市の議会）である（基本条例 § 7）。1975年の市の新設以降の市議会選挙では、CDUがヘーマーの最有力政党である。1979年と1999年には絶対多数の議席を確保した。SPDは1989年の市議会選挙で CDU に勝利し、本市の市議会選挙史最大の成果を祝った。この選挙の前には、長年にわたって市長を務めたハンス・マイヤー (CDU) の辞任に関する論争があった。独立の選挙団体 UWG も1975年から市議会に議席を占めているが、1979年と1994年の選挙で、市議会の議席を逃した。緑の党は1984年に初めてヘーマーの市議会選挙に候補者を擁立し、5年後の選挙で初めて議席を獲得した。投票率は、市の新設後最初の選挙が最も高かった。最も投票率が低かったのは、2014年の選挙であった。

### 首長
1930年代まで、ヘーマーの首長は、当時ヘーマー最大の企業の1つであった食器メーカー「クラールフェルト & シュプリングマイヤー」のフリツウ・クラールフェルトなどの第一線の企業家が勤めていた。クラールフェルトの10年の任期（1919年 - 1929年）は、ヴェスティヒ、ズントヴィヒ、ラントハウゼンが合併したことで終了した。1934年にヴィルヘルム・ランゲマンが首長（アムトビュルガーマイスター）となったランゲマンは第二次世界大戦の終戦まで首長を務めた。彼の任期中にヘーマーは「市」に昇格した。
第二次世界大戦後、市長は過渡的な状況で比較的頻繁に交代した。ヨーゼフ・クレフナーは、1949年から1952年まで3年以上市長を務めた最初の人物であった。首長が長く定着するようになったのは、フレーディ・カンミナーディが市長に選出された1961年以後であった。その前任者カール・ボーデは都市ディレクター (Stadtdirektor) と対立し、これによりヘーマーの発展は数年間遅れた。カンミナーディはこの頃市長代理を務めた人物で、都市行政に再び安定をもたらした。彼は、2004年に「老市長」の称号を得た。
1969年に、CDUの候補者ハンス・マイヤーが市長選に勝利した。彼は、市町村再編に伴いヴェルナー・ベックマンに市長が委託された短い中断をはさんだものの、1987年まで市長を務めた。在任中の重点は、ザウアーラント/パーダーボルン法に関する論議、外国との経済交流の拡大であった。マイヤーは、ヘーマーを隣接するイーザーローンへの併合を拒み、独立した市として存続させた。彼は、ヘーマーの企業からの要望に応えて、ソヴィエト連邦、ユーゴスラビア、中国、リビアといった国々を訪問した。都市ディレクターのディーター・フォスの支援を受け、彼はヘーマーの中心街をショッピング街に改造した。
マイヤーとフォスの任期は1980年代末に終了した。マイヤーの後任はクラウス・ブルダであった。この SPD の政治家は7年間市長を務め、1994年秋にドリス・エビングが市長に就いた。彼女の任期は短かった。1993年12月にはすでに都市ディレクターのライナー・ヘルマンが市議会によって解任されていた。翌年、市議会の最大政党 CDU は、それまでの名誉職の市長と都市ディレクターの機能を統合したポストとして専任市長を設ける試みを始めた。この町政の改革は、特定の条件下で、本来の発行時である1999年より以前に、市議会によって専任市長が選出されることを計画した。ヘルマンが解任され、ハインツ・エーマン (CDU) が選出されたことで、ヘーマーは専任市長を有するノルトライン＝ヴェストファーレン州初の都市となった。
ミヒャエル・エスケンは、2003年7月13日の選挙で 50.8 % の票を獲得し、新たな市長に選出された。この選挙は1995年から市長を務めていたハインツ・エーマンが2003年3月9日にコースフェルトの市長に選出されたことに伴う補欠選挙であった。2014年の市長選挙は、ノルトライン＝ヴェストファーレン州地方選挙に伴い、2014年5月25日に行われた。ミヒャエル・エスケンは、2人の対立候補に対して 75.4 % の票を獲得して市長職を堅持した。ミヒャエル・エスケンはその後フェルルの市長となり、ヘーマーの市長は2015年10月から空席となった。新たな市長が選出するまで市長の職務は第1副市長のベルント・シュルテが引き継いだ。2016年1月31日の選挙で4人の候補者のいずれも過半数の票を獲得できず決選投票が行われることとなった。2016年2月14日の決選投票でミヒャエル・ハイマン (UWG) が 81.04 % の票を獲得して、CDU の対立候補に勝利した。ハイルマンは、2018年4月に UWG から脱退することを表明した。

### 紋章
図柄: 左右二分割。向かって左は黄色地（金地）に、三層の赤 - 白（銀色）の市松模様の横帯。向かって右は黒地に3本（2:1に配置）の黄色い（金色の）オオカミの罠。
解説: 紋章デザイナーのヴァルデマール・マレクが、1936年に現在の紋章をアムト・ヘーマーの紋章としてデザインした。市は同時に別の紋章を作成した。この2つの紋章は同じ紋章学的意匠を有していた: マルク伯領に属していたことを象徴する赤-白の市松模様の帯と、ブラーベック家の紋章から採った3本のオオカミの罠である。早くも1926年には紋章作成の計画があったのだが、ズントヴィヒおよびヴェスティヒの合併や、その後の経済危機によって中断した。アムトが1975年に廃止された後、大きくなった市はアムトの紋章を新しい街の紋章として採用した。これは、この紋章が紋章学的にも美的にもふさわしいものであり、合併したかつてのアムトの町村を代表するものであったためである。アムトに属していた頃の紋章は、黒地で、三層の赤-白の市松模様の帯で縁取られた中に3本（2:1に配置）の金色のオオカミの罠が描かれていた。
アムトに属していた他の町村も1939年に紋章を与えられていた。これらは、3本のオオカミの罠を共通の意匠としていた。3町村（ベッケ、ダイリングホーフェン、フレンスベルク）はそれぞれの地区を治めた貴族の紋章が描かれていた。他の3町村（エーフィングゼン、イーメルト、ケスベルン）の紋章には、地域の産業を象徴する意匠が描かれていた。

### 姉妹都市
ヘーマーは以下の街と姉妹都市関係にある
- バーヴリー（フランス語版、英語版）（フランス、パ＝ド＝カレー県）
- ステンヴェルク（フランス語版、英語版）（フランス、ノール県）
  - ヘーマー市は、1967年にフランスのバーヴリーおよびステンヴェルクと最初の姉妹都市協定を結んだ。この2つの町は、かつて独立した町村として親しみを感じていたイーメルトおよびベッケと特に関係している。バーヴリーとの関係は、イーメルト基礎課程学校およびヴェステ＝ギムナジウムとの交換学生によって結ばれた。Steenwerck ステンヴェルクとの姉妹関係は、毎年聖霊降臨祭に相互訪問することで培われた。
- ブレッテン（ドイツ語版、英語版）（ドイツ、バーデン＝ヴュルテンベルク州）
  - ブレッテンとの友好都市関係は市祭や射撃祭への訪問という形で示されている。この関係は1979年12月に締結された。
- オーバーフェルラハ（ドイツ語版、英語版）（オーストリア、ケルンテン州）
  - 様々なクラブ、特に合唱団の活動が1985年にオーストリアのオーバーフェルラハとの姉妹都市関係を成立させた。
- ドーバールーク＝キルヒハイン（ドイツ語版、英語版）（ドイツ、ブランデンブルク州）
  - 鉄のカーテンの崩壊後、2つの友好関係が締結された。ドーバールーク＝キルヒハインは、旧DDRに位置する町である。ヴェステ＝ギムナジウムは、その町のゲルバーシュタット＝ギムナジウムと姉妹関係を結んでいる。
- シチョルコヴォ（ロシア、モスクワ州）
  - 最も新しく、最もアクティブな友好関係の1つがヘーマーとロシアのシチョルコヴォとの間のものである。そのために友好協会が組織された。「ヘーマーの秋の日」にはロシアの使節が毎年ヘーマーを訪れる。ヴェステ＝ギムナジウムは、イギリス、コヴェントリーの Bablake スクール およびカリフォルニア州オハイの Nordhoff ハイスクールと姉妹校関係を締結している。

ヘーマーの市議会は、姉妹都市関係ごとに委員を任命し、双方の町の結びつきを調整している。すべての姉妹都市は、ヘーマーでの州庭園博 2010 の市のモザイクに描かれた。

## 文化と見所

### 博物館

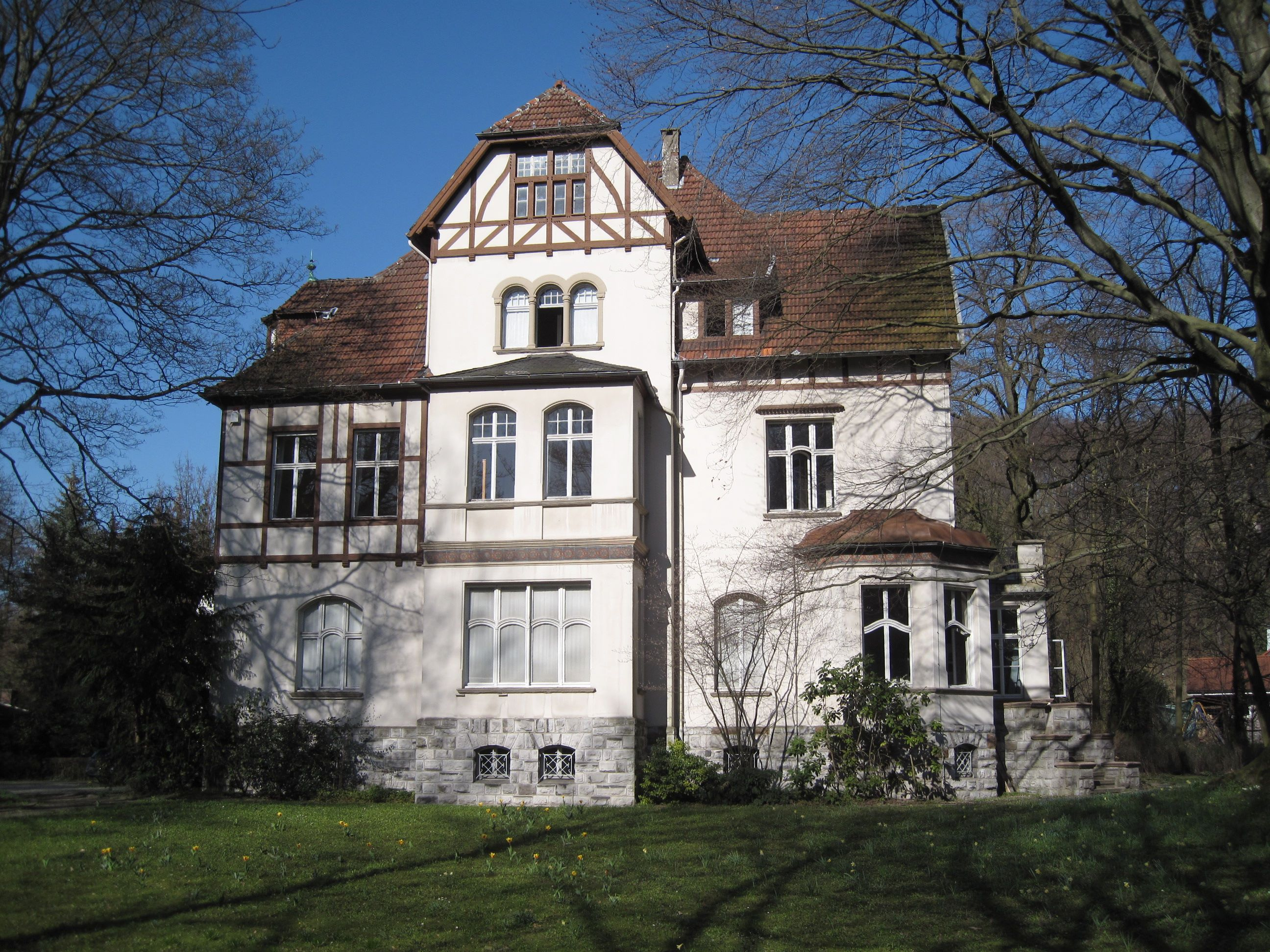
フェルゼンメーア博物館

フェルゼンメーア博物館は、ユーゲントシュティールの館に入居している。この館は、工場主ペーター・グラーがヘーマーとズントヴィヒとの間に建設したものである。1980年代に市は、この館をヘーマー市民・郷土協会に譲渡し、1989年から郷土博物館として利用された。見所は、地学史および工業史、都市史に関する展示物である。重点はヘーマー生まれのフリードリヒ・レオポルト・ヴェステ、ヴィリブロルト・ベンツラー、ハンス・プリンツホルンである。協会は、様々な郷土史上のテーマで入れ替え展示を行っている。
ヘーマーの現代史協会は、Stalag VI A 収容所に関する歴史スペースを、その跡地で運営している。収容所の模型、案内板、収容所解放の日の写真が展示されている。Stalag でなくなったすべての人のためのバーチャル追悼本が求められている。
ヘーマー芸術協会の芸術展示はズントヴィヒのライデマイスターハウスやアム・パルク青年文化センターで定期的に開催されている。

### 演劇と音楽

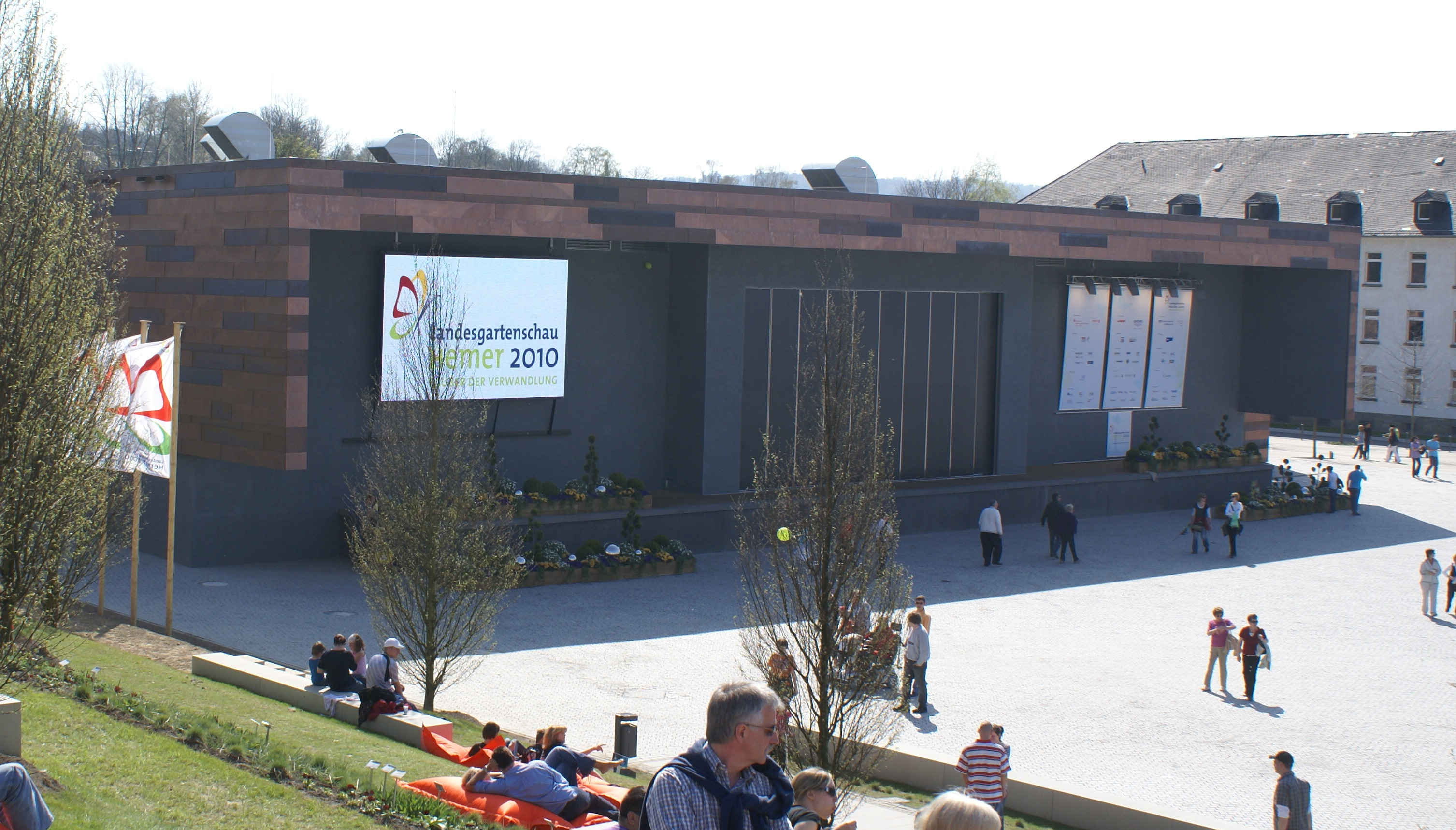
グローエ＝フォールム

20世紀前半、ヘーマーには演劇クラブやアマチュア演劇グループがあり、1950年代まで活発に活動していた。現在ヘーマーには演劇グループはないが、青年部プロジェクト「ステージプレ」のアンサンブルや、いくつかの学生グループが定期的に公演を行っている。
ヘーマー市は2009年現在約800人の学生を擁する音楽学校を運営している。この音楽学校のクラリネット三重奏団は有名で、ザクセン・クラリネットアンサンブルとも共演している。オーケストラクラブも有名である。音楽隊や音楽クラブはほぼすべての地区にある。この他に合唱もヘーマーでは社会生活にしっかりと根付いている。MGV アイントラハト・ヴェスティヒは、1853年に設立されたヘーマーで最初の合唱クラブである。1950年代には男声合唱クラブと合併し、共同でマインツやシュトゥットガルトでの連邦歌唱祭に出演した。2009年時点で市内には約30組の男声、女声、児童、混声合唱団が存在する。
演劇上演やコンサートは、ギムナジウムやパルク通りの学校センターの講堂、アム・パルク青年・文化センター、ハウス・ヘーマー、ヘーマーの教会で行われる。州庭園博に伴い、新しいイベントセンター「グローエ＝フォールム」が造られた。

### 建造物

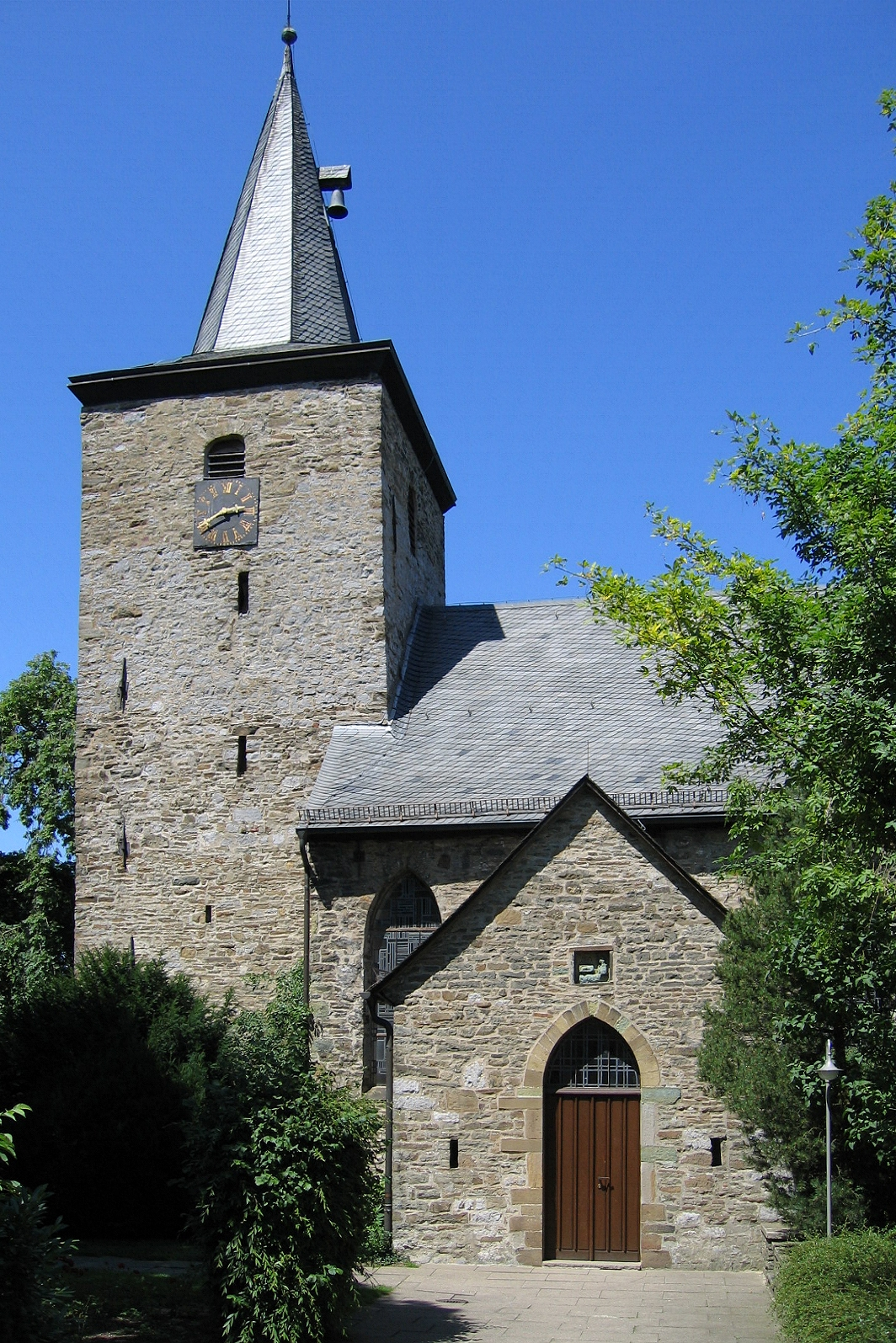
シュテファヌス教会

ヘーマーの市域内で最も古い建物は、ダイリングホーフェンのシュテファヌス教会であるが、その精確な建設年は不明である。ある文献は13世紀半ば、別の文献は14世紀を建設年としている。1982年に保護文化財に指定されたこの建物は、2004年に根本的な改修が行われた。1000年より以前に建設されたニーダーヘーマーのヴィトゥス教会は1818年に取り壊された。
カトリックの聖ペーターおよびパウル教区教会は、1700年に完成した。このバロック建築は、1982年に保護文化財に指定された。1818年に解体されたヴィトゥス教会に替えて、福音主義教会組織は1820年までにエッバー教会を建設した。計画では、当初は建築マイスターのカール・フリードリヒ・シンケルが設計することになっていたが、経済的な理由からヘーマーのヨハン・ヘルマン・シュティントにより建設が実現した。エッバー教会は、1989年にヘーマー市の保護文化財リストに登録された。
この他のヘーマーの教会堂は20世紀に建設された。ズントヴィヒの聖ボニファティウス教区教会は1905年に献堂された。この建築は、市内で最も高い建物で、2001年から保護文化財に指定されている。1930年代初めには、ブレーデンブルーフのカトリック聖マリエン教区教会、ヴェスティヒの聖ペトルス・カニジウス教会、イーメルトの福音主義教会が建設された。ヘーマーで最も新しいカトリックの教会堂が内市街のクリストケーニヒ教会である。この建物は、1966年から歩行者専用区域の風景を決定づけている。1964年にラントハウゼンの十字架教会とズントヴィヒのクリストゥス教会が献堂された。両教会はこれ以後それぞれの集落の景観を印象づけている。内市街のパウル＝シュナイダー＝ハウスの鐘楼には、かつてのヴィトゥス教会の鐘が収められている。

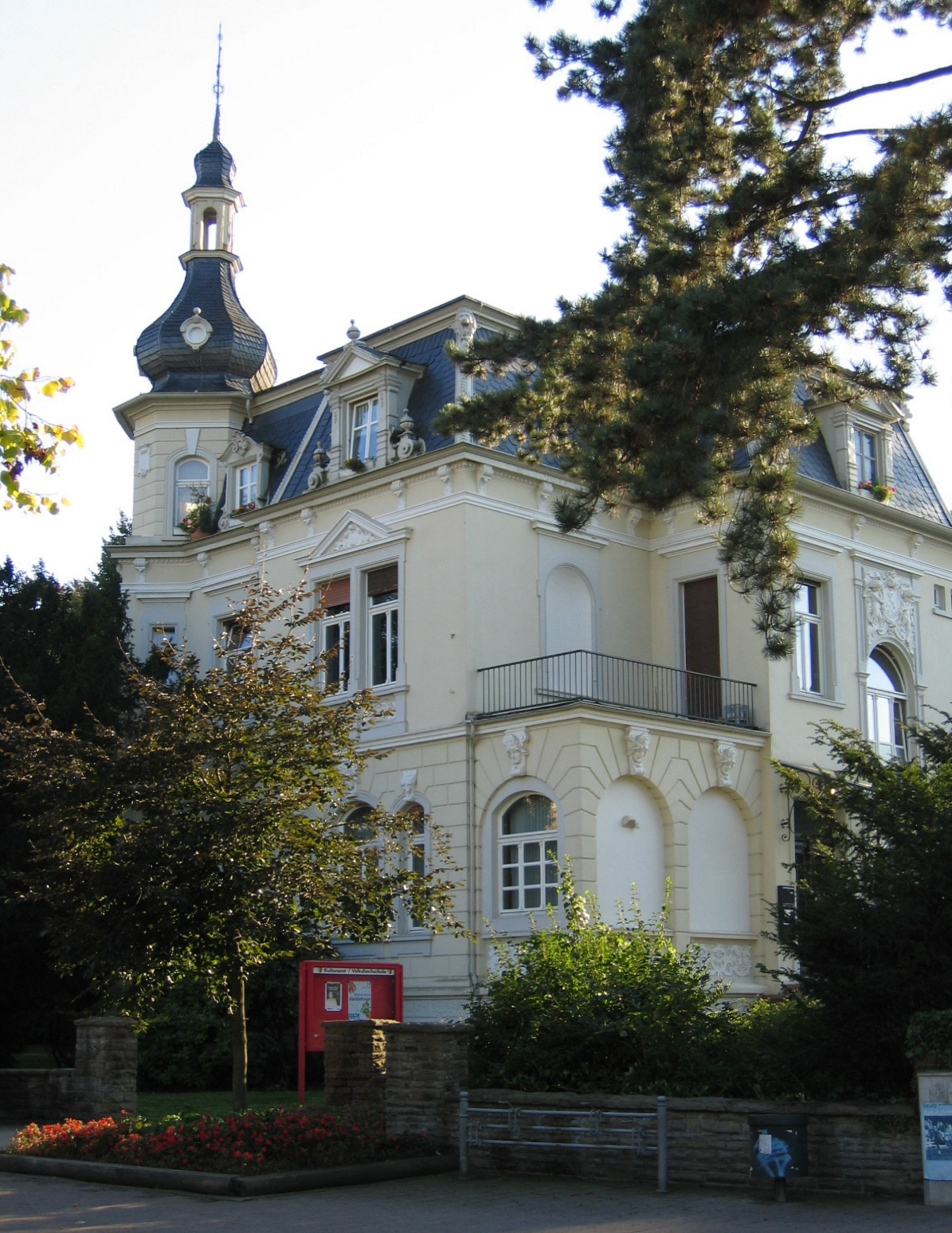
プリンツ邸

ヘーマーの都市景観を決定づけるこの他の要素が、工場主の邸宅である。グラー邸は1902年に建設され、1980年代から市民・郷土協会のフェルゼンメーア博物館が入居している。内市街のプリンツ邸は、突き出した隅塔の人目を引くタマネギ型の屋根から「トゥルムヒェンヴィラ」（直訳: 小さな塔のある屋敷）という呼び名でよく知られている。ここにはヘーマー市の戸籍役場などが入居している。これら2つの建物は、1982年に保護文化財に指定された。これ以外の保護文化財に指定された工場主の館は、ヴェスティガーバッハや、オーバーヘーマーのカント通りにある。ズントヴィガーバッハのライデマイスターハウスも工場主の館であった歴史を有しており、現在はオフィスビルとして利用されている。
ケルン選帝侯領との境界に位置していたことから、マルク伯は1353年にヘネタールにクルーゼンシュタイン城を建設した。この城は石灰岩の岩山の上に立っている。グート・バイングゼンもやはり保護文化財に指定されている。この城はライン＝ヴェストファーレン石灰岩建築の1つであり、賃貸しされている。
領主の館は、ハウス・ヘーマーとエーデルブルクという形で建っている。この建物は、ヘーマーとメンデンとを結ぶ連邦道 B7号線沿いにあり、1375年に初めて記録されている。この領主館は16世紀末あるいは17世紀初めに建設された。今日エーデルブルクは、馬術競技選手によく知られている。馬場はこの建物につながっている。建築資材は旧ブレーレン城から転用された。ハウス・ヘーマーは1072年に「オーバーホーフ」（直訳: 上の屋敷）として初めて記録されている。現存する建物は1614年以降に建設されたもので、ペーターおよびパウル教会の教団センターおよび幼稚園として利用されている。

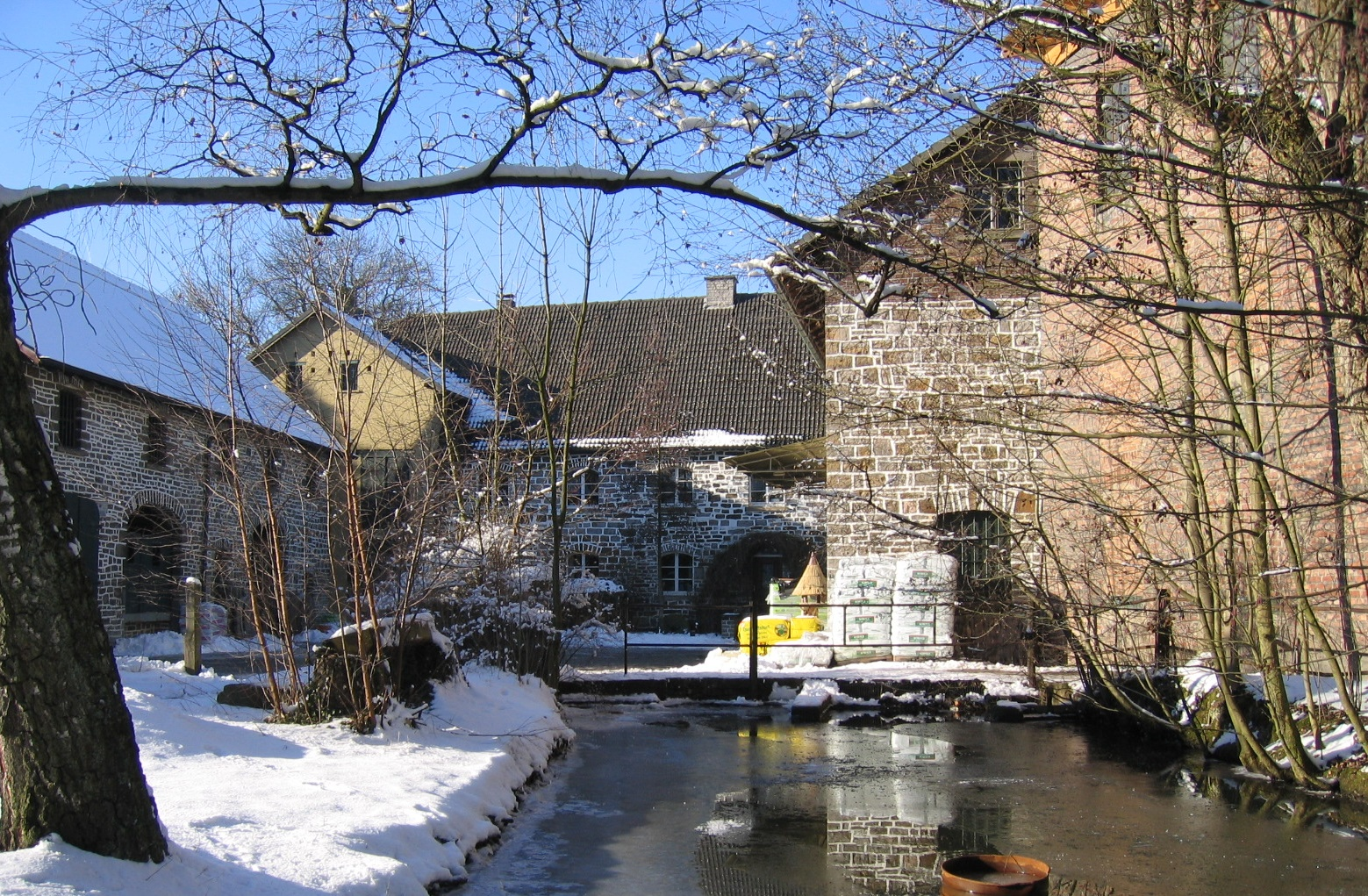
ズントヴィヒの水車

1906年に建設された旧アムツハウスは、1975年までアムト行政の所在地で、新しい市役所が建設されたことでその機能を失った。それ以後、保護文化財に指定されているこの建物には、音楽学校と市民大学が入居している。ズントヴィヒ北部には、狭い路地に何棟かの木組み建築が建っている。これらの建物も保護文化財に登録されている。すぐ近くにあるズントヴィヒの水車も同様である。この水車は、メルキッシャー郡で現在も稼働している最後の水車の1つであり、その一部はヨハン・ゴットフリート・ヴィルヘルム・レンツィング（1784年 - 1856年）の依頼でヨハン・ヘルマン・シュティントが1811年に同じ場所に建設した穀物水車の基礎壁の上に建てられている。保護文化財に指定されているこの水車小屋は、ヨハネス・ペーター・アルベルツ（1829年 - 1892年）が1865年から1868年に建設し、現在も家族が所有している。古い消防署がズントヴィヒとヘッピングゼンにある。

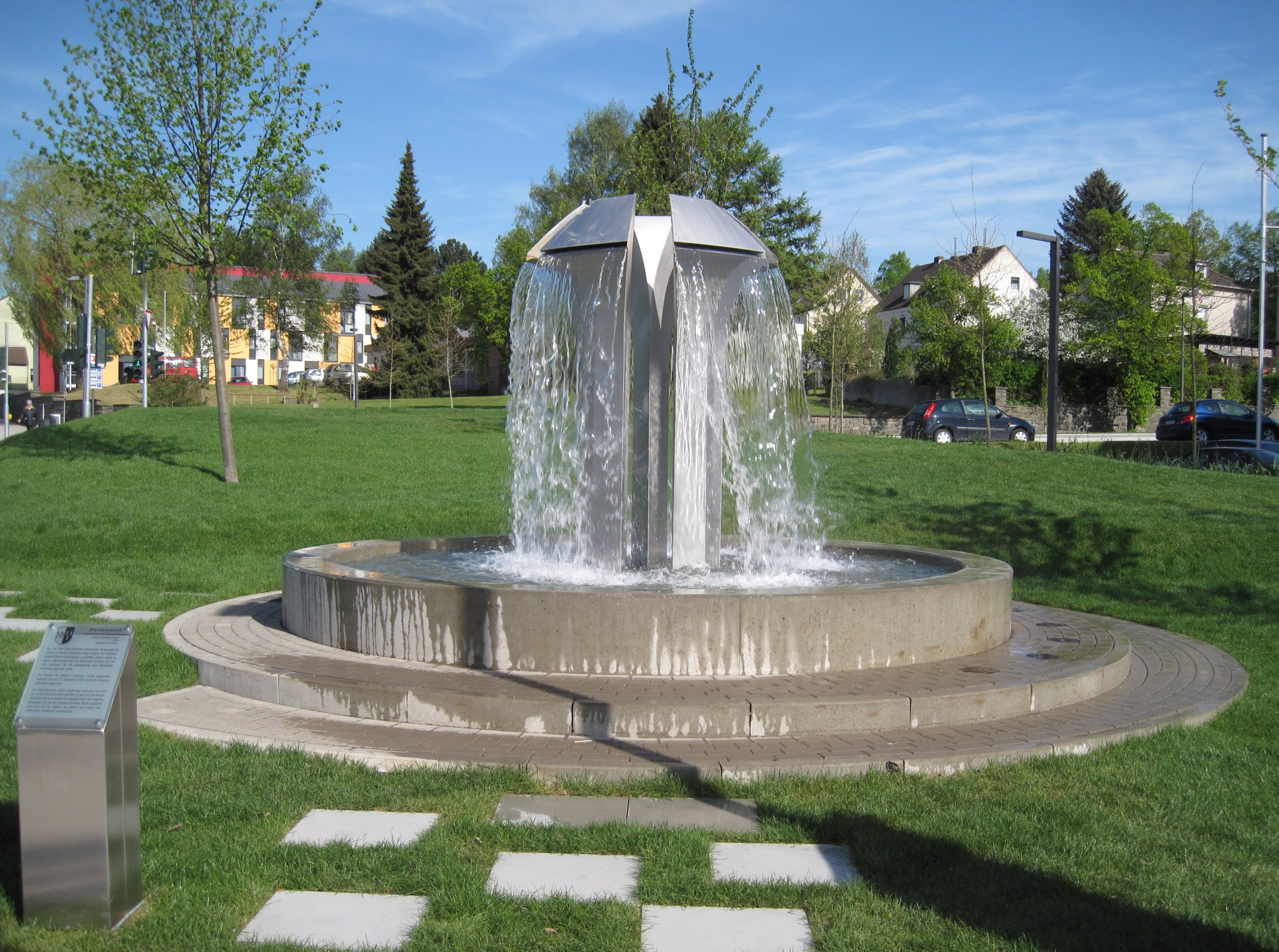
ヘーマーの泉

アルター・マルクトからクリストケーニヒ教会までクンストマイル（直訳: 芸術の1マイル）が通っている。1999年にエーバーハルト・リンケが制作した「ブンデストリロギー」（直訳: 三連作）は3体のブロンズ像で構成されている。州庭園博の前段階のヘーマー内市街改造により、ノイアー・マルクトとハーデマーレ広場との間に、1985年にヴェステ＝ギムナジウムの学生がデザインした5つの特殊鋼製吐水口を持つ「ヘーマーの泉」が設けられた。ノイアー・マルクトの石柱「アウス・デア・ティーフェ」（直訳: 深きところより）は女性芸術家ウレ・ヘースの作品である。1993年に制作されたこの像は、ヘーマーの神秘、労働、歴史を統合したものである。市立図書館前には、イーザーローンのエーデルトラウト・グリンゲナーによる「アウフシュティーク・ツーム・エアフォルク」（直訳: 成功への上昇）像がある。2つの台座のこのブロンズ像は、2003年に除幕された。エルンスト・フックスの「クリストフォルスの泉」はグローエ広場を印象づけている。1977年に制作されたこの芸術作品は、2002年にハーデマーレ広場からここに移設された。この径の終わりは、1997年にウード・ウンテリーザーが制作した「シュタットトーア」（直訳: 市門）である。

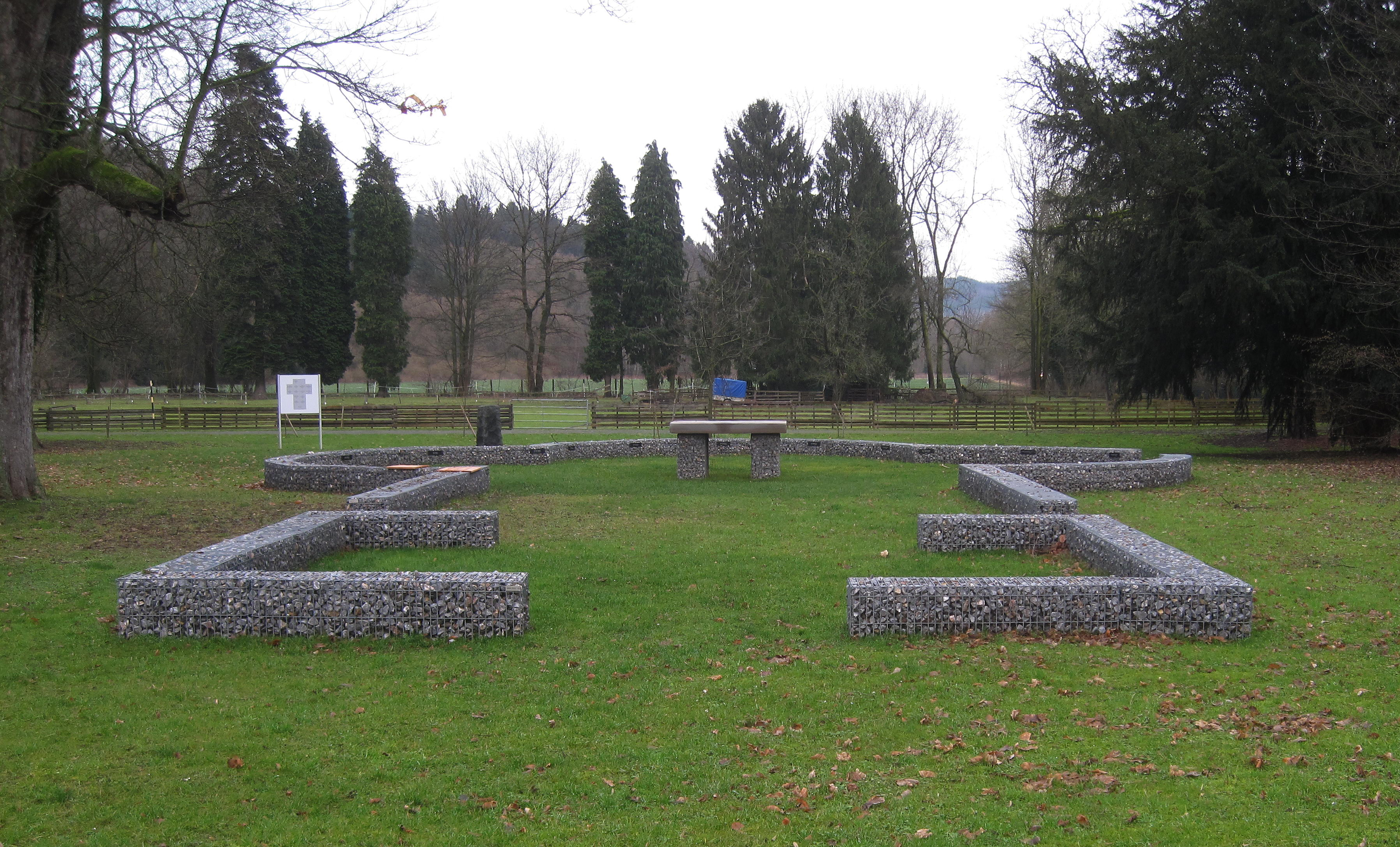
ヴィトゥス教会跡
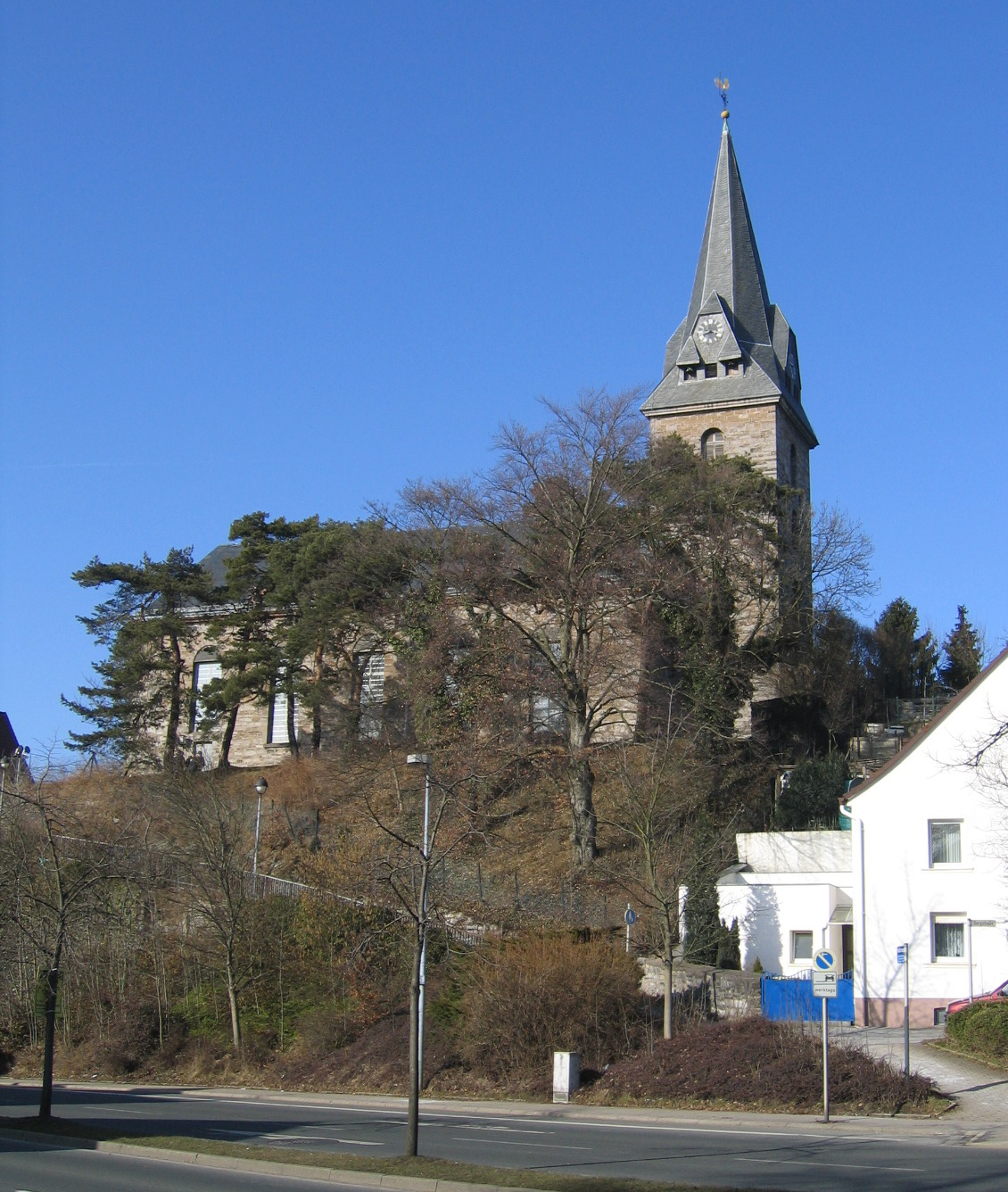
エッバー教会
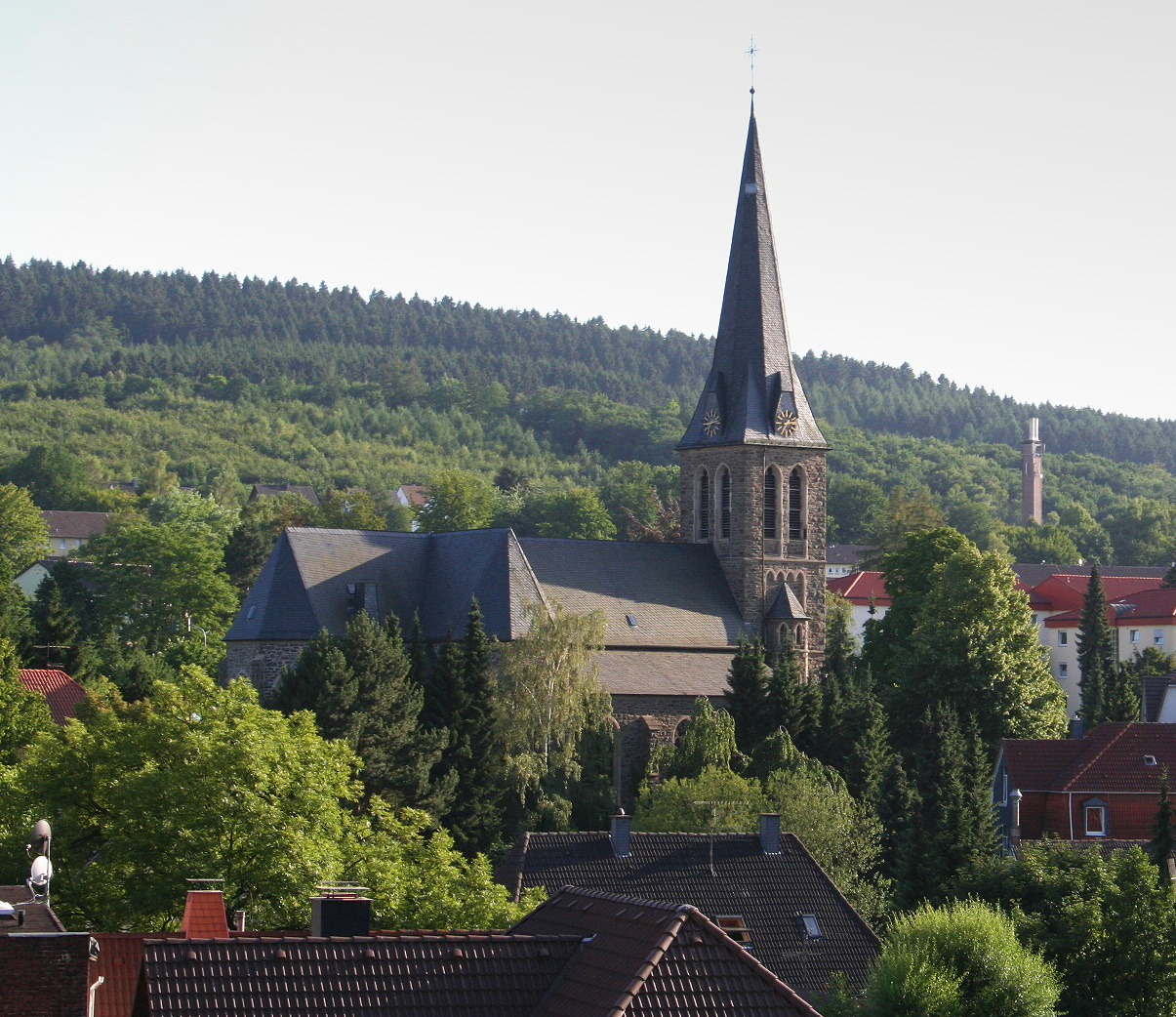
ズントヴィヒの聖ボニファティウス教会
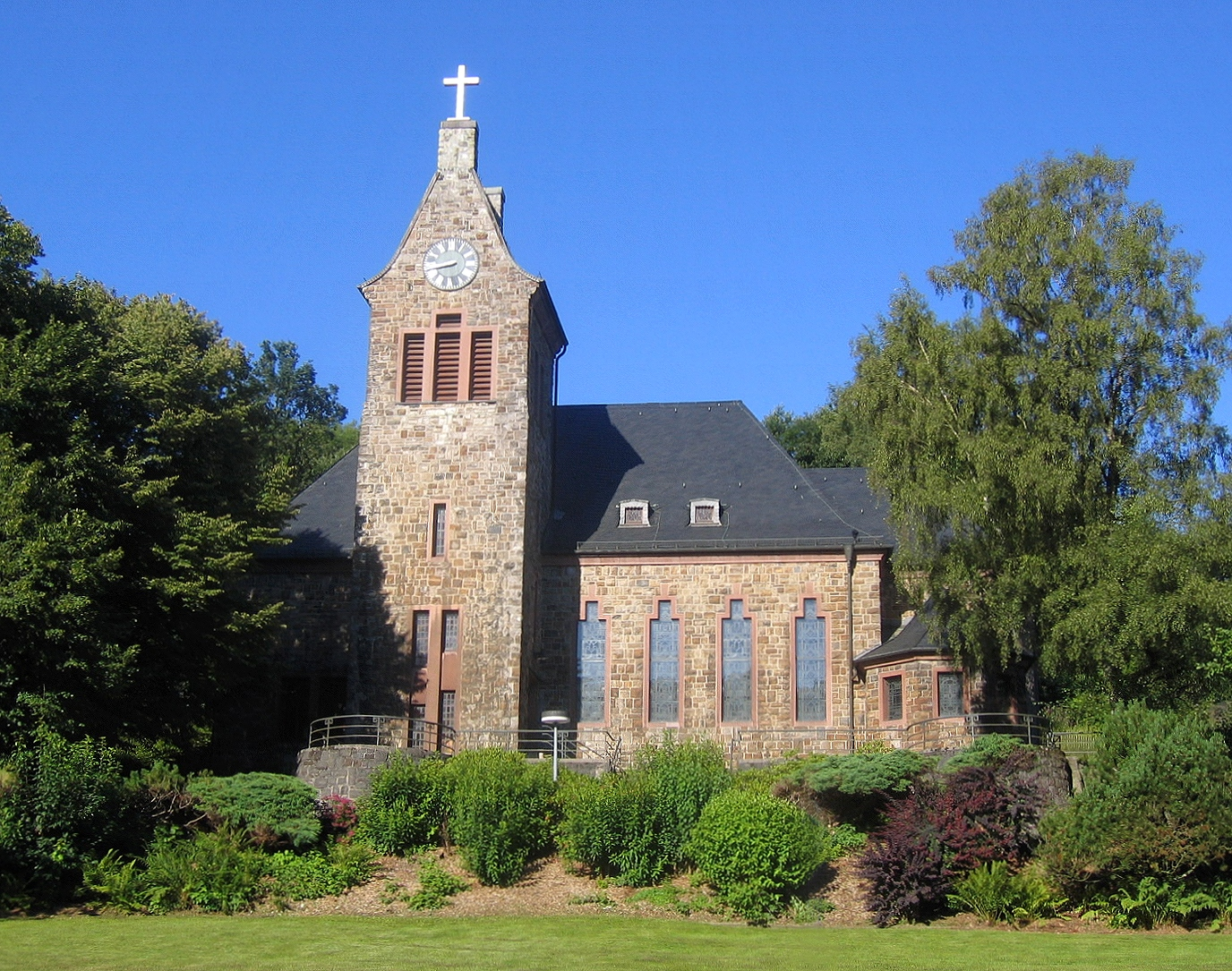
イーメルトの福音主義教会
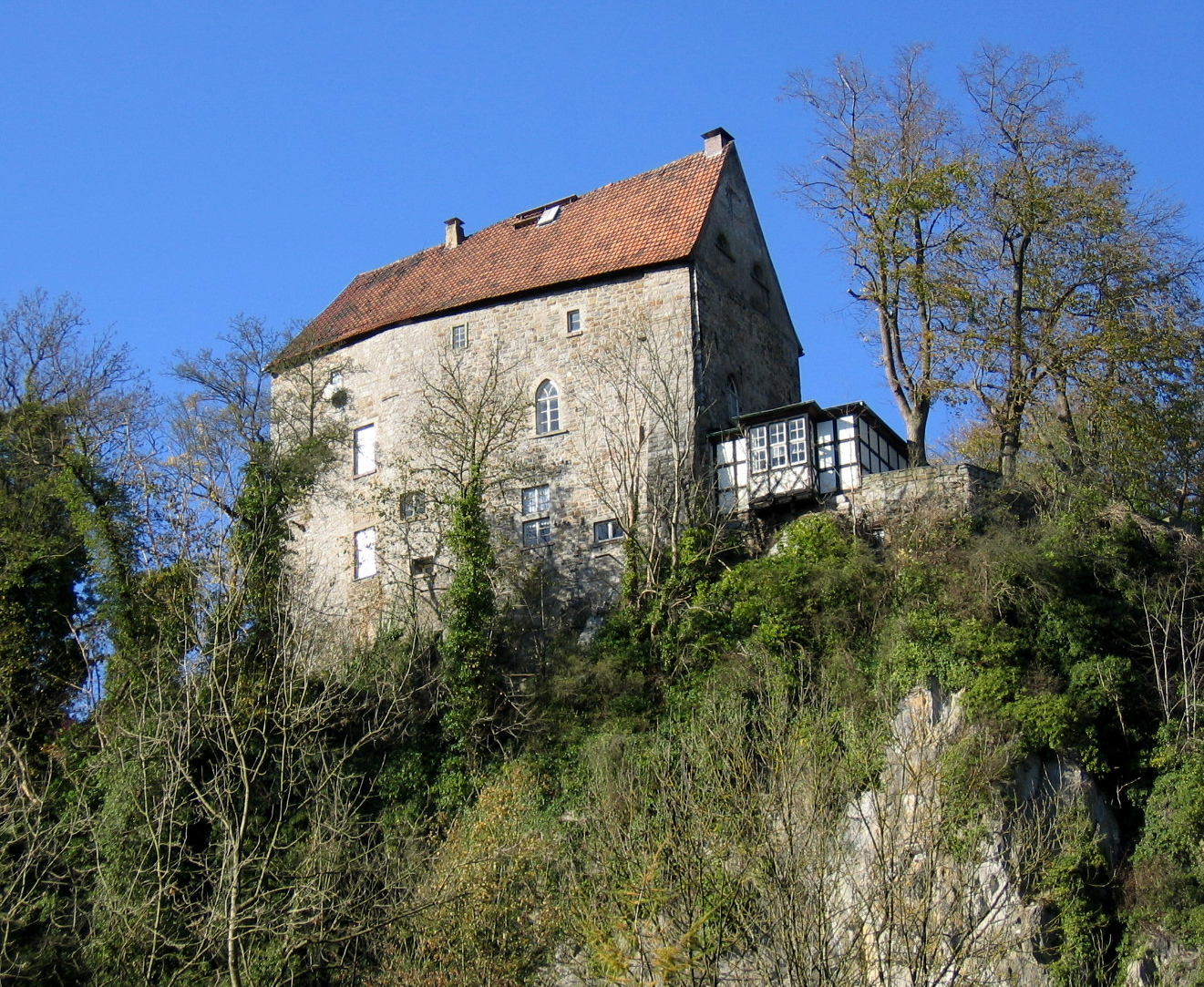
クルーゼンシュタイン城
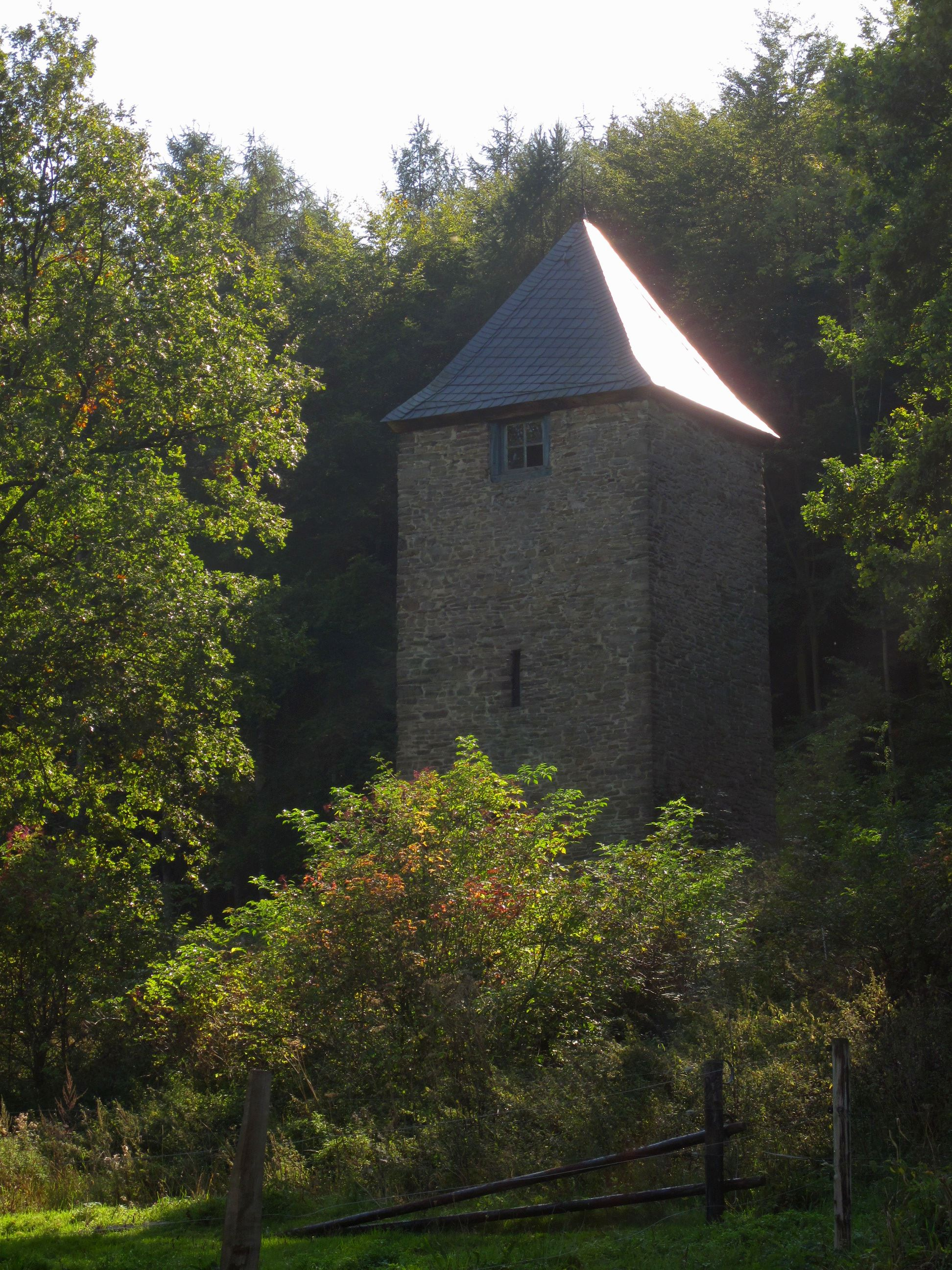
グート・バイングゼン
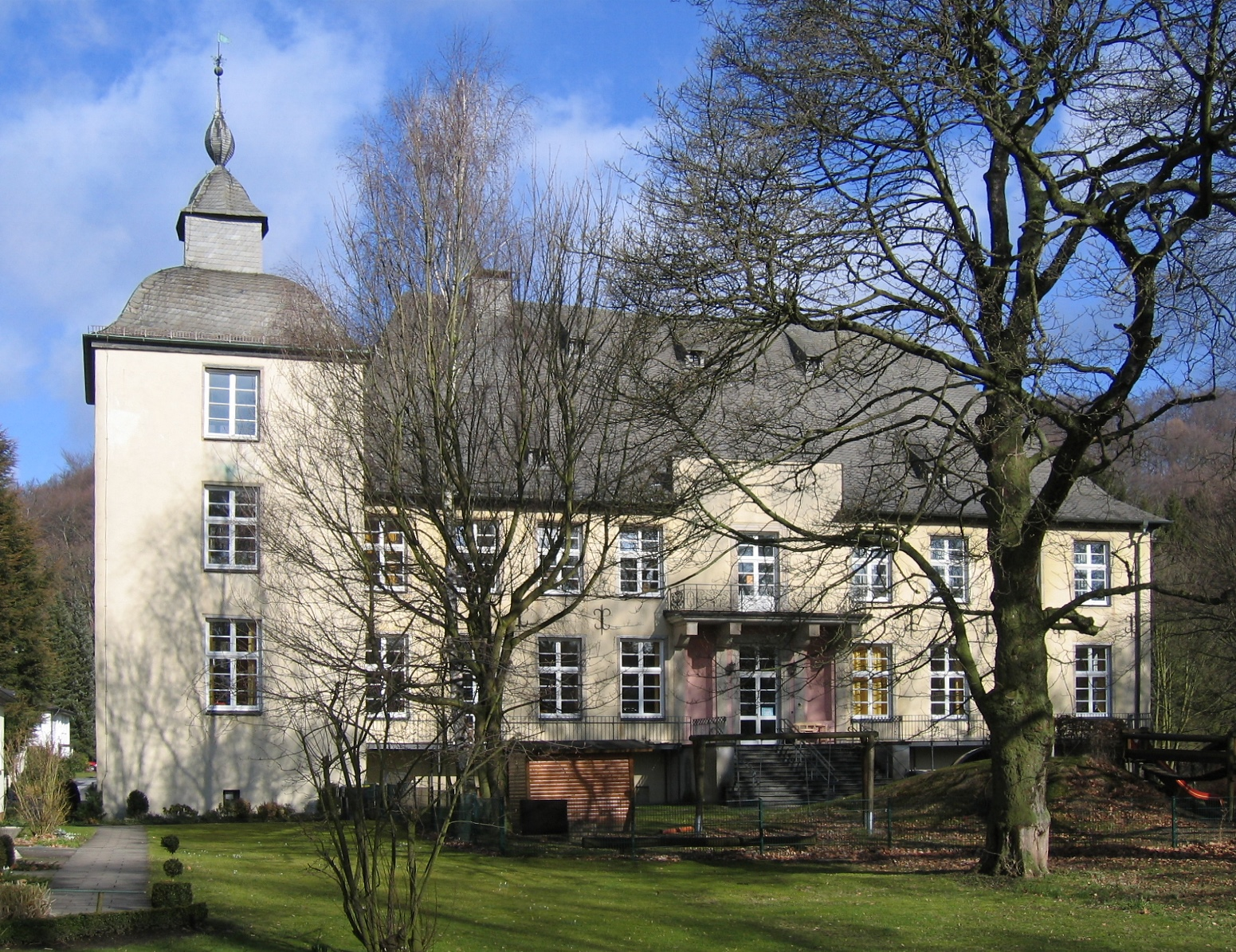
ハウス・ヘーマー
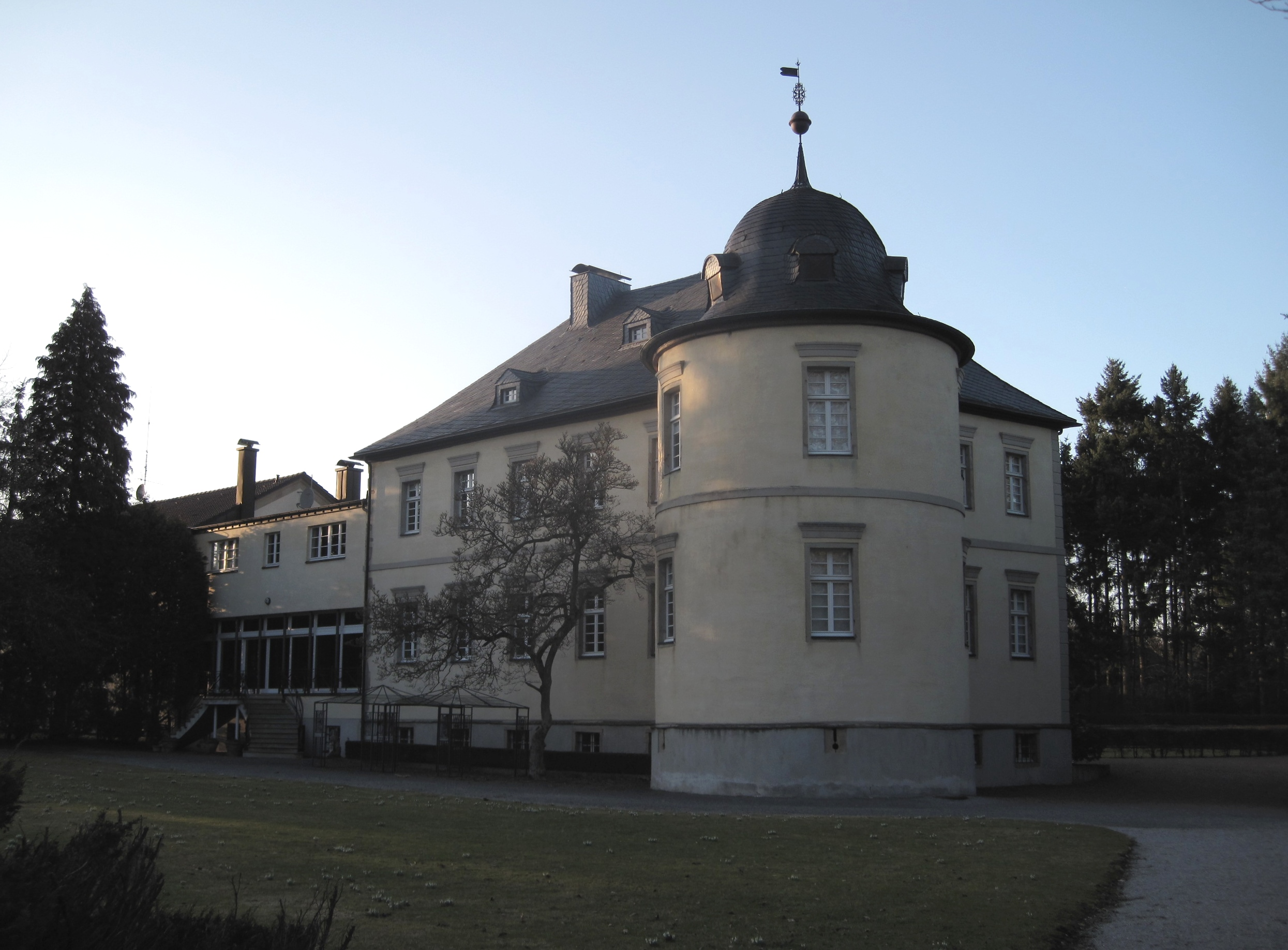
エーデルブルク
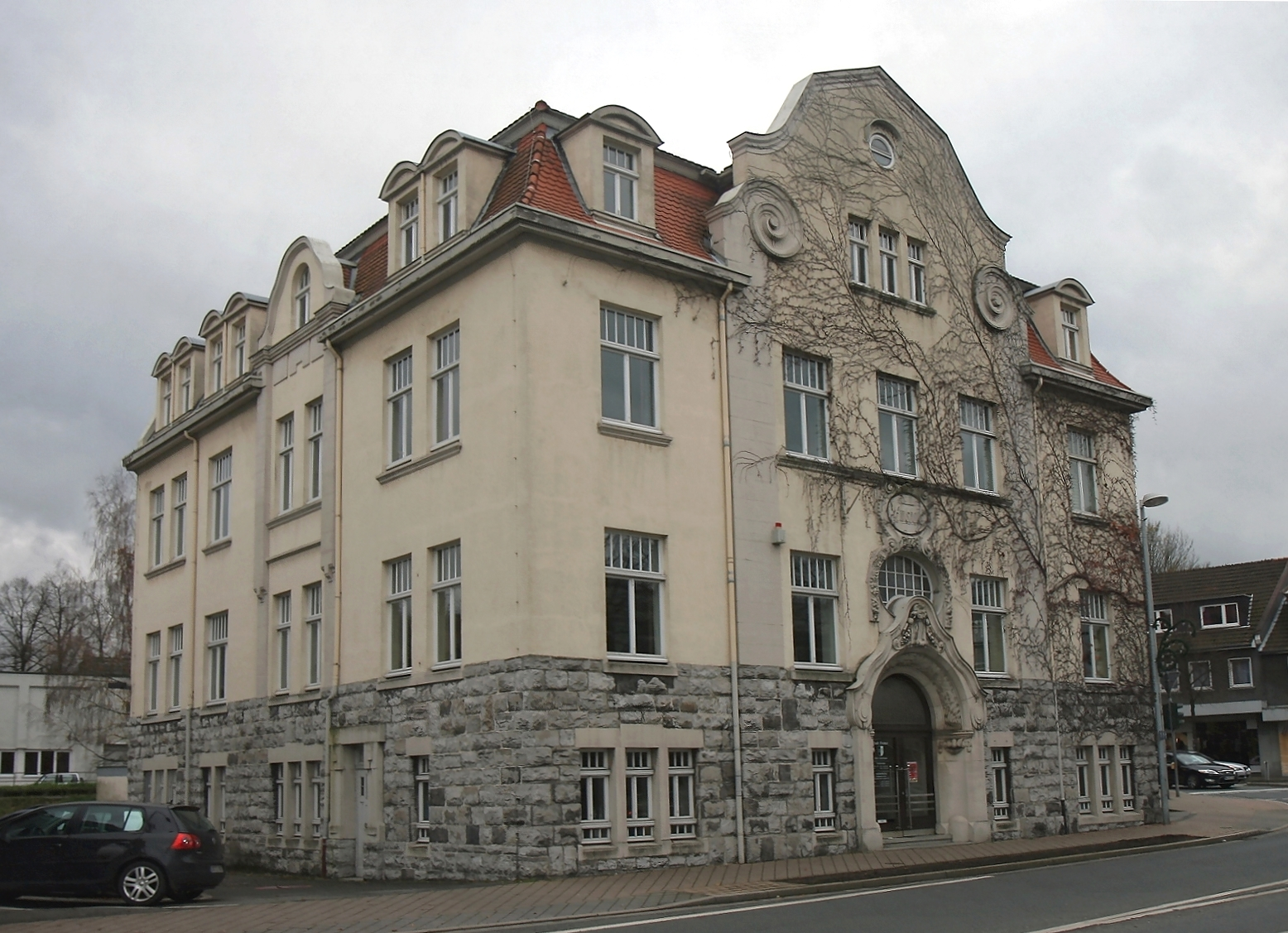
旧アムツハウス
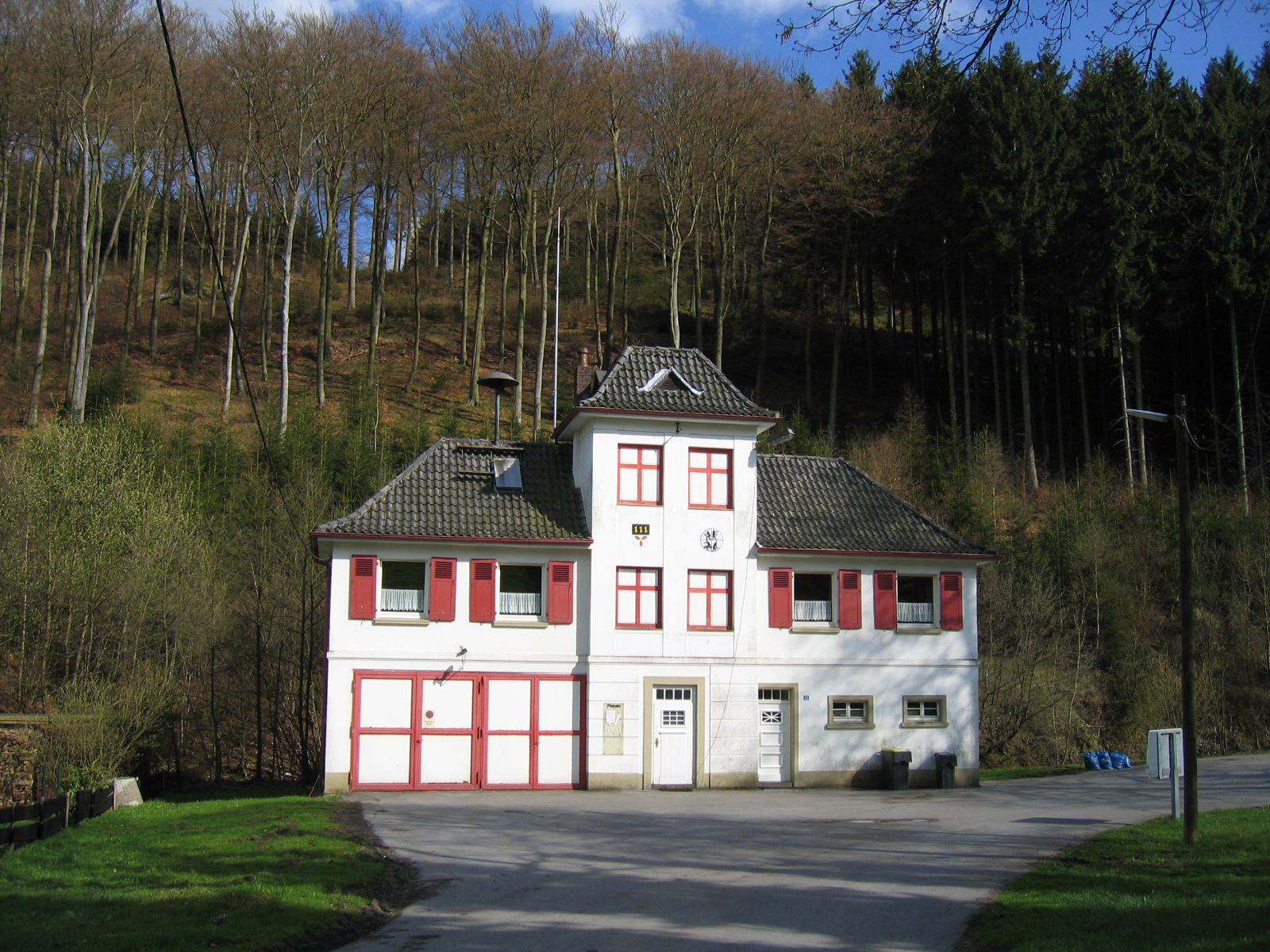
ヘッピングゼンの旧消防署
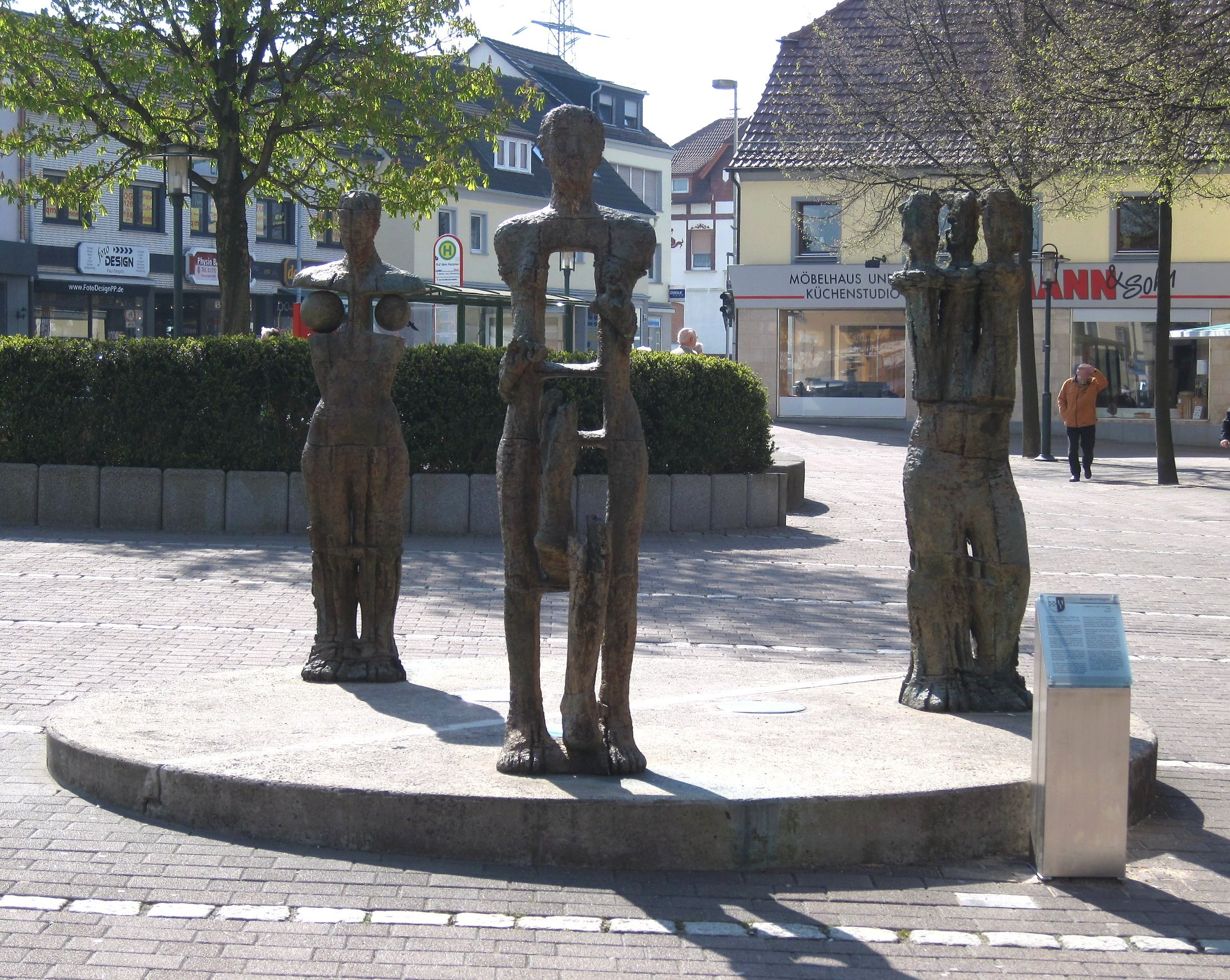
「ブンデストリロギー」

### 公園

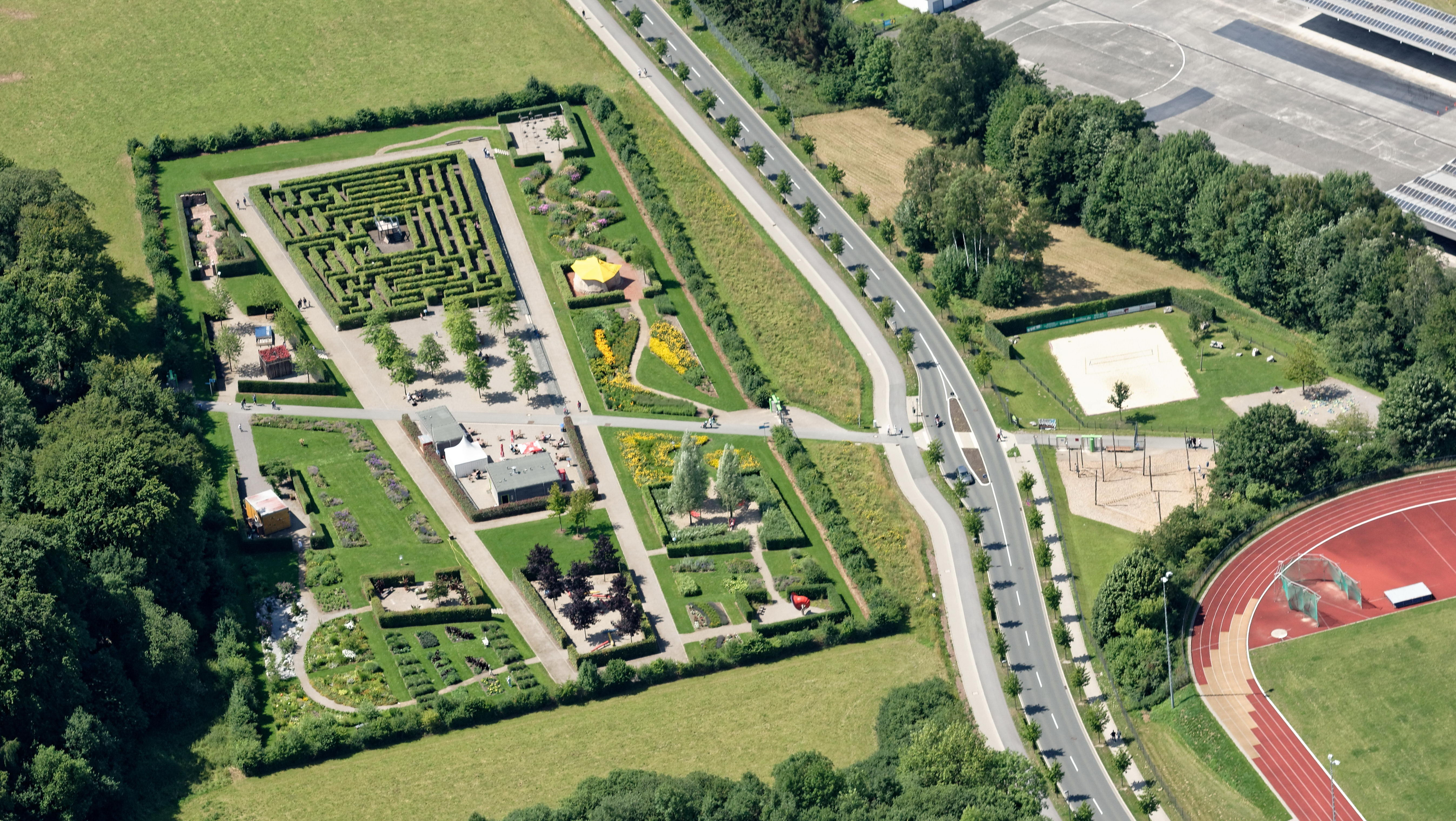
ザウアーラントパーク・ヘーマー

街の中央に位置する広さ 4 ha の中規模の公園であるフリーデンスパークには、その南西部の端にヘルマン＝フォン＝デア＝ベッケ財団の老人ホームがある。また、19世紀後期に建設された保護文化財に指定されている邸宅が2005年に近代建築に建て替えられ、倉庫として利用されている。この公園はその老木のために保護されており、内市街地区の主要なビオトープの1つとなっている。2009年に、池、児童遊戯広場、ブール場がある公園の小径が刷新され、それまで立ち入ることができなかった屋敷の庭園の一部が公開された。ヘーマー州庭園博2010により、市の東部に公園施設が設けられた。この公園は会期後「ザウアーラントパーク・ヘーマー」と名付けられ、2011年春からレジャー地として利用されている 。ヴェスティヒ地区の中央、トーマス教会とかつての駅との間にゴッケルシャー・パークがある。この公園は工場主ゴッケルにちなんで命名された。イーメルトの中央にある公園は、メイポールを立てる場所となっている。

### 自然

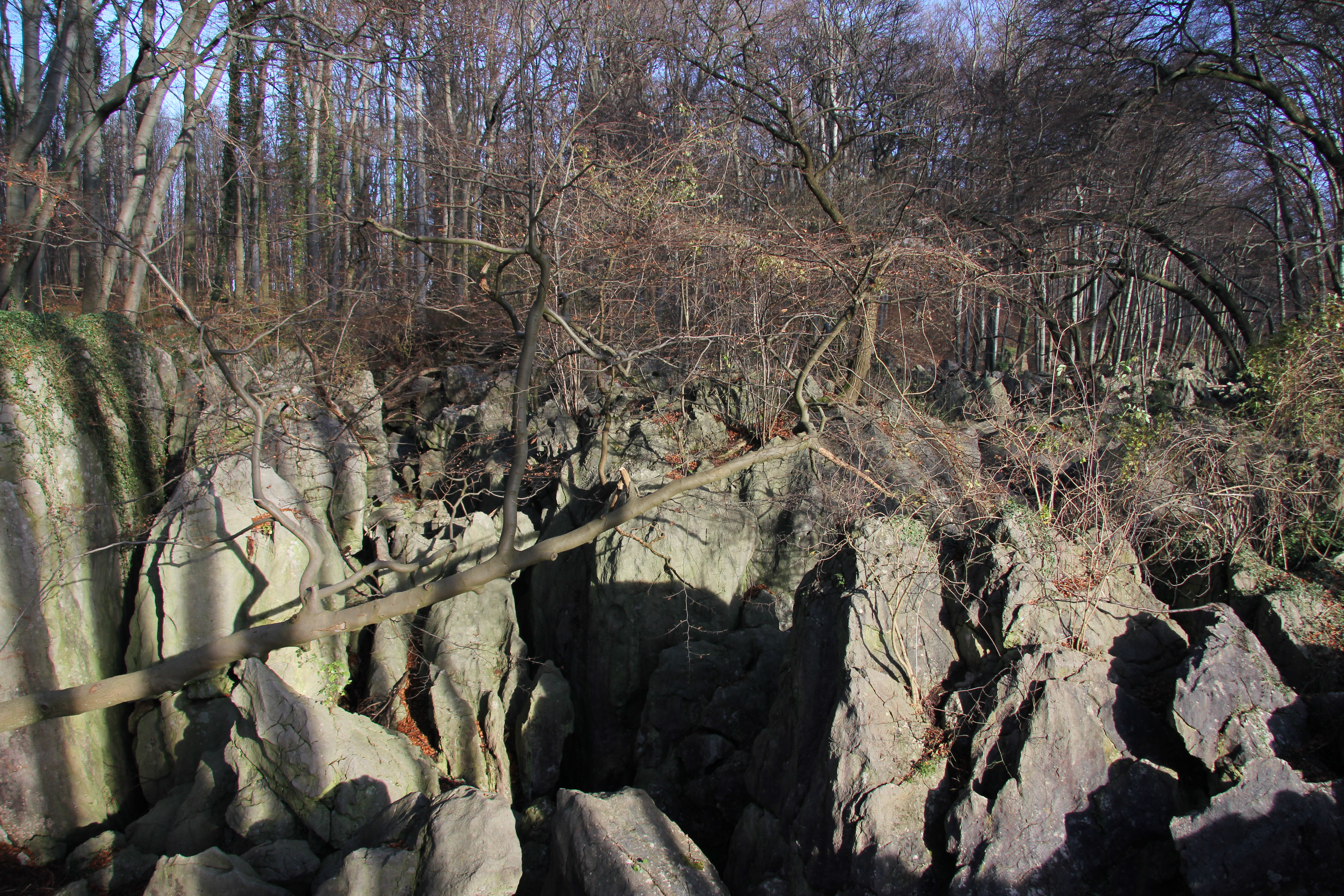
ヘーマーのフェルゼンメーア

この街の最も有名な見所がフェルゼンメーアである。これは長さ 700 m、幅 100 から 200 m のカルスト地形で、陥没洞窟を有している。自然のカルスト化と19世紀にこの地域の採掘が禁止されたことで、ドイツでもユニークなゲオトープが形成された。全域は 13 ha 以上で、大部分がブナの森で覆われている。このビオトープには一連の珍しい動物が生息しているため、この地域は自然保護区とされ、ナチュラ2000保護地域システムに属している。訪問者は、2010年以降、歩道橋や、プラットフォームの上からこの土地を見下ろすことになった。グローセス・フェルゼンメーア、クライネス・フェルゼンメーア、パラディースの3つの部分からなるフェルゼンメーアの成立に関しては、様々な伝説が語り継がれている。市内にはこの他に、アム・ティールコーフェン自然保護区、リームケ自然保護区、ドゥーロー＝レベッケン＝コプフ自然保護区がある。
鍾乳洞のハインリヒス洞窟は、ズントヴィヒのフェルゼンメーアのすぐ近くにある。特別な魅力が、1804年に発見された完全な状態に保たれたホラアナグマの骨格である。この洞窟は1904年に観光洞窟として公開された。これ以後訪問客は全長約 3 km の洞窟システムのうち 300 m を見学できるようになった。この洞窟は、ヘーマー作業共同体洞窟およびカルスト・ザウアーラントによって管理・運営されている。この洞窟は発見者のハインリヒ・フォン・デア・ベッケにちなんで命名された。
市域の大部分、特に森林部分は、メルキッシャー郡景観保護区に属している。
かつてのアプリッケ駐屯地演習場から、「アプリッケ - ヘーマー市郊外の野生牧草地」が形成された。ここではヘック牛やデュルメン・ポニーが一年中自由に草を食んでいる。

### スポーツ

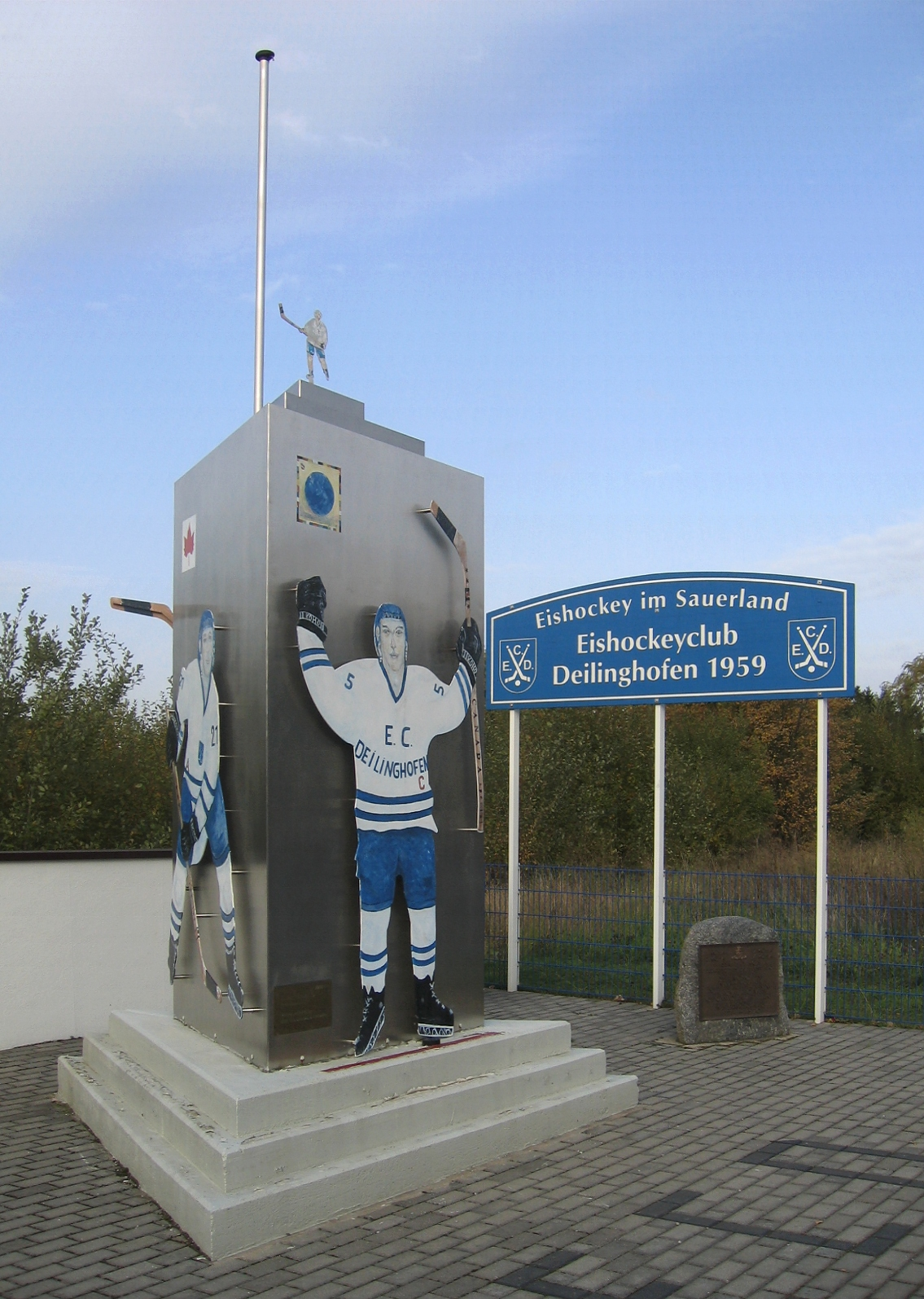
ダイリングホーフェンの ECD-記念碑

ヘーマーのダイリングホーフェン地区は、現在ドイツ・アイスホッケーリーガに属するクラブ「イーザーローン・ルースターズ」が発足した場所である。この町の兵舎に駐屯していたカナダ兵がこのスポーツをダイリングホーフェンにもたらした。興味を持った町の若者たちが路上でアイスホッケーを真似し初めた、カナダ人は完成したアイスリンクを彼らの練習に提供した。1959年に EC ダイリングホーフェン (EDC) が結成されたが、ホールの状態が不十分であったため1971年にイーザーローンに移転した。それまでに EDC は2番目のリーグにまで昇格していた。
スポーツの現在の看板クラブは、その第1チームが2009年にランデスリーガに昇格したサッカークラブ SG ヘーマーと、女子チームがオーバーリーガに属す HTV ズントヴィヒ＝ヴェスティヒのハンドボール部門である。TV ダイリングホーフェンの陸上競技部門もいくつかの全国的成果をあげている。これによりヴェステ＝ギムナジウムの陸上競技学生チームも利を得ており、コンクール「Jugend trainiert für Olympia」（直訳: 若者はオリンピックに向けて訓練する)で陸上競技の連邦決勝戦に何度も招集されている。この他にエーデルブルクでの伝統的な乗馬大会も全国的に有名である。
TC ヴァイス＝ブラウ・ヘーマーは、ヘーマーハルトでテニス施設を運営している。このクラブのヤングシニア部門（男子 35歳）は、1992年から1999年までの間に8回ドイツ選手権で優勝した。シニア部門（男子 45歳）は、1998年と1999年にドイツ選手権で優勝し、1999年にはヨーロッパチャンピオンにもなった。このチームには、DDRで48回テニス・チャンピオンになったトーマス・エムリヒが所属している。
市域内には2つのスイミングプールがある。市立屋内プールの「ハーデマーレバート」は1973年にオープンし、25 m のプールの他に、飛び込み用プールと子供用プールがある。この建物内には、サウナコーナーも設けられている。2001年頃に屋内プール取り壊しの可能性が議論された。現在の場所に店舗のための場所を設けるためであった。議会は市民の請願に基づきこの計画に反対した。その後、別の場所に新設することが討議されている。代替地は、州庭園博会場用地またはメンデンとの市境にあたる場所である。市営の屋外プール「フライバート・アム・ダム」はシュトューベッケン地区にあり、1991年に増築が議会に否決されたため、1996年に改修された後再開された。

### 州庭園博 2010

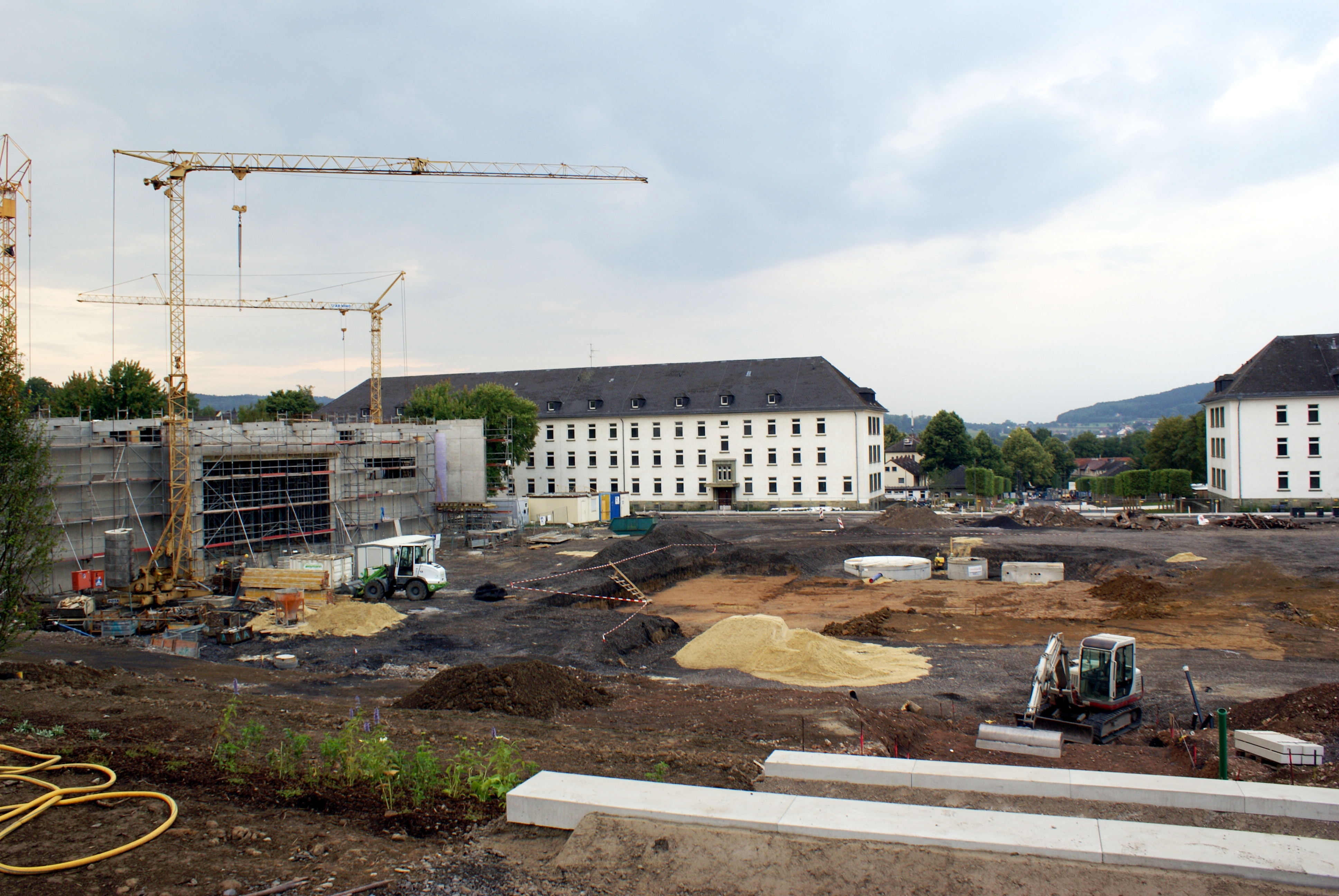
ブルヒャー兵舎前の州庭園博 2010 工事現場（2009年7月）

2007年2月27日に市議会は、州庭園博2010の誘致に努めることを全会一致で決議した。フィージビリティースタディーによれば、内市街に接する旧ブリュヒャー兵舎の広さ 28 ha の敷地が州庭園博のメイン会場となる予定であった。これに接続する広さ 346 ha の演習場では関連イベントの一部が開催され、フェルゼンメーアやハインリヒ洞窟でも同様であった。2007年5月2日、ノルトライン＝ヴェストファーレン州環境大臣エックハルト・ウーレンベルクはヘーマーに決定したことを発表した。
庭園博は2010年4月17日から10月24日まで開催された。モットーは「ツァウバー・デア・フェアヴァントルング」（直訳: 変貌の魔法）で、100万人以上が来場した。

### 年中行事
文化ビューロのイベントプログラムには、内市街で毎年開催される4つのシュトラーセンフェスト（直訳: 街道祭）が含まれる。「ヘーマーの春」は5月に開催される。9月の最終週の週末には、「ヘーマーの秋の日」が毎年数千人の訪問客をヘーマーに呼び込む。アドヴェントにマルクト広場の小さな屋台村「ヘーマーのクリスマスマーケット」で1年が終わる。
射撃祭は住民にしっかりと根付いている。ヘーマー、ダイリングホーフェン、ヴェスティヒの市民射撃クラブは毎年、BSV フレンスベルクは2年に1回のリズムで祭を行っている。BSV イーメルトと、1858年に設立された古い射撃クラブである BSV ブレーデンブルーフは、年ごとに交替で祭を主催する。
この他に毎年定期的に聖体の祝日の週末にWISPA-フェスティバルが開催される。これはヘーマー市が共催しているこのフェスティバルには、3日間に10以上のバンドが出演する。その中には、すでに有名なグループを含めた新人が参加している。主催者は2005年からオルタナブル文化のためのWISPA-フェラインが勤めている。

## 経済と社会資本
ヘーマー地域の経済は何世紀も前から中小企業が主体である。2017年現在、農林業従事者は 0.2 % で、工業 (54.2 %) に対して極めて小さな比率であった。また、 45.6 % がサービス部門に従事していた。ドイツ全土がそうであるように、第三次産業がヘーマーにおいても重みを増してきているが、加工業にはまだ及ばない。

### 工業
10世紀に始まったヘーマー地域（特にフェルゼンメーア地域）における鉱業によって金属加工業の発展がなされた。小川の水力で（一部は副業として）、いくつかの鍛冶工房が稼働していた。ヘーマーの針金産業は、イーメルトの谷に最初の針金工場が創業した15世紀にまで遡る。16世紀に製紙工場が設立されたことで、長年にわたって重要性を保つ産業分野が確立した。最後の製紙工場は、1988年に新たに創設された販売業者パピーア・ウニオーンに吸収された。ヘーマーは17世紀にプロイセンで最も革新的な工業都市の1つであった。この地域で最初の琺瑯工場のほか、ヴェストファーレン初の指貫の工場があった。1736年にズントヴィヒにヴェストファーレンで最初の溶鉱炉が稼働した。

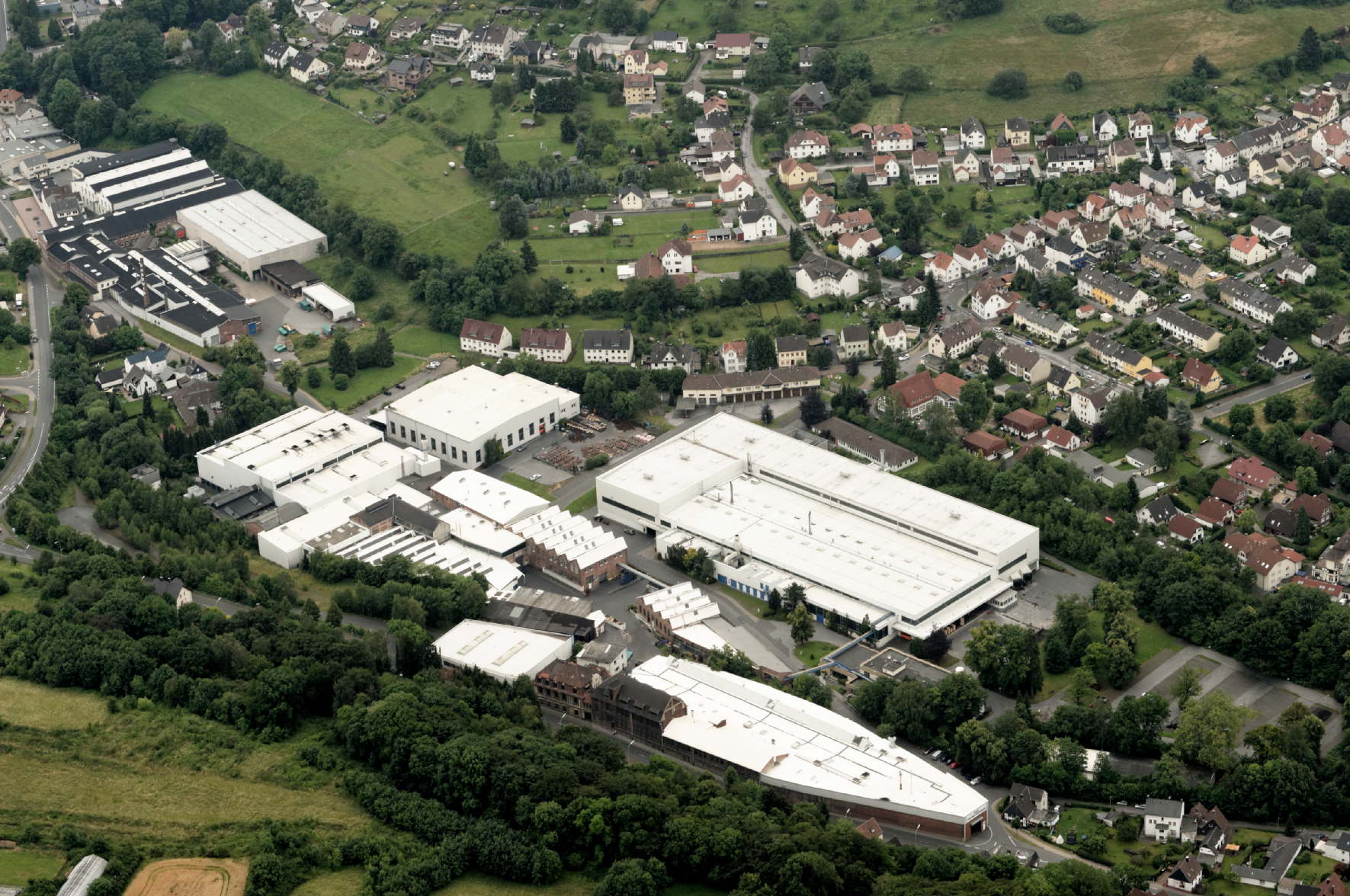
ヘーマーのズントヴィガー真鍮工場

ズントヴィガー真鍮工場やその他の真鍮製造所は、18世紀から19世紀に、この素材が適した器具製造の基礎を造った。20世紀に2つの器具製造業者グローエとコイコが国際的なマーケットを主導する企業に発展した。とくにグローエは現在、世界中に 6,500人の従業員を擁し、年間売り上げ高10億ユーロ以上のグローバル・プレイヤーとされている。この会社は2005年に、SPD党首フランツ・ミュンテフェーリングが投資家コンソーシアムによるグローエの買収をイナゴに喩えて語られたことでセンセーションを引き起こした。
第一次世界大戦前、カトラリー製造業者クラールフェルト＆シュプリングマイヤーは、1914年時点で500人の従業員を擁するヘーマーで最も評判の良い企業であった。外国からの安価な競合品の増加により、1970年代に工場の敷地を売却しなければならなかった。ヘーマーの機械製造業は、特に、隣の真鍮工場のための圧延機、蒸気機関を製造するズントヴィガー製鉄所によって成立した。
連邦共和国成立初期の経済の奇跡は、ヘーマー地域にも利益をもたらした。1954年に最初の南欧からの出稼ぎ労働者がヘーマーにやって来た。1970年代から1980年代にヘーマー企業の移転の波が起こった。ヘーマーでは住宅地域と工業の発展がほぼ並行して進行した。自治体再編後、企業は内市街から産業地区に移転し始めた。20世紀後半に産業構造の多様化が起こり、現在も続いている。そのため、一部の企業は定住したが、その産業地域はヘーマーで歴史的に発展したものではなかった。たとえば、MWV カルマー、ギールシュ、ハルテック・ハレンジステーメなどである。

### サービス業と小売業
ヘーマーの小売業の状況は困難であると見なされている。多くのヘーマー住民が、より大きな隣街のイーザーローンで買い物を済ます。1970年代にヘーマー内市街に買い物ができる「ノイエ・ミッテ」（直訳: 新中心）が形成され、1991年に歩行者専用区域がオープンした。それにもかかわらず多くの市民、特に市区部の人々は、この地域を市の中心だとは思っていない。内市街地域だけで、約20軒の商店が空き家となっている（2007年8月現在）。
2000年以後、歩行者専用区域の外側に、ネレンホーフセンターやフェルゼンメーアセンターといったショッピング複合体が建設された。州庭園博に伴い、内市街の一部も魅力的に改造された。この他に歩行者専用区域の中心に、ハーデマーレ＝センターが建設された。大規模な SB-スーパーマーケットはベッケ地区と、市境のすぐ外側のイーザーローンの市域に存在する。
サービス業に従事する被傭者の比率は平均よりも低い。1997年に約2,500人がこの分野で働いていたが、そのうち1,600人が3つの病院、老人ホーム、幼稚園の職員であった。これ以外は行政機関、銀行、保険会社、旅館で働いていた。研究開発分野の企業連合として、安全保障・災害防止技術センターは、サービス業分野の新しい雇用を創出している。

### 交通

#### 道路
ハーゲンとヘーマーとの間のアウトバーン A46号線の建設により、この街は全国的な道路網に接続した。多くの交通が、イーザーローン市内で終わっていた A46から、連邦道 B7号線経由でヘーマーに入っていたため、1970年代からアウトバーンをアルンスベルクまで延伸することが議論されていた。シュトューベッケンの下を通るトンネルのための試掘が2009年に行われた。2011年9月末に、ノルトライン＝ヴェストファーレン州交通省は、A46号線のメンデン (ザウアーラント) までの延伸を発表した。
B7号線と、ヘネタールの市境のすぐ外側を通る B515号線とを結ぶ州道 L682号線が、重要な東西を結ぶ道路として利用されている。L683号線は、B7号線とレネタールの B236号線とを、ヴェスティヒ、ブレーデンバッハ、イーメルト地区を経由して結んでいる。
1990年代初めから、アウトバーンのインターチェンジとヴェスティヒとを結ぶ西バイパス道路の建設が議論されてきた。計画ルートがドゥーロー景観保護区を通っているという批判がある。

#### 路面鉄道とバス
1908年、当時のヘーマーに属していたカレが（現在はイーザーローンに属す）、ホーエンリムブルクとイーザーローンとを結ぶ路面鉄道路線に接続した。この路線は、1909年にヴェスティヒを経由してアムトハウスまで延伸された。さらに、1911年にニーダーヘーマー、1912年にヘックリングゼン（ベックの一部）が接続した。1913年にはズントヴィヒを経由してダイリングホーフェンまで支線が設けられた。1921年に、並行して走る鉄道の有利となるように、路面鉄道ニーダーヘーマー - ヘックリングゼン線は廃止された。
第二次世界大戦後、ヘーマーには合計2年間路面鉄道が運行しなかった。これはイーザーローンとヴェスティヒとの間の橋が破壊されたためであった。1948年9月から路面鉄道は再開したものの、この路線は徐々に、より便利で、より高速なバスに置き換えられていった。1959年から1960年への変わり目にヘーマーにおける路面鉄道の旅客運行が終了し、最後の貨物車両も1964年にヴェスティヒを去った。
最初の定期バス路線として、1924年にフレンデンベルク行きが運行を開始した。現在本市は、12路線の地方定期バス路線が利用可能で、ルール＝リッペ交通共同体 (VRL) に属している。バス交通は主に、イーザーローナー・クライスバーンの後継企業であるメルキッシェ交通協会 (MVG) によって運行されている。MVG-低床バスが運行できない4つの路線は、1998年からヘーマー市民バスが運行している。

#### 鉄道

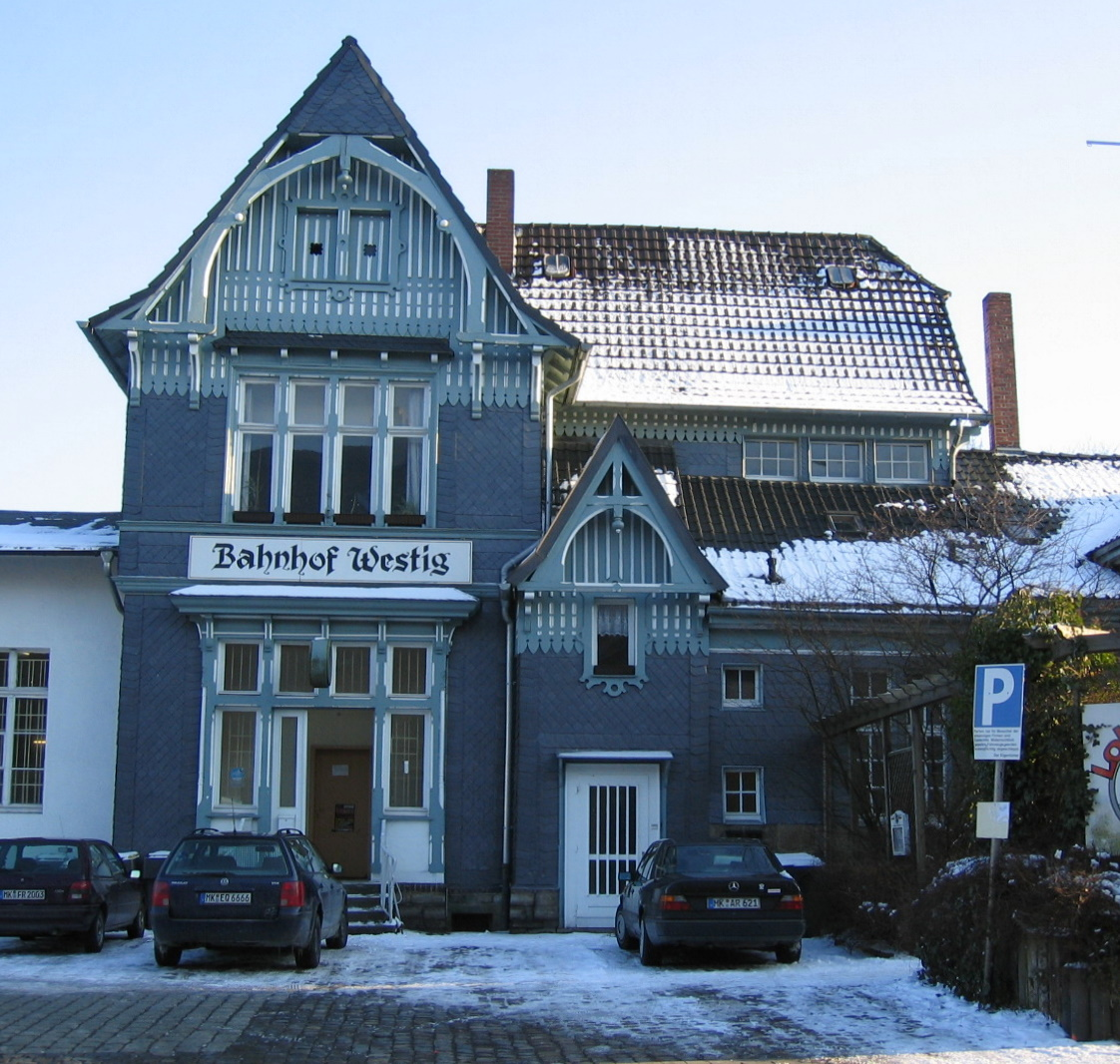
ヴェスティヒ駅

ヘーマーは1880年代に鉄道網に接続した。最初の計画はその20年前から始まっていた。レトマーテ - フレンデンベルク線の最初の一部であるメンデンとヘーマーとの区間は1882年に、その3年後にイーザーローンまでが完成した。これによりヘーマーは、オーベラー・ルールタール鉄道とライン＝ジーク鉄道で結ばれた。ヘーマー駅の他にエーゼ駅とヴェスティヒ駅が設けられた。この他に、いくつかの工業系企業が引き込み線を有していた。1891年にズントヴィヒへの路線が建設された。
イーザーローナー・クライスバーンの軽便鉄道ヴェスティヒ - エーフィングゼン線が、20世紀初めのヘーマーにおける鉄道網の仕上げであった。1913年にイーメルトまで営業が開始し、1917年にイーメルトまでが結ばれた。この路線は第一次世界大戦終戦後にアルテナまで延伸され、レネタールとフェルゼンメーアシュタットととの間が初めて鉄道で結ばれた。この軽便鉄道は1933年に、不採算区間のイーメルトとエーフィングゼンとの間が取り壊され、深刻な変化にさらされた。1955年旅客運行が完全に廃止された。
1975年にズントヴィヒとヴェスティヒで貨物の積み卸しが終了したことで、ヘーマーの鉄道の重要性は1970年代に失われた。減少一方の乗客数により、路線の廃止が1983年から議論され始めた。1989年に最後の旅客列車がヘーマーの駅を出発した。これ以後、最寄りの駅はイーザーローンとメンデンになった。ヴェスティヒの駅舎は1984年に保護文化財に指定され、その1年後に個人所有となった。ヘーマー市内の他の駅舎は、路線廃止後に解体された。
イーザーローンへの軌道に、上部構造が建設された。州庭園博 (LGS) の前段としてメンデンへの接続が可能であると思われた。ライン＝ジーク鉄道はフィジビリティスタディを行い、LGS 2010 の会期中およびその後も運行する計画を立案した。2010年2月、この路線は LGS の期間中の特別列車のみが運行し、その後は再び廃止されることが発表された。2011年1月、市議会はヴェストファーレン＝リッペ近郊交通目的連合にイーザーローン - ヘーマー - メンデン線を新しい近郊交通計画に組み込むよう依頼した。これが実現するとヘーマーとドルトムントとの間の直接乗り入れが可能になる。

#### 航空
ダイリングホーフェンには1936年からグライダー飛行場がある。1938年からはモータープレーンも離陸できるようになった。第二次世界大戦で使用するための飛行場を整備する目的で、1939年に滑走路建設が計画された。戦争末期の1945年春にこの飛行場は補助空港となったが、アメリカ軍によって大部分が破壊された。1952年、地域全体のパイロットがダイリングホーフェンでスポーツ飛行を楽しんだ。ダイリングホーフェンのイギリス軍兵舎とユーベルクのブリュヒャー兵舎の拡充により、この敷地は大幅に縮小され、最終的に1961年に航空クラブに管理・運営が委託された。
最寄りの飛行場は、イーザーローンに3つ、メンデンに1つある。最寄りの国際空港は、ドルトムント空港である。

### メディア
ヘーマーでは1886年から日刊紙が刊行されている。これは「ヘーマー＝ツァイトゥング」が初めて刊行された年である。「ヘーマー＝ツァイトゥング」が廃刊されて数年後の1893年3月22日に「ヘーメルシェ・ツァイトゥング」が、当初は週2回、1905年からは週3回刊行された。4年後にこの出版社は「メルキッシャー・ラントボーテ」というサブタイトルをつけたが、1917年からこれがメインタイトルとして用いられた。「ヘーメルシェ・ツァイトゥング」および「メルキッシャー・ラントボーテ」をサブタイトルとするイーザーローン郡の広報紙および情報紙として、この新聞は1945年4月12日まで刊行された。
1946年に連合軍は、「ヴェストファーレンポスト」(WP) の創刊を許可し、やがてヘーマーに編集オフィスもオープンした。1947年から「ヴェストフェリッシャ・ルントシャウ」(WR) がヘーマーで刊行された。これに伴いヘーマーのレポーターもイーザーローン編集局に編入された。「イーザーローナー・クライスアンツァイガー」(IK) は、連邦共和国の再建後、1949年11月に初めて出版された。
1978年10月から週に2回（水曜と日曜）無料の広報誌「シュタットシュピーゲル」が刊行されている。イーザーローンの編集局でヘーマー版も作成している。1990年以降、「ヴォーヒェンクーリアー」が土曜日ごとに配布される。このイーザーローン＝レトマテ＝ヘーマー編集局もイーザーローンにある。
1980年代末に、より大きな変化がヘーマーの出版業界に訪れた。ヘーマーで「ヴェストファーレンポスト」を出版していた WAZ-グループは、「イーザーローナー・クライスアンツァイガー」にも関与した。これに関連してヘーマーの WP-編集局は閉鎖され、読者は「イーザーローナー・クライスアンツァイガー・ウント・ツァイトゥング」(IKZ) に移行した。ヘーマーの WR-編集局設立は1990年に成功した。WR は引き続きヘーマーで出版されているが、2000年に「イーザーローナー・クライスアンツァイガー」からローカル面を引き継いだ。
ヘーマー地域の NRW のローカルラジオが、1990年以降、ラジオ MK であり、送信局 Nr. 69 から周波数 92.5 MHz （イーザーローン）で放送されている。

### 公共施設

#### 病院

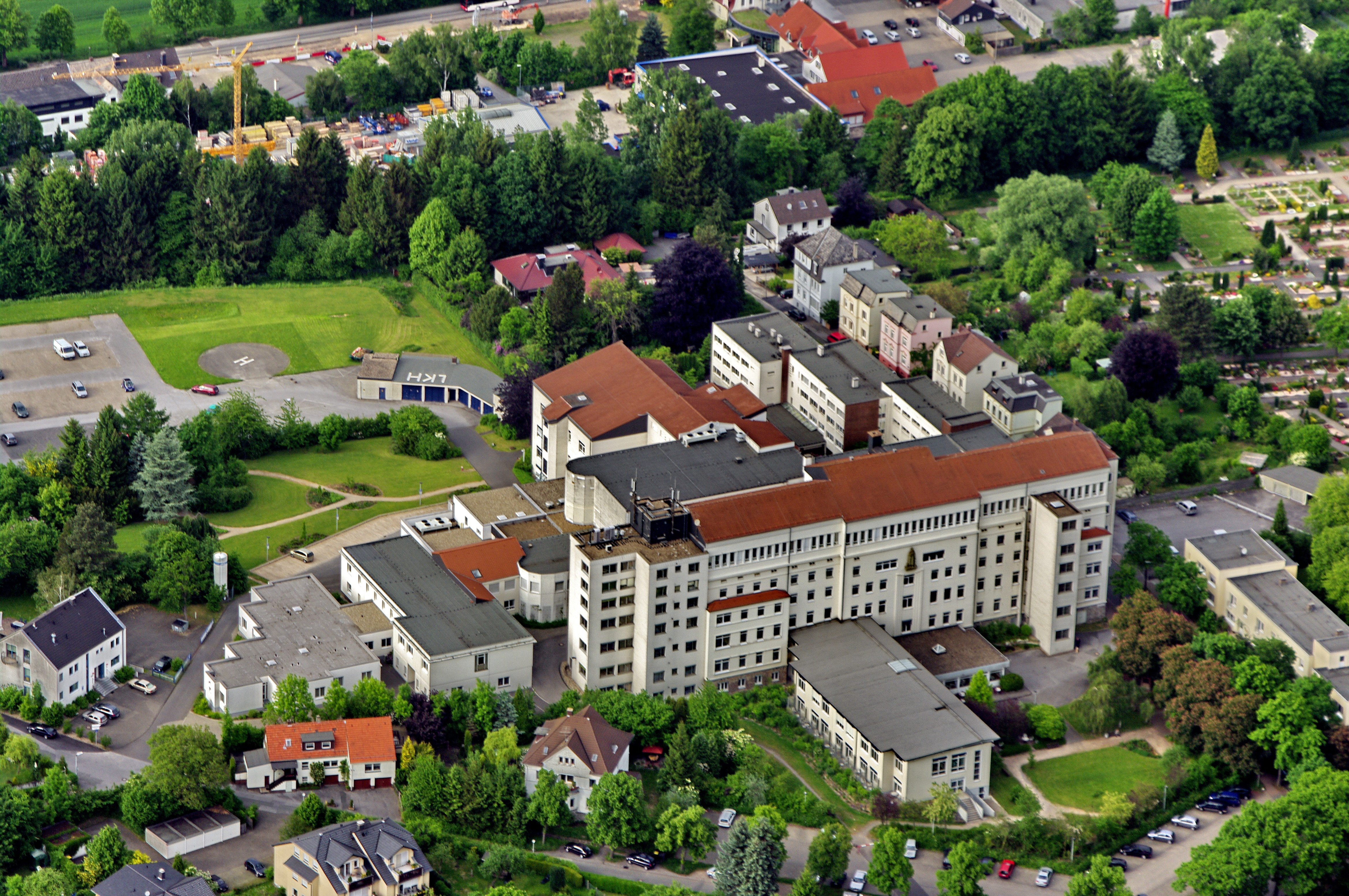
ヘーマー・ルンゲンクリニーク

ヘーマーには、1982年からアムトが運営する総合病院があった。この病院は、少ない病床数と人口増加により1902年と1908年に拡張が行われた。この病院は第一次世界大戦後に縮小されたが、1931年までに改めて拡張された。経済危機の時代に拡張の規模が大きすぎると批判され、実際にこの病院の維持がアムトにとって問題となった。1934年12月、国防軍が現在のルンゲンクリニーク（肺病病院）の建物を譲り受け、駐屯地病院に改造した。これに対してアムトは新しい病院を建設し、1936年に80床の病院を開院した。この病院は現在もパラケルスス＝クリニークとしてこの街の医療に貢献している。第二次世界大戦中、この病院は野戦病院として機能し、Stalag VI A の収容者が解放された後はそのケアを行った。1972年にこの病院は161床にまで拡大し、1975年の市町村再編に伴って新設された市の運営下に置かれた。これ以後市立病院となった。

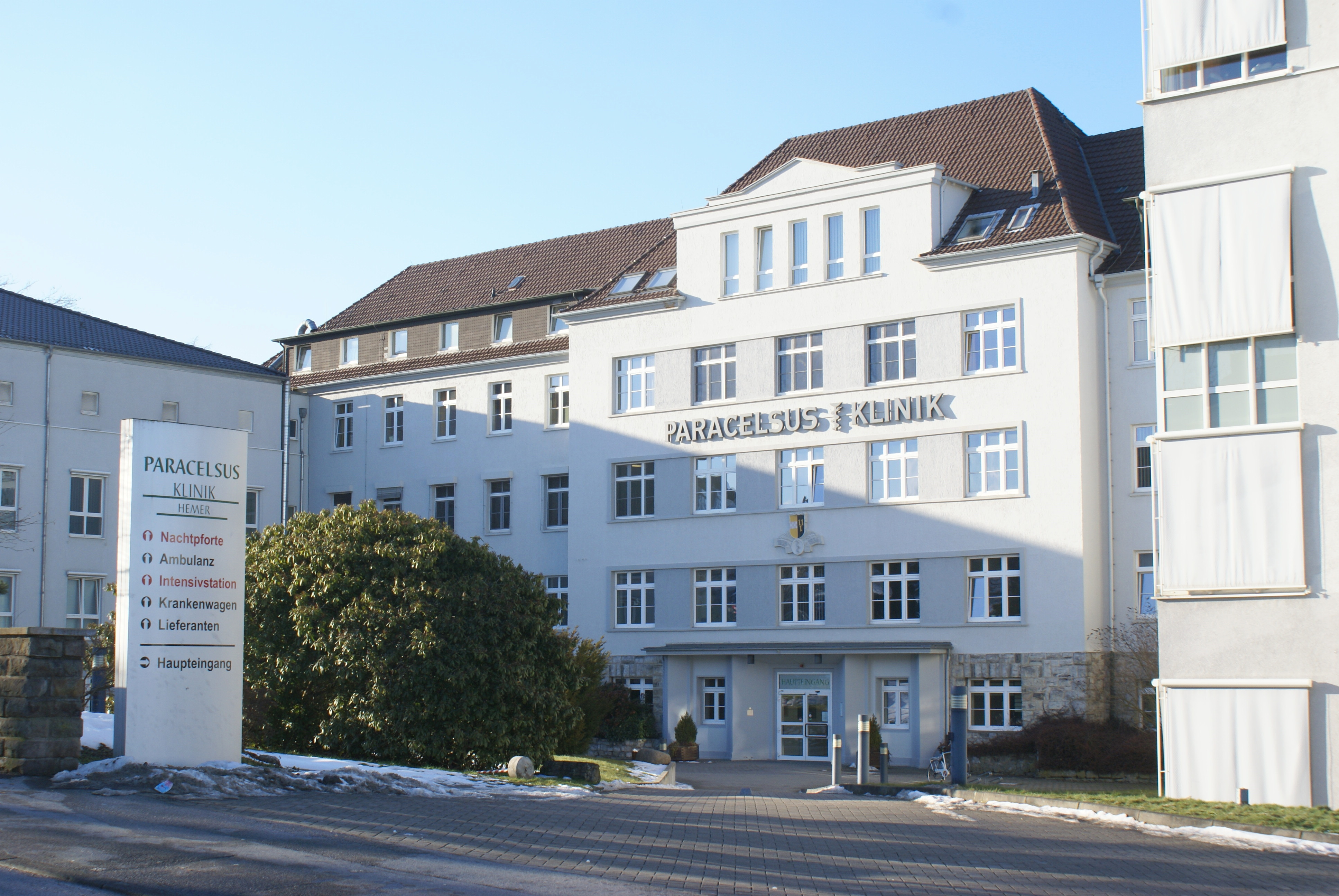
パラケルスス＝クリニーク

カトリックの聖ペーターおよびパウル教会は、早くも1904年にガイトベッケの聖マリエン＝ホスピタールを開院した。初め30床であったこの病院は、1972年に112床に拡張された。1978年に資金難のため教会はこの病院をヘーマー市に売却し、シュタットクランケンハウス II として内科部門を受け容れた。外科、産婦人科、耳鼻咽喉科、眼科、麻酔科は、シュタットクランケンハウス I に組み込まれた。この病院は1984年に民営化され、住民に医療を提供するパラケルスス＝クリニークの運営に移管された。この病院は1992年にドイツで最初の会計システムを変更した病院となった。入院期間ではなく、特定の治療に対して一括金額を支払うようになった。コスト削減のため、旧マリエン＝ホスピタールは閉鎖された。これ以後診療部門は、新たに拡張されたパラケルスス＝クリニーク I に集約された。2つめの建物は取り壊され、そこに住宅が建設された。現在パラケルスス＝クリニークは134床である。
一方、最初のアムトの病院であり駐屯地病院であった施設は、第二次世界大戦後に全国的に知られたルンゲンクリニーク（肺病病院）となった。この病院は、塵肺科、胸部外科、放射線科、麻酔科の4つの専門部門からなる。この他に研究所を有している。2002年にドイツで最初のSARS症例を報告して注目を集めた。当時あるハッティンゲン住民がウィルスに感染し、ルンゲンクリニークで治療を受けた。

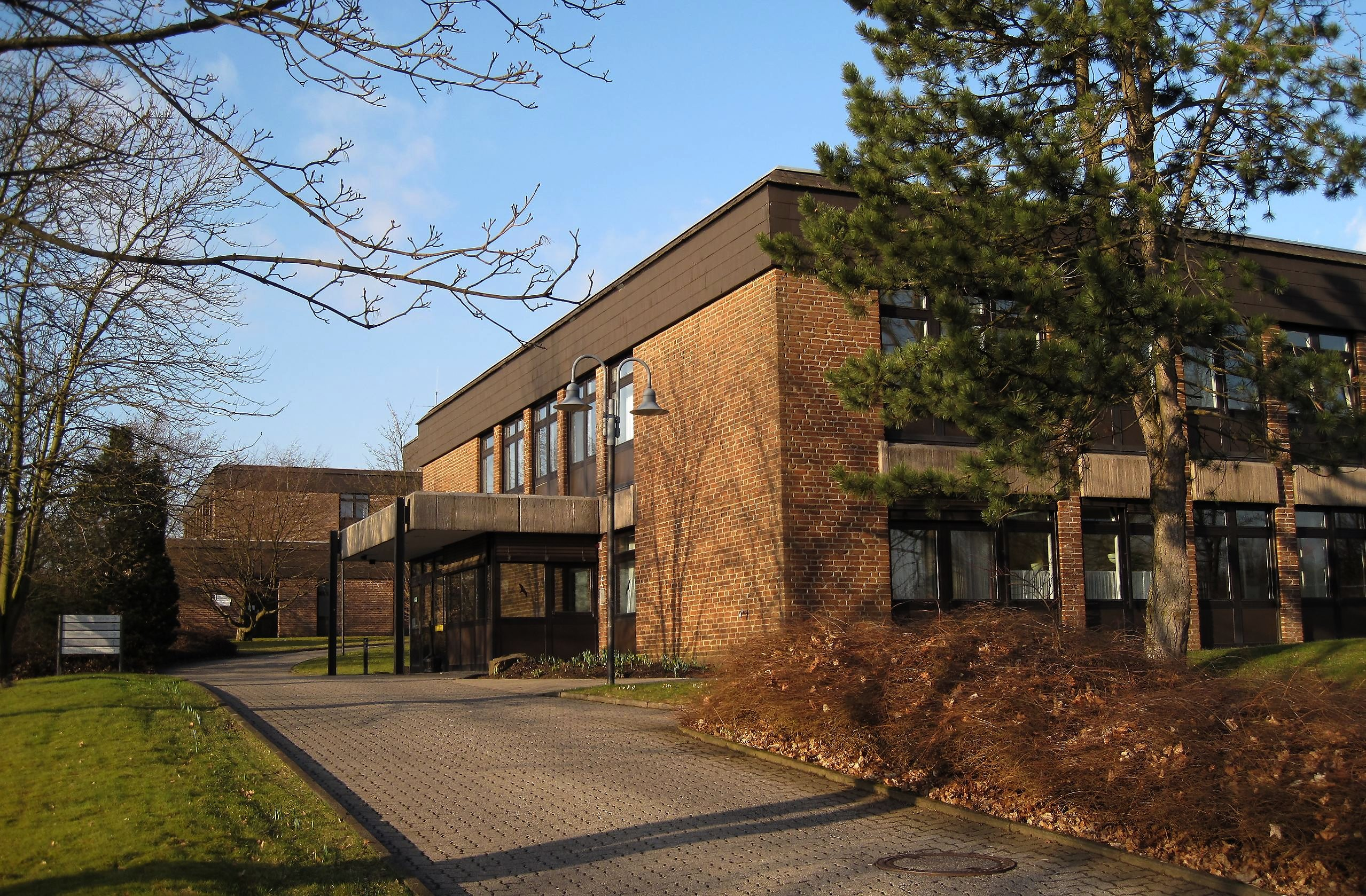
LWL-クリニーク・ヘーマー

フレンスベルク地区には、LWL-クリニーク・ヘーマーがある。この病院は1980年代末にハンス＝プリンツホルン＝クリニークと改名された。これは、ハンス・プリンツホルンにちなんで命名されたものである。1914年に AOK ドルトムントがこの土地を購入し、鉱山労働者のためのフレンスペルト療養所を運営し始めた。ナチ党の権力掌握後、この建物は接収され、ヴェストファーレン南部NSBO-療養所に転用された。戦時中は肺病患者に重点を置いた、ヘーマーの駐屯地病院の一部となった。1950年に AOK が再び経営者となり、1964年にヴェストファーレン＝リッペ地方連合に売却した。これ以後この建物は、現在の名称の下、精神病院に転用された。
管轄地域は、メルキッシャー郡の一部、エネペ＝ルール郡の一部およびハーゲンである。現在この病院は多くの診療科を有している: 精神療法/鬱病治療、精神科、アルコール依存症治療、老人精神医学である。この他にデイクリニックや緊急外来を有している。精神障害を有する者は、ヴェストファーレン住民連合でケアを受けることができる。

#### 軍事
ヘーマーは、1956年から2007年までドイツ連邦軍の駐屯地であった。最後の数年間、ブリュッヒャー兵舎はメルキッシャー郡で唯一の兵舎であり、装甲大隊 1、衛生中隊 2、自動車運転訓練センターが駐屯していた。この兵舎はプロイセンのゲプハルト・レベレヒト・ブリュッヒャー元帥にちなんで命名された。2004年11月2日、当時の国防大臣ペーター・シュトルックは、連邦軍改革に伴いヘーマー駐屯地を完全に廃止すると発表した。2007年1月23日、第203装甲大隊がヘーマーを離れ、アウグストドルフに移転した。これにより、広さ 28 ha の内市街に隣接する兵舎の敷地と、広さ 346 ha の演習地が空き地となった。この土地の一部で2010年に州庭園博が開催された。他の一部には、安全保障・災害防止技術センターなどが新たに設けられた。

#### その他の公共施設
マルタ救護サービスは、ノルトライン＝ヴェストファーレン州の委託により、ダイリングホーフェン地区で難民や亡命者のための収容施設を運営している。「マルテザー・ベトロイウング・フランツィスクス」は、500人の難民を収容できる。約50人の従業員がここで雇用されている。この施設には、1993年に開園した幼稚園もある。この建物は、以前はダイリングホーフェンのイギリス兵舎であった。
1930年代に、ヘーマーとそのアムトに属すいくつかの町村で最初の公共図書館が設けられた。1956年1月6日から市立図書館は、市域で唯一の図書館として、歩行者専用区域のかつての工場主の館に入居している。バリアフリーでないことから、図書館の改造が議論されている。同じ場所にあった市立文書館は、2009年に州庭園博の敷地内に移転した。ここには、アムトやヘーマー市の5000点以上の歴史資料や郷土史家の研究成果が収められている。
ヘーマー福音主義教会の旧マルティン＝ルター＝ハウスには、青年文化センター・アム・パルクが入居している。この施設は、市の文化・情報イベントの他、かつての青年センター 205 の機能も引き継いでいる。

### 教育

#### 学校

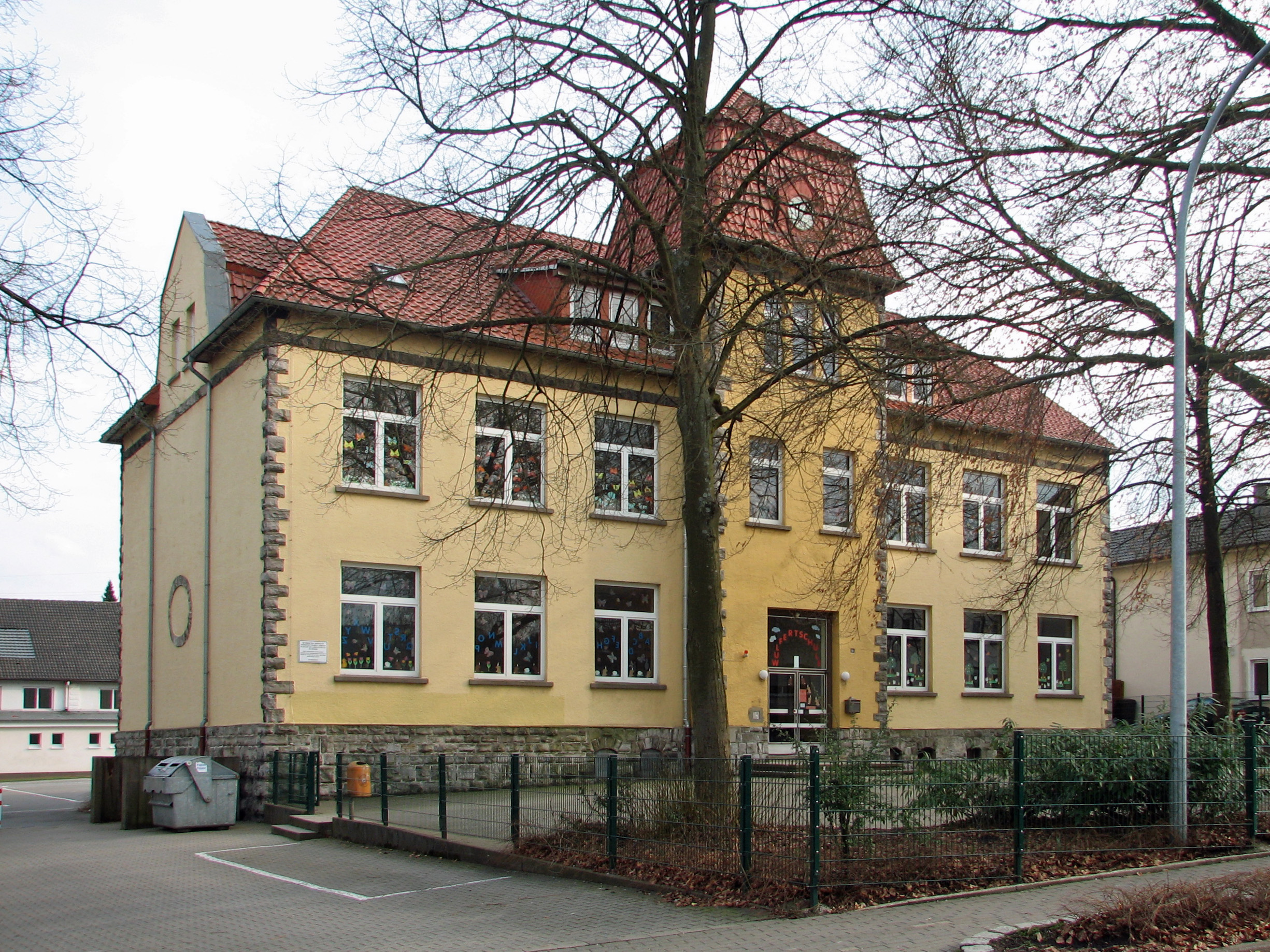
ヴルフェルトシューレ。かつてはフリードリヒ＝レオポルト＝ヴェステ＝ギムナジウムの校舎であった。

2008/09年の学年では、8校の基礎課程学校のうち5校が全日制である: ブラーベックシューレ（シュトューベッケン、ラントハウゼン）、フライヘル＝フォム＝シュタイン＝シューレ（ズントヴィヒ）、ヴェステシューレ（中核市区北部）、ディースターヴェークシューレ（ヴェスティヒ）、イーメルター・シューレ。全日課程を持たない他の3校は、ダイリングホーファー・シューレ、エーゼタールシューレ（ベッケ）、ヴルフェルトシューレ（中核市区南部）である。
ヘーマーにはウアベックに本課程学校が1校ある（メルキッシェ・シューレ）。市立公園前の旧パルクシュトラーセ本課程学校は、2011年/12年の学年に閉鎖された。この学校は2009年/10年から5年生を受け容れていなかった。その替わりにこの建物には新設されたヘーマー総合学校が入居している。市議会は、父兄へのアンケートに基づきこれを決定した。最初の学生は、2009年の学年の初めに入学した。
本市唯一の実科学校は、ヘーマーの精神科医ハンス・プリンツホルンにちなんで名付けられており、パルクシュトラーセ本課程学校や総合学校と同じ学校センターにある。
パルクシュトラーセ学校センターの隣にフリードリヒ＝レオポルト＝ヴェステ＝ギムナジウムがある。校名の由来は、19世紀の語学教授で、最初の高位の学校教師である。この学校は1924年に設立され、1999年からバイリンガルコースが設けられた。ヘーマーでは1829年に最初の高度教育のための私立学校が設立された。

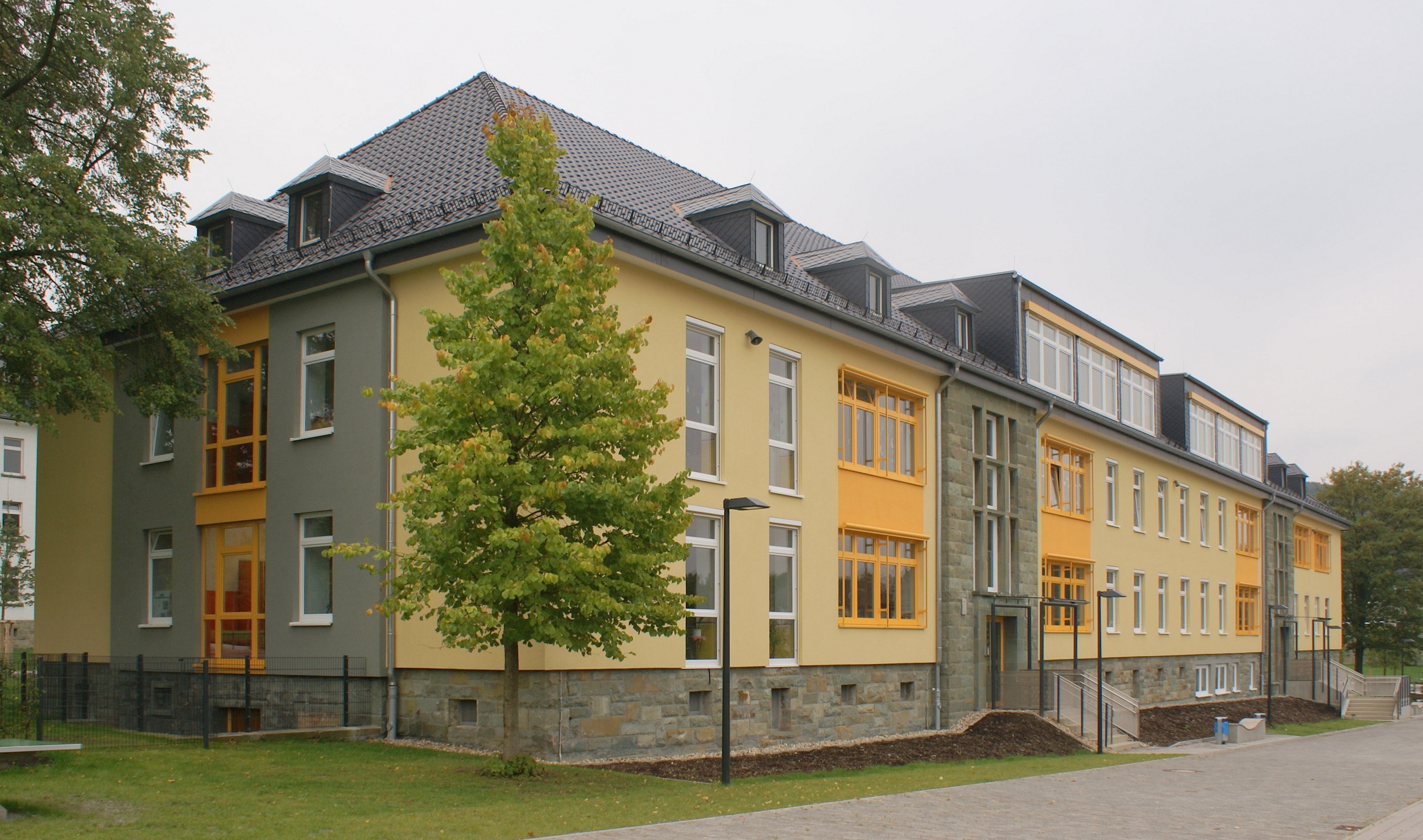
レーゲンスボーデンシューレ

ヘーマーには合計4校の養護学校がある。ペスタロッツィシューレでは、最初の学生は学習に重点を置いて学んでいる。フェルゼンメーアシューレは身体および動作の発展に重点を置く LWL-養護学校である。ヴィルヘルム＝ボッシュ＝シューレはメルキッシャー郡によって運営されており、情動および社会的発展に重点を置いている。2009年の復活祭から言語に重点を置くレーゲンボーゲンシューレが旧ブリュッヒャー兵舎の建物内に設けられた。4つの教室で有害物質が検出されたため、郡当局は2010年6月9日にレーゲンボーゲンシューレを閉鎖した。この学校は、改修されたが、1年後に結局新しい校舎に移転した。
1970年までヘーマーには、ダイリングホーフェンに駐留するカナダ人兵士の子供たちのためのシニアスクールがあった。撤退後この建物はイギリス人学校として利用された。ここには一時的にドイツ連邦共和国で最も小さなアメリカン・スクールが入居したこともある。現在は、市民大学がこのスペースを利用している。

#### その他の教育機関
ヘーマーは、メンデンおよびバルヴェとの市民大学連合である市民大学メンデン＝ヘーマー＝ヴァルヴェに属している。本市は、6人からなる評議会に2人、12人からなる連合委員会に4人を派遣している。ヘーマーの市民大学事業所は、ヘーマー市立音楽学校と同様に、1970年代半ばからオーバーヘーマーの旧役場にあった。現在は、市民大学と音楽学校はともにザウアーラントパルクの建物に入居している。
ハーゲンのラーエル＝ファルンハーゲン＝コレークは、ヴェステ＝ギムナジウム内で夜間ギムナジウムを運営している。ここでは、専門大学資格も一般大学資格も得ることができる。

## 人物

### 出身者
- ヴィリブロールト・ベンツラー（ドイツ語版、英語版）（1853年 - 1921年）メス司教。
- ハンス・プリンツホルン（ドイツ語版、英語版）（1886年 - 1933年）精神科医、芸術史家
- ハインツ＝ディーター・エビングハウス（1939年 - ）アルベルト・ルートヴィヒ大学フライブルクの数理論理学者。
- ヴォルフガング・ベッカー（1954年 - ）「グッバイ、レーニン!」で知られる映画監督。フリードリヒ＝レオポルト＝ヴェステ＝ギムナジウムでアビトゥーアを修得した。
- トーマス・シェーファー（ドイツ語版、英語版）（1966年 - 2020年）政治家 (CDU)。
- エンノ・ポッペ（1969年 - ）作曲家、指揮者
- ラロス・ブリュッゲマン（ドイツ語版、英語版）（1976年 - ）アイスホッケー選手。イーザーローン・ルースターズ（ドイツ語版、英語版）などで活躍した。

## 関連図書
- Ilsa Treude; Friedhelm Treude (1973). Die Fibel. Band 4: Der Raum Hemer unter napoleonischer Fremdherrschaft: Die Mairie Hemer. Hemer: Schälter & Co.
- Bürger- und Heimatverein Hemer e. V, ed (1980). Hemer. Beiträge zur Heimatkunde (2 ed.). Balve: Engelbert-Verlag
- Reinhard Treude (1981). Hemer in alten Bildern. Gummersbach: Gronenberg. ISBN 978-3-88265-091-4
- Friedrich Sirringhaus (1984). Alt-Hemer. Balve: Zimmermann-Verlag
- Rolf Bour; Karin von Gymnich (1986). Hemer. Porträt einer Stadt. Lippstadt: Graphische Betriebe. ISBN 978-3-923474-04-2
- Eberhard Thomas; Klaus Fischer (1996). Hemer. Leipzig: Stadt-Bild-Verlag
- Hans-Hermann Stopsack (2000). Vom Amt zur Stadt. Hemer. ISBN 978-3-00-006685-6
- Wilhelm Gröne; Hans-Hermann Stopsack (1998). Juden in Hemer. Spuren ihres Lebens
- Hans-Hermann Stopsack, ed (2004). Menden/Hemer: Hemer 1944–1949. Erinnerungen, Zeitzeugenberichte und Dokumente aus einer Zeit des Umbruchs
- Karin Müller (2017). Die Fibel. Band 10: Bibliographie Hemer: Schrifttum zur Geschichte der Stadt 1755 bis 2016. Hemer. ISBN 978-3-00-056057-6

### 訳注
1. ↑  当時の市長 (Bürgermeister) は名誉職で儀礼上の代表者であり、自治体行政の実務責任者は都市ディレクターであった。